# アイドルマスター シンデレラガールズの登場人物
アイドルマスター シンデレラガールズの登場人物（アイドルマスターシンデレラガールズのとうじょうじんぶつ）では、バンダイナムコエンターテインメントのソーシャルゲーム『アイドルマスター シンデレラガールズ』、および関連作品に登場する人物について記述する。
登場するアイドルは208名（本作発のアイドル190名+765プロアイドル13名+『ディアリースターズ』出身アイドル5名）であるが、このうちボイスが実装されているキャラは、モバイル版『アイドルマスター シンデレラガールズ』のサービス終了した時点の人数111名（本作発のアイドル95名+765プロアイドル13名+876プロアイドル3名）。
『スターライトステージ』でボイスが実装されているキャラは102名（本作発のアイドル99名+765プロアイドル2名+ホロライブプロダクションアイドル1名）。
2025年7月2日、サービスの開発・運用体制を10月1日より変更することを発表。それに先立ち、運用体制変更に伴い、同年9月まで全てのコミュと新規楽曲の配信を終了することとなった。2023年12月にイヴ・サンタクロースのボイス実装が最後となった。
- 各アイドルの年齢・誕生日・血液型・身長・体重・出身地は全て「アイドル名鑑[2]」および「シンデレラライブラリー[3]」による。
- 以下、各属性ごとに代表アイドル（キュート - 島村卯月、クール - 渋谷凛、パッション - 本田未央）→ボイス実装アイドル（50音順）→ボイス未実装アイドル（50音順）→韓国版オリジナルアイドルの順に並べている。

## キュート
基本的に「可愛い・（アイドル本人が）可愛いもの好き・優しい・おっとり系・お嬢様系」などの触れ込みのアイドル達。食や楽器演奏など、文化系の趣味・嗜好を持つアイドルも多い。
カードの色は   ピンク。シンボルは花。
島村 卯月（しまむら うづき）
- 声 - 大橋彩香
- 年齢：17歳 / 身長：159 cm / 体重：44 kg / スリーサイズ：B83/W58/H87 / 誕生日：4月24日 / 血液型：O型 / 出身地：東京

真面目で普通な性格の少女。趣味は友達と長電話。他のアイドルと比べると個性が少ないが、おみくじでは17年間吉しか出たことがないほどの非凡な運も持ち合わせている。何事にも一生懸命で、笑顔を絶やさない。愛称は「しまむー」。『デレラジ』のパーソナリティの1人。ノーマルの特訓後の衣装は「ピンクチェックスクール」。
第3回シンデレラガール総選挙総合4位。第5回シンデレラガール総選挙総合1位。
『THE IDOLM@STER CINDERELLA MASTER』シリーズ第2弾のメンバーに選ばれたことにより、ボイスが実装された。
漫画『ニュージェネレーションズ』
メインキャラクターの1人。渋谷凛・本田未央とユニット「ニュージェネレーションズ」を組んでいる。
アニメ版
主人公の1人。「CINDERELLA PROJECT」（シンデレラプロジェクト）の再選考で合格した3人の中で唯一養成所に通っていた経験を持っている。養成所時代は「CINDERELLA PROJECT」をはじめとした多くのオーディションを受けていたが落選を繰り返していた。凛や未央と比べてダンスは苦手。口癖は「頑張ります!!」。本人曰く「笑顔には自信がある」。凛・未央との3人組ユニット「new generations」（ニュージェネレーションズ）を結成。
『NO MAKE』第1話やアニメ第6話では、整理整頓が苦手で養成所のロッカーや部屋が散らかっている様子が描かれた。
未央曰く「天然ボケ」で、プロデューサーが警察に捕まったと電話で聞いて110番へ掛けようとしたり、アイドルフェス後にファンレターを受け取った時に「アイドルみたい」と発言している。
2nd seasonでは他の「CINDERELLA PROJECT」のアイドル達がそれぞれ新たな活躍の場を広げていったのに対し、自分だけ何もできないことに徐々に追い詰められてしまうこともあったがプロデューサーやほかのアイドルの手助けで立ち直り、ステージに立つことが出来た。第25話エンディングでは小日向美穂に加え五十嵐響子と「ピンクチェックスクール」を結成している。
キャラクターデザイン
キャラクター原案の杏仁豆腐によれば、家ではいつも癖毛を気にしているらしく、アニメ第7話では実際に髪が寝癖だらけになっていた。
キャスティング・演技
卯月役には「第36回ホリプロタレントスカウトキャラバン～次世代声優アーティストオーディション～」のファイナリスト・大橋彩香が選ばれた。
大橋が2015年に中里キリとのインタビューで語ったによると、最初のテープオーディションの後、スタジオで呼び出された際に歌唱オーディションを行ったとされており、大橋はこれが初めての歌唱だったため驚いたと振り返っている。この時大橋はきらり役のオーディションも受けており、最初にきらりを演じた後、卯月を演じ、最終的には後者で採用された。なお、歌唱オーディションの課題曲は『プリコグ』であり、大橋はかわいいながらも難しかったと振り返っている。
大橋は卯月のキャラクター性について、一生懸命な人となりはすぐに分かったが、自分のことを語らない分心の底で何を考えているのかつかみにくかったと中里とのインタビューの中で語っており、「とにかく明るく、元気で、みんなを笑顔にする子なことを考えて演じました。卯月の「普通」というのが難しくて、普通ってなんだろう、と悩んだりもしました。[中略]普通な子ではなくて、むしろ普通じゃできないことを平然とやってのける子なんだなと思うようになりました。」と振り返っている。
また、卯月の『s(mile)ing』が大橋にとって初めてのキャラクターソング収録であり、初めてアイドルとして曲をもらった時の卯月の気持ちを想像しながら歌ったと振り返っている。
反響
二次創作においては、名前つながりで衣料品チェーン「ファッションセンターしまむら」と組み合わせて描かれることが多かった。

安部 菜々（あべ なな）
- 声 - 三宅麻理恵
- 年齢：永遠の17歳 / 身長：146 cm / 体重：40 kg / スリーサイズ：B84/W57/H84 / 誕生日：5月15日 / 血液型：O型 / 出身地：ウサミン星

声優アイドルを目指している自称「ウサミン星人」の少女。趣味はウサミン星との交信。口癖は「キャハッ!」。実年齢は不明だが時折、17歳とは思えない発言をしている。また本人曰く「ウサミン星は電車で1時間の所にある」とのこと。自室は和風でちゃぶ台が置いてある。通常レアの特訓前はメイド服姿で元々はメイド喫茶で働いていた。
第3回シンデレラガール総選挙総合2位。第7回シンデレラガール総選挙総合1位。
『THE IDOLM@STER CINDERELLA MASTER』シリーズ第4弾のメンバーに選ばれたことにより、ボイスが実装された。
アニメ版
先輩アイドルとして登場。生活費を稼ぐため、346プロのカフェで臨時のバイトをしていた。みくの憧れの目標として尊敬されている。第16話では地道な活動の成果かお天気キャスターの仕事を得ているが、常務の方針見直しの煽りを受けその仕事を失い、方針変更を求められる。母親からも花嫁修業のため実家に戻るよう言われてしまい、意気消沈状態でゲーム販促イベントの仕事を迎えてしまう。イベントに駆けつけたみくのコールにより自信を取り戻し、イベントを成功させた。以後、「CINDERELLA PROJECT」の外郭メンバーに加わり「*(Asterisk) with なつなな」として活動する。
アニメ『U149』
漫画版には未登場。アニメ版第3話では佐藤心と「しゅがみん☆TV」を配信している。
評価・反響
ライターの向原康太は菜々について「バラエティ要素も多分に含むキャラクター」だとした上で、彼女の独特のキャラクター性の中に垣間見える苦労人の影にファンは「俺が支えなくては」と心揺さぶられると述べている。また、向原は第7回シンデレラガール総選挙で菜々が総合1位を獲得できた要因について、前述の「俺が支えなくては」というファンの熱意と第"7"回と"菜々"が掛かっていることもあり、「ここで勝たせておけば面白い」という他アイドル推しのファンからの票も加わったことが大きいと考察している。
コラボレーション
株式会社エディアが運営する徒歩・カーナビアプリ『MAPLUSキャラdeナビ』にて、菜々のキャラチェンジセットが2022年3月11日より提供されている。
五十嵐 響子（いがらし きょうこ）
- 声 - 種﨑敦美
- 年齢：15歳 / 身長：154 cm / 体重：43 kg / スリーサイズ：B81/W58/H80 / 誕生日：8月10日 / 血液型：AB型 / 出身地：鳥取

サイドポニーテールが特徴的な少女。家事全般が趣味で、非常に世話好きな性格であり、仕事場でもスタッフの手伝いを自分から進んで行うこともある。実家からは鳥取砂丘が見えるらしい。弟や妹がいる。絵心はイマイチで、ケチャップで描いたウサギを周りがクマだと思うほど。作中で「お嫁さんにしたい有名人アワード、アイドル部門グランプリ」を受賞している。
『THE IDOLM@STER CINDERELLA MASTER』シリーズ第9弾のメンバーに選ばれたことにより、ボイスが実装された。
アニメ版
25話エンディングで島村卯月・小日向美穂と「ピンクチェックスクール」を結成（当時はボイス無し）。
漫画『U149』
第49話でのイベントのMCを勤める。
コラボレーション
ソロ曲の「恋のHamburg♪」のサビの歌詞「あなたに Tiny Tiny」が「あなたにタニタに」と空耳したことで、2021年8月にタニタとのコラボが実現した。

一ノ瀬 志希（いちのせ しき）
- 声 - 藍原ことみ
- 年齢：18歳 / 身長：161 cm / 体重：43 kg / スリーサイズ：B83/W57/H82 / 誕生日：5月30日 / 血液型：O型 / 出身地：岩手

匂いフェチの脳天気でマイペースな性格の少女。趣味は観察、アヤしい科学実験、失踪。香水を自作するなど匂いに関しては敏感でプロデューサーに興味を持った理由も「なんかイイ匂いがする」から。感情が高ぶると「にゃーっはっはー」という独特な笑い声を発する。米国に留学して飛び級するほどのギフテッドだが、面倒だからという理由で帰国した。宮本フレデリカとは仲がよい。
父親は科学者で、香水の調合も父親の影響。反面母親に関してはあまり話したがらない、など家庭環境は複雑な模様。
『シアターデイズ』にゲストアイドルとして登場した際に、特技「どこでも寝る」、好きなもの「刺激的な調味料」が追加された。
第9回シンデレラガール総選挙総合3位。第10回シンデレラガール総選挙総合2位。
アニメ版
本編には登場していないが、『マジックアワー』では第4回シンデレラガール総選挙で総合5位を獲得したことからパーソナリティを担当し、同時にボイス初公開となった。
漫画『U149』
第12話から登場（先行して第11話でも僅かに登場）。「あの一ノ瀬志希」と言われるほどの人気アイドルとして描かれており、宮本フレデリカとユニット「レイジー・レイジー」を組む。第14話では結城晴と的場梨沙がライブのバックダンサーを務めた。特別編では、コンビニ袋と消ゴムで落下傘を作った。

緒方 智絵里（おがた ちえり）
- 声 - 大空直美
- 年齢：16歳 / 身長：153 cm / 体重：42 kg / スリーサイズ：B79/W57/H80 / 誕生日：6月11日 / 血液型：A型 / 出身地：三重

両親が共働きをしているため、寂しがり屋な性格のツインテールの少女。趣味は四葉のクローバー集め。おどおどした話し方が特徴で見捨てられることに対する不安を口に出すこともある。レア以上のカード、衣装は天使をモチーフにしたものが多く、千川ちひろや向井拓海からも「天使みたい」と評されている。
2013年の「アイドル浴衣祭り2013ガチャ」において、白坂小梅と共にボイスが実装された。本作では白坂小梅と共に初のCDと関係ない部分でボイスが実装されたアイドルとなっている。
第3回シンデレラガール総選挙総合3位。
アニメ版
「CINDERELLA PROJECT」に選ばれた14人のうちの1人。かな子と仲が良く、卯月たちがバックダンサーに決まった際には共に進んで応援していた。双葉杏、三村かな子とのユニット「CANDY ISLAND」（キャンディアイランド）として活動。第17話では「とときら学園」のレポーターを担当。第23話では立派にレポーターをこなしている姿を見せている。第25話では仕事にも積極的に取り組んでおり、尻込みする輿水幸子に対し体を張る仕事にも怯まず向かっている。
第26話では『太鼓の達人』で難易度おにの「Star!」をプレイする（300コンボを達成している）など、リズムゲームが得意な一面を見せた。
コラボレーション
智絵里をイメージしたSuperGroupiesとのコラボ商品「緒方智絵里 モデル バックパック」が2023年1月ごろに発売された。

乙倉 悠貴（おとくら ゆうき）
- 声 - 中島由貴
- 年齢：13歳 / 身長：164 cm / 体重：40 kg / スリーサイズ：B70/W53/H74 / 誕生日：10月6日 / 血液型：A型 / 出身地：岡山

高身長とショートヘアが特徴的だが、その中学一年生としては高い背丈を気にしている体育会系の少女。趣味はミックスジュースとスクラップブックを作ること。親の薦めでジュニアモデルを務めた経験もある。陸上部に所属しており朝のランニングを日課にしている。生野菜が苦手なため、野菜ジュースにしている。快活な性格で、「ですっ」「はいっ!」といった促音を多用した敬語を使う。小日向美穂や佐久間まゆ、アナスタシア、相葉夕美を可愛いと評し、憧れを抱いている。
岡山エリアのライバルアイドル。
『THE IDOLM@STER CINDERELLA MASTER』シリーズ第10弾のメンバーに選ばれたことにより、ボイスが実装された。

黒埼 ちとせ（くろさき ちとせ）
- 声 - 佐倉薫
- 年齢：19歳 / 身長：164 cm / 体重：44 kg / スリーサイズ：B86/W58/H84 / 誕生日：11月10日 / 血液型：O型 / 出身地：東京

自らを「吸血鬼の末裔」と称する少女。趣味はおいしいものを食べることと月光浴。19歳であるが留年しているため、千夜と同じ高校に通う高校3年生。千夜を家政婦として住み込ませ、「僕（しもべ）ちゃん」と呼ぶが、友人として大切に思っている。
2019年2月28日に千夜とともにスターライトステージに実装。シンデレラガールズとしては初めてスターライトステージが初出、かつ初の実装時点でのボイス付きアイドルとなった。その後、同年4月5日に千夜とともに鹿児島エリアのライバルアイドルとして本作に実装された。

古賀 小春（こが こはる）
- 声 - 小森結梨
- 年齢：12歳 / 身長：140 cm / 体重：35 kg / スリーサイズ：B72/W54/H77 / 誕生日：4月1日 / 血液型：O型 / 出身地：佐賀

お姫様みたいなかわいいアイドルを目指しているボブヘアーの少女。趣味はイグアナのヒョウくんと遊ぶことと、家のお手伝い。「ヒョウくん」（声 - 大空直美）という名前の尻尾にリボンをしたイグアナを飼っており「ヒョウくんぺろぺろです〜」と発言するほど、可愛がっており事務所にも連れて来ている。餌は虫のため、常に持ち歩いておりプロデューサーを虫集めに誘ってきたりもする。
大阪エリアの衣装「プリンツェスマイリー」のコンプリートで入手できるアイドルとして初登場。
テレビアニメ『U149』第1話に登場した際にキャストが設定され、同日にデレステにボイスが実装された。
アニメ版
第17話以降に登場。「とときら学園」レギュラーとして活躍している。ヒョウくんは未登場。
漫画『U149』
第3芸能課所属アイドルとして登場。シンボルマークはティアラ。第44話から、ヒョウくんと一緒に、みくがMCの生放送番組に出演した際に、前述のハプニングに見舞われる。虫には慣れているシーンがある他、第44話以降には様々な動物の蘊蓄を披露する。笑顔を見せると花のような漫符が舞う。仕事に緊張を見せない。

輿水 幸子（こしみず さちこ）
- 声 - 竹達彩奈
- 年齢：14歳 / 身長：142 cm / 体重：37 kg / スリーサイズ：B74/W52/H75 / 誕生日：11月25日 / 血液型：B型 / 出身地：山梨

薄紫のショートヘアの右側に緑と赤のヘアピンが特徴的な少女。髪の両端の一部が少しハネている（持ち歌の歌詞では寝癖）。一人称は「ボク」で、慇懃な口調ながら自信過剰な部分があり、度々「ボクが一番カワイイに決まってますよ」などと自信満々に自分の可愛さをアピールしているが、分が悪くなると強がりつつも弱腰になることもある。趣味は勉強ノートの清書。口癖は「フフーン！」。常にエスカレーター式の私立に通っており、多忙なアイドル業で学業も疎かになりやすく、楽屋などでトランクを机代わりにして補習や宿題などをしている。白坂小梅と星輝子（3人共、身長が同じ）とはLIVEユニット「カワイイボクと142's」を組んでいる。CDデビューを除いたすべてのレア名には「自称・」が付く。『自称・マーメイド』のエピソードでカナヅチであることが判明。両親は幸子に対して過保護な所があり、授業参観などでは仕事を休んでまで早朝から観に行くほど。
埼玉エリアのライバルアイドル。
漫画『あんさんぶる!』では小日向美穂と交流がある。
第2回シンデレラガール選抜総選挙4位。
『THE IDOLM@STER CINDERELLA MASTER』シリーズ第4弾のメンバーに選ばれたことにより、ボイスが実装された。
アニメ版
先輩アイドルとして登場。小早川紗枝と姫川友紀の3人ユニット「カワイイボクと野球どすえ」（略称：KBYD）として「CANDY ISLAND」とバラエティ番組「筋肉でドン! Muscle Castle」で対決した。
漫画『U149』
第38話では、歌鈴や桃華とバンジージャンプを跳ぶが、以前に高度1,000mからのスカイダイビングの経験があり、堂に入ったものであった。この時に桃華にちょっとした助言をしている。
コラボレーション
実業家のイーロン・マスクが2021年1月13日にTwitterに輿水の画像とともに「Hey you ... Yeah you Queen ... You're gonna make it!（そこの君…君は女王だ…君ならできる！）」と投稿したことが話題になり、「世界一の富豪に推されるアイドル」とネットニュースで報道された。

小早川 紗枝（こばやかわ さえ）
- 声 - 立花理香
- 年齢：15歳 / 身長：148 cm / 体重：42 kg / スリーサイズ：B78/W56/H80 / 誕生日：10月18日 / 血液型：AB型 / 出身地：京都

おしとやかな京言葉で話す少女。趣味は日本舞踊。一人称は「うち」。実家は賀茂川のほとりの名家出身の一人っ子で門限を設けるなどかなり厳しい家柄。また犬を飼いたがっているが母親から「自分の面倒みられるようになってから」と言われている。趣味の日本舞踊も母親から厳しく躾けられた。そんな母親を尊敬している。琴や百人一首も得意。普段の服装は和服で着付けも得意。同じ京都出身の塩見周子と交流があるらしい。
『シンデレラガールズ劇場』内では控えめなスタイルを気にしている描写がある。
『THE IDOLM@STER CINDERELLA MASTER』シリーズ第6弾のメンバーに選ばれたことにより、ボイスが実装された。
アニメ版
卯月たちが346プロを探検していた際、小日向美穂と共にインタビューを受けていた。第9話で輿水幸子と姫川友紀の3人で「カワイイボクと野球どすえ」（略称：KBYD）の一員として、「CANDY ISLAND」とバラエティ番組「筋肉でドン! Muscle Castle」で対決した。同番組の「私服対決」では学校帰りでの収録のため、制服をお披露目することになり赤面していた。女子寮で生活している。第25話では塩見周子、桃井あずき、鷹富士茄子とブースに入っている。

小日向 美穂（こひなた みほ）
- 声 - 津田美波
- 年齢：17歳 / 身長：155 cm / 体重：42 kg / スリーサイズ：B82/W59/H86 / 誕生日：12月16日 / 血液型：O型 / 出身地：熊本

ショートな黒髪と短いアホ毛が特徴の少女。趣味はひなたぼっこ。非常に恥ずかしがり屋な性格。ファンからもらった白いクマのぬいぐるみを「プロデューサーくん」と名付けて大事にしている。好きな動物にクマを挙げている。また、プロデューサーのイントネーションが他のアイドルと少し違う。
漫画『あんさんぶる!』では輿水幸子と交流がある。
『THE IDOLM@STER CINDERELLA MASTER』シリーズ第3弾のメンバーに選ばれたことにより、ボイスが実装された。
アニメ版
佐久間まゆ・川島瑞樹・城ヶ崎美嘉・日野茜らと5人組ユニット「Happy Princess」を組んでいる。初舞台に緊張している卯月たちに茜と共にアドバイスを送った。女子寮で生活をしている。第21話以降オータムフェスに出演しない島村卯月とユニットを組んでいる。卯月の休業を大きく受ける立場だが、卯月に理解を示し、また一緒に仕事がしたいと復帰を待った。クリスマスライブにも同行し、戻ってきた卯月を励ましている。第25話エンディングでは五十嵐響子を加えた3人ユニット「ピンクチェックスクール」を結成している。

西園寺 琴歌（さいおんじ ことか）
- 声 - 安齋由香里
- 年齢：17歳 / 身長：156 cm / 体重：46 kg / スリーサイズ：B87/W57/H85 / 誕生日：1月23日 / 血液型：O型 / 出身地：東京

常に丁寧な言葉遣いでプロデューサーを様付けで呼んでいるお嬢様系の少女。趣味は押し花作り。薄いピンク色の長髪。実家にはメイドやシェフがおり、海外旅行経験も多く自室も収録スタジオほどの広さなどかなりの名家。父親からは将来的に家を継ぐ話も出ているらしいが本人は弟に任せるつもりらしい。世間知らずで肉をはさみで切るのかと尋ねるなど天然な一面や大胆な行動をとることがある。また特訓前には優しげな表情をしているが特訓後はいわゆる「どや顔」になることが多い。高い所が苦手。
第2回ボイスアイドルオーディションで総合2位を獲得し、ボイスが実装された。
アニメ版
第25話で神崎蘭子のステージでチェロを演奏している（当時はボイス無し）。

佐久間 まゆ（さくま まゆ）
- 声 - 牧野由依
- 年齢：16歳 / 身長：153 cm / 体重：40 kg / スリーサイズ：B78/W54/H80 / 誕生日：9月7日 / 血液型：B型 / 出身地：仙台

プロデューサーに運命を感じると言い出す垂れ目が特徴のヤンデレ系の少女。趣味はお料理と編み物。一人称は「まゆ」だが、プロデューサーがいないときに、他のアイドルとの会話では「私」になる。元読者モデル。本人曰くプロデューサーのために辞めた。プロデューサーを「まゆだけのプロデューサー」と発言しており、プロデューサーが側にいないと激しく動揺する。またプロデューサーのいる場所に先回りしていることも多々ある。こうした危うい行動も多いが、同僚アイドルには基本的に優しく、難波笑美からは「まゆはプロデューサーが関わらなければいい子」と評されている。
そして本人は自分とプロデューサーで関係が出来ることを事務所やファンは望んでいないということも理解しており、自らは好意を寄せているものの決して一線を超えないよう考えている。
気が利く一面もあり、高橋礼子に「いいお嫁さんになるわよ」と言われたことがある。広島エリアの衣装「リボンパーティ」をコンプリートすることで入手できるアイドルとして初登場。
『THE IDOLM@STER CINDERELLA MASTER』シリーズ第5弾のメンバーに選ばれたことにより、ボイスが実装された。
第10回シンデレラガール総選挙総合5位。
アニメ版
5人組ユニット「Happy Princess」の一人。寮で生活をしている。第3話ではいわゆるヤンデレ的な描写はなく、初ステージに立つ卯月、凛、未央に「わからないことは何でも聞いてほしい」と先輩らしく好意的に接する。第14話では自身の担当プロデューサーの誕生日を知るために同期である「CINDERELLA PROJECT」のプロデューサーに近付こうとした結果、ストーカーや幽霊騒動を起こしてしまう。第25話では椎名法子、三村かな子、及川雫とブースに立ち、ファンにお菓子を配っている。
キャスティング・演技
牧野はまゆを演じる上で、「愛情の重さをどのような塩梅で入れていくか」が難しい点だと述べている。

櫻井 桃華（さくらい ももか）
- 声 - 照井春佳
- 年齢：12歳 / 身長：145 cm / 体重：39 kg / スリーサイズ：B72/W53/H75 / 誕生日：4月8日 / 血液型：A型 / 出身地：神戸

「〜ですわ」など丁寧語で話すお嬢様系な金髪の少女。 趣味はティータイム。プロデューサーのことを「プロデューサーちゃま」と呼んでいる。普段は年齢とは裏腹に大人びた態度をとり自信家でもあるが、時には年相応の子供らしい一面も見せる。
テレビアニメ版第17話に登場した際にキャストが設定され、同日にゲームにボイスが実装された。
アニメ版
第17話から、「とときら学園」レギュラーとして登場する。
漫画『U149』
第3芸能課所属アイドルとして登場。シンボルマークはティーカップ。ゲーム版とは違い、プロデューサーのことはそのまま「プロデューサー」と呼ぶ。第1巻特別版オリジナルCDのボイスドラマは桃華と橘ありすとの会話が中心の内容になっている。第38話では、歌鈴や幸子とバンジージャンプを跳ぶが、番組ディレクターに無茶振りを出される。この時に幸子が桃華にちょっとした助言をしているが、これが打開策の鍵となる。

椎名 法子（しいな のりこ）
- 声 - 都丸ちよ
- 年齢：13歳 / 身長：147 cm / 体重：38 kg / スリーサイズ：B76/W55/H79 / 誕生日：10月10日 / 血液型：O型 / 出身地：大阪

大のドーナツ好きのポニーテールの少女。新作ドーナツの試食を趣味としている。大概はドーナツ袋を持ち歩いている。さらにかき氷にもドーナツをのせて食べようとし愛用の浮き輪もドーナツの模様をしている。
テレビアニメ版第10話に登場した際にキャストが設定され、同日にゲームにボイスが実装された。
アニメ版
第10話では、水本ゆかり・中野有香とクレープを食べており、第25話では三村かな子、佐久間まゆ、及川雫とブースに立ち、お菓子を配っていた。

白菊 ほたる（しらぎく ほたる）
- 声 - 天野聡美
- 年齢：13歳 / 身長：156 cm / 体重：42 kg / スリーサイズ：B77/W53/H79 / 誕生日：4月19日 / 血液型：AB型 / 出身地：鳥取

不幸体質な内気な少女。趣味は笑顔の練習とアイドルレッスン。トップアイドルになることが夢だが今までに何度もの移籍を繰り返して来た。以前所属していたプロダクションが倒産してしまったため、今のプロデューサーの所にやって来た。自身でも不幸な体質を承知しており消極的な発言が多いが実際はどんなに不幸でもトップアイドルになる夢を諦めておらず、いつかファンの人を幸せにするという強い意志を内に秘めており徐々に明るい性格になって来ている。棟方愛海からスキンシップを受けたことがある。
北海道エリアの衣装「クラシカルキューティー」のコンプリートで入手できるアイドルとして初登場。
『THE IDOLM@STER CINDERELLA MASTER』シリーズ第12弾のメンバーに選ばれたことにより、ボイスが実装された。

白雪 千夜（しらゆき ちよ）
- 声 - 関口理咲
- 年齢：17歳 / 身長：157 cm / 体重：40 kg / スリーサイズ：B72/W52/H74 / 誕生日：2月4日 / 血液型：O型 / 出身地：北海道

プロデューサーに対しては「お前」と呼ぶなど辛辣な発言が目立つ少女。趣味は料理と睡眠。過去に両親を亡くしており、現在は東京で黒埼ちとせの家政婦として住み込んでいる。主であるちとせのことは大切に想っており、「お嬢様（ちとせ）を（アイドルとして）輝かせる存在」として認めつつある。アイドル活動に関しても、ちとせが勝手に応募したためか、初期は無関心な態度が多かったが、レッスンや仕事を重ねていくうちに徐々に打ち込みつつある。上記の通り、プロデューサーに対しては冷めた対応をするが、人付き合いが悪いわけではなく、学校のクラスメイトや、同僚のアイドルとは普通に会話する。
2019年2月28日にちとせとともにスターライトステージに実装。シンデレラガールズとしては初めてスターライトステージが初出、かつ初の実装時点でのボイス付きアイドルとなった。その後、同年4月5日にちとせとともに鹿児島エリアのライバルアイドルとして本作に実装された。

関 裕美（せき ひろみ）
- 声 - 会沢紗弥
- 年齢：14歳 / 身長：155 cm / 体重：43 kg / スリーサイズ：B78/W55/H80 / 誕生日：8月17日 / 血液型：A型 / 出身地：富山

ウェーブのかかったロングヘアーが特徴的な少女で、アクセサリー作りを趣味としている。真面目な性格だが目つきが鋭くそのことを気にしておりうまく笑顔を作れないことに悩んでいる。デビュー当初はアイドル活動に乗り気ではなかったが、場数を踏み徐々に自信を付け始める。手先が器用でアクセサリー作りが得意。
第6回シンデレラガール総選挙で属性別（キュート）2位を獲得し、ボイスが実装された。
キャスティング・演技
会沢は、裕美は元気よくはしゃぐタイプではないため、「大人しめのセリフに感情をどれだけ込められるか」を意識して演じているという。

辻野 あかり（つじの あかり）
- 声 - 梅澤めぐ
- 年齢：15歳 / 身長：160 cm / 体重：44 kg / スリーサイズ：B80/W60/H86 / 誕生日：11月5日 / 血液型：A型 / 出身地：山形

自身の出身地の山形県のリンゴをPRするためにアイドルを目指す少女。趣味はラーメン、編み物。キャラ付けのために「都会ではやっている」と聞いた「～んご」という独特の語尾をつけて話す。山形弁は可愛くないと思っており、普段は標準語で話すが、驚いたときに「なしてや！？」という癖がある。
2018年12月20日に群馬エリアのライバルアイドルとして実装。桐生つかさ以来4年3カ月ぶりの新アイドル実装となった。
第1回ボイスアイドルオーディションで総合1位を獲得し、ボイスが実装された。5周年記念TVCMで先行してボイスが公開され、その後開催された「すく×すくあかりんご ドリームチャンスガチャ」にてキャストが発表された。
評価・反響
2020年にインターネット上に投稿された彼女を題材としたオリジナル曲「たべるんごのうた」が流行した。

道明寺 歌鈴（どうみょうじ かりん）
- 声 - 新田ひより
- 年齢：17歳 / 身長：155 cm / 体重：43 kg / スリーサイズ：B80/W57/H83 / 誕生日：1月1日 / 血液型：A型 / 出身地：奈良

実家は神社で普段は巫女姿で手伝いをしている少女。趣味は境内のお掃除。掃除した床で転んだり、挨拶などで噛んだり人違いをするなど自他共に認められるドジっ子で性格も落ち着きがない。それ故に真面目にことが運ぶと逆に不思議に思い疑ってしまう。1日中で一回も転ばないことでも彼女にとってはかなりの幸運。川島瑞樹から滑舌を教わっている。地元の観光大使に選ばれている。
テレビアニメ版第14話に登場した際にキャストが設定され、同日にゲームにボイスが実装された。
アニメ版
第14話でプロデューサーの除霊のため、小梅と共に呼び出された。
漫画『U149』
他の芸能課の先輩アイドルとして第19話から登場。高森藍子とユニット「インディゴ・ベル」を組んでおり、ラジオ番組を持つ。また、第38話では幸子や桃華とバンジージャンプをするはめになる。

中野 有香（なかの ゆか）
- 声 - 下地紫野
- 年齢：18歳 / 身長：149 cm / 体重：40 kg / スリーサイズ：B77/W57/H81 / 誕生日：3月23日 / 血液型：B型 / 出身地：東京

趣味の空手が得意なツインテールの少女。挨拶に「押忍」と言ったり「最強ッ！」と叫ぶなど硬派な所があるが特訓後は可愛い系の衣装を着て喜んでおり、パジャマは誰にも見られないからという理由でピンク色のを着て寝ている。また、腹筋を気にしている。水本ゆかり、椎名法子と仲がいい他、月宮雅の可愛らしさに憧れを持っている。
テレビアニメ版第10話に登場した際にキャストが設定され、同日にゲームにボイスが実装された。
アニメ版
第10話では椎名法子、水本ゆかりとクレープを食べ、第25話では、エンディングで杏と仕事をしていた。

早坂 美玲（はやさか みれい）
- 声 - 朝井彩加
- 年齢：14歳 / 身長：147 cm / 体重：39 kg / スリーサイズ：B75/W54/H77 / 誕生日：5月9日 / 血液型：B型 / 出身地：宮城

耳と大きな爪付きの手袋が付いたフードに、左目に常に眼帯（隻眼ではない）をした少女。本人曰く「そういった服が好きだから」。趣味はぬいぐるみ集め。言葉遣いが乱暴で当初はプロデューサーに警戒心を剥き出しだったが徐々に信用するようになった。ファッションには強いこだわりがありファッション雑誌をよく読んでいる。自称「一人でいるのが好きな一匹狼タイプ」。森久保乃々と星輝子とはLIVEユニット「インディヴィジュアルズ」を組んでいる。
仙台エリアのライバルアイドル。
『スターライトステージ』のイベント「∀NSWER」の開催予告で告知なくボイスが実装され、イベント開催に合わせて担当声優が発表された。
アニメ版
第25話に登場し、市原仁奈、安部菜々、前川みくとバラエティ番組に出演（当時はボイス無し）。

藤本 里奈（ふじもと りな）
- 声 - 金子真由美
- 年齢：18歳 / 身長：154 cm / 体重：41 kg / スリーサイズ：B77/W55/H80 / 誕生日：10月14日 / 血液型：A型 / 出身地：湘南

金髪の長髪だが半分をツーブロックにしたギャル系の少女で、経済的な事情により高校を中退している。趣味は単車乗りとコンビニで立ち読みすること。高校を中退して、アイドルになるまでは工事現場で働いており、見かけによらず、力持ちである。言葉遣いはギャル語で時折、語尾に「〜ぽよ」を付ける。挨拶は「ちょりーっす☆」。原付の免許を持っており地元をよくツーリングしている。バイク仲間の向井拓海、木村夏樹、原田美世と仲がいい。
テレビアニメ版第10話に登場した際にキャストが設定され、同日にゲームにボイスが実装された。
アニメ版
第10話では城ヶ崎美嘉と仕事をしており、第25話では松永涼、星輝子、ライラとステージに立っていた。
漫画『WILD WIND GIRL』
向井拓海とプロデューサーと共に毎話登場。拓海のパートナーとしてお互いに支え合う。

双葉 杏（ふたば あんず）
- 声 - 五十嵐裕美
- 年齢：17歳 / 身長：139 cm / 体重：30 kg / スリーサイズ：不明 / 誕生日：9月2日 / 血液型：B型 / 出身地：北海道

ものぐさな性格をした少女で、 「負けてもいいから帰りたい」や「次の休みは今日ですか〜?」などが口癖である。趣味は特にない。非常にめんどくさがり屋でぐうたらな性格でスカートの中が丸見えでも気にしない。その一方で、時には真面目に前向きになり、プロデューサーには感謝の気持ちを持っている。一度踊った振り付けを身体がしっかり覚え、大観衆の前でもプレッシャーを感じることなくトークするほどの図太い神経を持つなど芸能界面では天才肌だが、反面私生活では怠惰的で、「寝て起きて寝る」というのが信条。「働いたら負け」「だが断る!」などと書かれた文字Tシャツをよく着ている。ピンク色のうさぎのぬいぐるみを持ち歩いている。そのぬいぐるみのポケットにMP3プレイヤーを入れて曲を流すことでサボるのに使っている（本人曰く「カエダーマ大作戦」）。アイドルになった理由は「アイドルとして成功すれば印税で暮らせる」という言葉に釣られたから。私生活のほとんどが謎。しかし親は土地持ちらしい。高校に通っている描写はない。飴が好物で飴をもらうと真面目に仕事をする。同年齢だが性格は正反対の諸星きらりとは交流があり、最初はきらりが一方的に接していたものの現在はとても仲がよい。きらりの部屋には「ANZU」と書かれた部屋がある。一人称は「杏」。
『THE IDOLM@STER CINDERELLA MASTER』シリーズ第1弾のメンバーに選ばれたことにより、ボイスが実装された。
アニメ版
「CINDERELLA PROJECT」に選ばれた14人のうちの一人。物語開始当初はきらりに抱えられて登場することが多かった。三村かな子、緒方智絵里らとユニット「CANDY ISLAND」（キャンディアイランド）として活動。ユニット結成後は最年長らしく、二人をサポートしたり、プロジェクトの中でも他のユニットメンバーを嗜めたりと、面倒見はいい方である。第18話では「とときら学園」の専用コーナー「あんきランキング」を担当するようになり、レポーター役の智絵里・かな子と別行動することとなる。無事に仕事をこなした彼女たちには安堵した表情を見せたが、第19話の予告では何かあったらフォローできるように準備していたことが明かされている。また学力が非常に高く、第9話では難解な数式を暗算で解いた。
キャスティング・演技
「アイドルマスターシリーズ」の総合ディレクター（当時）の石原章弘は、杏のしゃべり方はちびまる子ちゃんを想定していたと2012年5月4日の「マチ★アソビ vol.8」で行われたトークショーの中で説明している。

前川 みく（まえかわ みく）
- 声 - 高森奈津美
- 年齢：15歳 / 身長：152 cm / 体重：45 kg / スリーサイズ：B85/W55/H81 / 誕生日：2月22日 / 血液型：B型 / 出身地：大阪

語尾に「にゃ」をつけて話すなど大の猫好きな八重歯が特徴の少女。趣味は猫カフェ巡り。特訓後の衣装は猫耳やネコ尻尾を身に付けている。ただし自宅ではペット禁止でさらに魚とネズミが苦手。特に魚は弁当の焼き魚から寿司まで食べることができない。逆に肉やスイーツは好きで特にハンバーグが大好物。
相手の名前の後ろににゃんを付けて呼んでいる（例・渋谷凛→しぶにゃん）。愛称は「みくにゃん」。島村卯月と渋谷凛、本田未央の3人とは仲がよい。他にも上条春菜や和久井留美と交友関係がある。「大阪出身ではあるが関西弁はしゃべれない」と言っているが、実際はプライベートでは関西弁が抜けていない。オフでは猫語を抑え眼鏡をかけており、その姿を見た未央はしゃべりだすまでみくと気づかなかった。原宿エリアのライバルアイドル。
『THE IDOLM@STER CINDERELLA MASTER』シリーズ第2弾のメンバーに選ばれたことにより、ボイスが実装された。
アニメ版
「CINDERELLA PROJECT」に選ばれた14人のうちの1人。自分より先にステージデビューした卯月・凛・未央をライバル視しており、様々なことで勝負を挑んでいた。後から入った彼女達が自分よりも先にステージデビューやCDデビューが決まり自分が出来ないことに不満を募らせ遂には346カフェを占拠しストライキに出るが、プロデューサーが「CINDERELLA PROJECT」全員分のデビューをちゃんと考えていたことを聞き、プロデューサーやメンバー全員と和解する。
後に多田李衣菜とのユニット「*(Asterisk)」（アスタリスク）でデビュー。寮で生活しており、食堂が閉まる20時以降に帰宅する際には「スーパーのお惣菜を30品以上、栄養バランスを考えつつ購入して摂取する」など、アイドルとして自己管理はきちんとしている。
2nd seasonでは第16話で安部菜々と共演し、「ウサミン星人」としての姿勢を貫く菜々に感動し、彼女を目標とするようになる。しかし、バラエティ路線の削減の煽りを受け、キャラクターを封印せざるを得なくなった菜々に大きなショックを受け、自分たちの思いを他人に左右されることへの悲しみを露わにした。その後、プロデューサーと李衣菜の思いを聞き奮起。菜々のステージに駆けつけ、復活のきっかけを作った。この一件以降、部署の垣根を越えた協力体制を取ることを提案。多くのアイドルが「CINDERELLA PROJECT」の元に集うきっかけを作っている。
漫画『U149』
第44話より本格的に物語に絡み始める。最初は小春達がゲストのWeb限定生放送配信の動物バラエティ番組MCとして登場するが、番組が生放送であったがゆえに起きたハプニングに小春が絡んでいたことから、小春にも注意を喚起するなど、先輩アイドルとしての自覚からのお節介焼きとして、他事務所所属ながら陰日向に第三芸能課に関与している。

水本 ゆかり（みずもと ゆかり）
- 声 - 藤田茜
- 年齢：15歳 / 身長：155cm / 体重：42kg / スリーサイズ：B81/W56/H82 / 誕生日：10月18日 / 血液型：A型 / 出身地：青森

ストレートの長髪の少女。趣味のフルートは幼い頃から習っており、音感もいい。ただしダンスは少し苦手。非常に丁寧な言葉遣いで話し、性格も至って真面目。中野有香と仲が良く、椎名法子から「ゆかゆか」というコンビ名で呼ばれている。親が過保護だった影響で、家事の経験はあまりないらしい。また、天然なところがあるが本人は自覚していない。
テレビアニメ版第10話に登場した際にキャストが設定され、同日にゲームにボイスが実装された。
アニメ版
第10話では中野有香、椎名法子とクレープを食べて、第25話では神崎蘭子のステージでフルートを演奏していた。

三村 かな子（みむら かなこ）
- 声 - 大坪由佳
- 年齢：17歳 / 身長：153 cm / 体重：52 kg / スリーサイズ：B90/W65/H89 / 誕生日：1月6日  / 血液型：O型 / 出身地：東京

肩までかかるミドルヘアが特徴の少女で、ややぽっちゃりした体型をしている。趣味はお菓子作りで、時折ケーキやクッキーを作ってプロデューサーなどに振る舞っている。漫画『ロッキングガール』のメインキャラクターの一人。
『THE IDOLM@STER CINDERELLA MASTER』シリーズ第1弾のメンバーに選ばれたことにより、ボイスが実装された。
アニメ版
「CINDERELLA PROJECT」に選ばれた14人のうちの1人。毎日お菓子を作って仲間に振る舞っている。トレーナーに体型維持をするよう言われている。双葉杏・緒方智絵里とのユニット「CANDY ISLAND」（キャンディアイランド）として活動。第18話では「とときら学園」レポーターを智絵里と担当し、柴又で江戸切子の取材を行った。島村卯月の休業中、卯月の仕事はかな子が代理となり、その間レポーターには蘭子が入っている。
キャスティング・演技
大坪はオーディション以前から本作をプレイしており、かな子のことも理解していたことから、オーディション本番では役をつくりすぎずに臨んだという。また、大坪は最初の収録でネガティブなセリフをポジティブに捉えて言うのがかな子を演じる上で難しかった点であると振り返っている

宮本 フレデリカ（みやもと フレデリカ）
- 声 - 髙野麻美
- 年齢：19歳 / 身長：164 cm / 体重：46 kg / スリーサイズ：B83/W57/H85 / 誕生日：2月14日 / 血液型：B型 / 出身地：パリ

日本人の父親とフランス人の母親を持つハーフで、金髪のショートヘアーが特徴的な短大生の少女。趣味はファッション。5歳までパリで暮らしていたが、その以降はずっと日本で暮らしていた関係で、母親もフランス語を忘れてしまっているため、フランス語は全く話せない。時折「フンフンフフーンフンフフー、フレデリカー♪」という自作の歌を口ずさんでいる。性格はかなりマイペースかつ自由奔放で言動にも表れるが、自らが置かれた状況の把握や適応・他のアイドルへの気遣いに非凡な才能を発揮するという地頭のよさも兼ね備える。
『THE IDOLM@STER CINDERELLA MASTER』シリーズ第7弾のメンバーに選ばれたことにより、ボイスが実装された。
『シアターデイズ』にゲストアイドルとして登場した際に、特技「食レポ」、好きなもの「プロヴァンス風味噌汁」が追加された。
アニメ版
第20話から登場。「Project:Krone」のメンバー。第26話劇中劇「アイドルマスター シン選組ガールズ」ではスタントマンなしでの階段落ちを見せつけた。
漫画『U149』
一ノ瀬志希とユニット「レイジー・レイジー」を組んでいる。
第54話ではトリックアートの学校での流行に乗って、自らのスマホのカメラを"フレデリカメラ"と名付けている。

棟方 愛海（むなかた あつみ）
- 声 - 藤本彩花
- 年齢：14歳 / 身長：151 cm / 体重：41 kg / スリーサイズ：B73/W56/H75 / 誕生日：8月1日 / 血液型：A型 / 出身地：青森

髪を両脇でシニヨンに纏めた少女。趣味は指の運動。女性の胸に異常な興味を持っており、アイドルになった理由もそこにある。「大きさじゃないんだよ」と発言するなどの考えを持っている。口癖は「うひひひ」。女の子のファンを増やしたがっているが、ファン達に対しては老若男女別け隔てなく接する。他のアイドルの胸を揉むことに執念を燃やしている。本人曰く「山登り」。胸を揉むためにアイドルごとに様々な作戦を立て行動することもある。柳清良や木場真奈美など一部のアイドルには撃退され天敵としているが、彼女達にも果敢に挑戦する度胸もある。海老原菜帆と白菊ほたるは既にそのスキンシップを受けた。沢田麻里菜曰く「黙っていればすごく魅力的」。
アニメ『アイドルマスター シンデレラガールズ劇場』第23話にセリフ付きで登場し、同時に担当声優も発表された。ゲームでは2018年1月の「甘さたっぷり バレンタインモードガチャ」にてボイスが実装された。

遊佐 こずえ（ゆさ こずえ）
- 声 - 花谷麻妃
- 年齢：11歳 / 身長：130 cm / 体重：28 kg / スリーサイズ：B62/W50/H65 / 誕生日：2月19日 / 血液型：B型 / 出身地：高知

ほんわかとした外見で、クリーム色の髪の少女。自分の年齢についてもうろ覚えで自分をお人形と言う、アイドルや趣味という言葉を理解していなかったりなど不相応に幼い面が目立つが、台本をすぐ覚えるなど秘めた才能がある。服は母親に着せてもらっている。セリフはすべて平仮名で表記されている。桐野アヤと仲がいい。福山舞と並び全アイドル中最軽量。
第8回シンデレラガール総選挙で属性別（キュート）1位を獲得し、ボイスが実装された。また、同総選挙で総合4位を獲得。

相原 雪乃（あいはら ゆきの）
- 年齢：22歳 / 身長：160 cm / 体重：51 kg / スリーサイズ：B92/W58/H90 / 誕生日：2月14日 / 血液型：A型 / 出身地：秋田

後ろで編みこんだ髪が腰まで届くほどの長髪の女性。趣味は紅茶。紅茶好きで「〜ですわ」「ごきげんよう」というお嬢様風な口調が特徴。

赤西 瑛梨華（あかにし えりか）
- 年齢：16歳 / 身長：154 cm / 体重：55 kg / スリーサイズ：B92/W59/H88 / 誕生日：7月7日 / 血液型：O型 / 出身地：岡山

「YO・RO・SHI・KU☆」「O・MA・KA・SE☆」など独自な言い回しが特徴の三つ編みおさげな髪の特徴の少女。趣味は漫才鑑賞。秋葉原エリアの衣装「フルールフレーバー」のコンプリートで入手できるアイドルとして初登場。お笑い志向が強く、難波笑美、上田鈴帆と並ぶシンデレラガールズの芸人枠。一人称を使い分けており、アイドルとしての一人称は「瑛梨華」、プライベートの一人称は「アタシ」になる。

浅野 風香（あさの ふうか）
- 年齢：16歳 / 身長：160 cm / 体重：48 kg / スリーサイズ：B88/W59/H84 / 誕生日：2月11日 / 血液型：A型 / 出身地：滋賀

自信なさげな性格でことあるごとに「すみません」と謝っている眼鏡をかけた少女。本人曰く「謝るのは癖」。趣味は小説を書くこと。松本沙理奈から「自信を持つべき」と諭された。
アニメ版
第25話に登場し、上条春菜、八神マキノとブースに立っている。

有浦 柑奈（ありうら かんな）
- 年齢：19歳 / 身長：155 cm / 体重：44 kg / スリーサイズ：B78/W57/H80 / 誕生日：3月6日 / 血液型：O型 / 出身地：長崎

趣味は「ラブ&ピース」で、それを求めて弾き語りをしていたヒッピーファッションが特徴の少女。弾き語りをしていたため、ギターが得意。またそのギターは祖父（在命）の形見。ギターがないと落ち着きがなくなる。デビュー前は田舎で暮らしていたので都会の人混みは苦手。人前で歌って皆が笑顔になってくれることを喜びにしている。
長崎エリアのライバルアイドル。

安斎 都（あんざい みやこ）
- 年齢：16歳 / 身長：156 cm / 体重：41 kg / スリーサイズ：B78/W55/H77 / 誕生日：1月6日 / 血液型：B型 / 出身地：福井

探偵に憧れているショートの赤髪の少女。趣味は探偵ドラマや推理小説を見ること。形から入るタイプ。プロデューサーを探偵助手にしている。常に虫眼鏡を持ち歩いており猫探しなどを引き受けている。コーヒーを飲む時は砂糖がないと飲めない。特訓後の衣装はシャーロック・ホームズシリーズの挿絵のような探偵衣装（インヴァネス・コート）姿となり、特訓後にアルセーヌ・ルパン風の衣装を着る古澤頼子と共にユニット「ディテクティブヴァーサス」を組んでいる。
アニメ版
第14話に登場。プロデューサーがストーカーにつきまとわれているのではということで呼び出された。推理を披露する前に片桐早苗がプロデューサーを逮捕したため、推理を披露することは無かった。探偵兼業を自称している。

池袋 晶葉（いけぶくろ あきは）
- 年齢：14歳 / 身長：148 cm / 体重：39 kg / スリーサイズ：B75/W53/H74 / 誕生日：6月10日 / 血液型：B型 / 出身地：東京

アンダーリム眼鏡に白衣を着たツインテールの少女。趣味はロボット製作。自称天才でロボットの設計から開発、量産もこなすほどの技量の持ち主。しかし、プログラミングは苦手とのこと。製作に夢中になると徹夜することもある。基本的にプロデューサーを助手扱いしているが純粋に評価してくれたプロデューサーを信頼している。仲間想いな一面もあり他のアイドルの要望でロボットを製作することもある。様々な製作したロボットの中に信頼した人にしか見せない「極秘ロボ」という物が存在する。

今井 加奈（いまい かな）
- 年齢：16歳 / 身長：153 cm / 体重：41 kg / スリーサイズ：B81/W56/H79 / 誕生日：3月3日 / 血液型：O型 出身地：高知

色々とメモを取る癖があるツインテールの少女。趣味は友達とおしゃべりすること。実年齢よりも若く見られやすく周りが年下だと見栄を張ることがある。

井村 雪菜（いむら せつな）
- 年齢：17歳 / 身長：163 cm / 体重：48 kg / スリーサイズ：B85/W60/H88 / 誕生日：8月27日 / 血液型：AB型 / 出身地：秋田

メイク好きの少女。趣味はメイク小物集め。「女の子はメイクと気持ちで何にだってなれる」と考えている。もっと可愛くなりたくてアイドルになった。日によってメイクを変えている。

江上 椿（えがみ つばき）
- 年齢：19歳 / 身長：161 cm / 体重：46 kg / スリーサイズ：B80/W57/H80 / 誕生日：2月6日 / 血液型：A型 / 出身地：新潟

趣味は写真を撮ることで、同じ趣味の高森藍子と交流がある少女。
アニメ版
25話で多田李衣菜、高森藍子とステージに上がり、藍子と共にカメラを持っている。

太田 優（おおた ゆう）
- 年齢：21歳 / 身長：159 cm / 体重：45 kg / スリーサイズ：B89/W57/H87 / 誕生日：1月28日 / 血液型：AB型 / 出身地：千葉

アッキーという名前の顔が丸く白い毛並みの犬を常に連れている女性（なお、誕生日は一緒）。趣味は犬のトリミングと美容。ことあるごとに「カワイイ」と言うなどかなり可愛がっている。水木聖來と愛犬を通して交流がある。普段は分からないが胸元にほくろがある。

大西 由里子（おおにし ゆりこ）
- 年齢：20歳 / 身長：156 cm / 体重：44 kg / スリーサイズ：B81/W58/H83 / 誕生日：3月20日 / 血液型：O型 / 出身地：香川

バレンタインを「男が男にチョコ贈る日」と言うほどの腐女子の女性。趣味はネットサーフィンと読書。新刊本には目がなくアイドルの仕事よりも本屋に行くのを優先したりする。ただしナマモノは苦手。一人称は「あたし」だがステージ上では「ユリユリ」。また時折、語尾に「 - じぇ」と付けて話す。趣味を通して荒木比奈と仲がいい。

大沼 くるみ（おおぬま くるみ）
- 年齢：13歳 / 身長：145 cm / 体重：40 kg / スリーサイズ：Bおっきい/Wふつう/Hまぁまぁ / 誕生日：3月30日 / 血液型：A型 / 出身地：石川

年齢の割に巨乳で泣き顔が特徴の少女。趣味はポケットティッシュ収集、お風呂に入ること。本人は巨乳をかなり気にしている。舌足らずで、プロデューサーを「ぷろでゅーしゃー」と呼んでしまう。気弱で泣き虫、泣きながら涎を出すこともしばしばある。本人曰く、特技は「2秒で泣く」。母親から身体にいいと言われた豆乳が好き。
アニメ版
第9話に写真のみ登場。及川雫と「BBチーム」というユニットを組んでいたが、珍回答を連発したため番組を大幅に路線変更させたという。

大原 みちる（おおはら みちる）
- 年齢：15歳 / 身長：153 cm / 体重：40 kg / スリーサイズ：B78/W55/H80 / 誕生日：4月12日 / 血液型：O型 / 出身地：福井

食欲旺盛な八重歯が特徴の少女。趣味は食べること。特にパンが好きで作ることも出来る。実家は「おおはらベーカリー」というパン屋。ただしパンの味見をさせると店の商品まで食べ始めるため、実家では看板娘としては起用されていないらしい。

奥山 沙織（おくやま さおり）
- 年齢：19歳 / 身長：156 cm / 体重：47 kg / スリーサイズ：B83/W57/H81 / 誕生日：6月12日 / 血液型：B型 / 出身地：秋田

両サイドの三つ編み髪に大きな眼鏡をしたそばかす顔が特徴の少女。趣味は読書。東北地方の村の出身で一人称が「わだす」など訛りの強い口調（芝居や歌には訛りが無い）。特訓後は髪を整え眼鏡を外す（眼鏡はアクセサリーとして、衣装についていることがある）。また、クマのグッズも集めており、アクセサリーの一部として身につけていることもある。

日下部 若葉（くさかべ わかば）
- 年齢：20歳 / 身長：148 cm / 体重：40 kg / スリーサイズ：B77/W54/H78 / 誕生日：5月4日 / 血液型：O型 / 出身地：群馬

低身長で童顔（20歳以上のアイドルの中でも最も身長が低い）のためによく中学生と勘違いされる女性（「櫻井桃華と同い年みたい」と言われたことがある）。本人もそのことを気にしており、みんなから一人前として扱ってもらいたくてアイドルになった。趣味はジグソーパズル。大人のお姉さんであることをアピールをすることも多い。車の運転免許を保有しているが、運転席に座った若葉を見たケイトから「日本では子供でも運転免許が取れるんですか？」と言われてしまっている。
アニメ版
第25話に登場し、市原仁奈、三船美優とステージに立った。その強烈なキャラクターの強さは、袖で見ていたみくと菜々に大きなインパクトを与えた。

工藤 忍（くどう しのぶ）
- 年齢：16歳 / 身長：154 cm / 体重：41 kg / スリーサイズ：B78/W54/H81 / 誕生日：3月9日 / 血液型：A型 / 出身地：青森

アイドルになるために青森から上京して来た少女。趣味はおまけ集め。家族や周囲からは反対されており、オーディションを受けるために家出同然で東京に出て来ていた。毎日の努力を怠らずアイドルになって皆に認めさせることが目標。綾瀬穂乃香と喜多見柚と仲が良く穂乃香に教えてもらいながら3人で編み物に挑戦した。穂乃香、柚、桃井あずきと共にユニット「フリルドスクエア」を組んでいる。
アニメ版
第2話に登場し、「フリルドスクエア」の4人でダンスレッスンに励んでいた。

クラリス
- 年齢：20歳 / 身長：166 cm / 体重：45 kg / スリーサイズ：B80/W55/H82 / 誕生日：8月26日 / 血液型：AB型 / 出身地：兵庫

元教会のシスターの女性。自分の教会を立て直すためにアイドルになった。趣味はボランティア。目は常に糸目で落ち着いた丁寧語で話す。諸星きらりを一言で大人しくさせたこともある。プロデューサーを様付けで呼んでいる。教会にいたため、歌うことは得意（特に聖歌）。ただしアイドルソングには不慣れ。瀬名詩織や沢田麻理菜から「結婚するときは立会人になってほしい」と頼まれており本人も喜んで承諾している。名前や金髪の容姿から外国人であると思われるが、出身地が兵庫県である。そのあたりの詳しい詳細は不明。
神戸エリアのライバルアイドル。

栗原 ネネ（くりはら ネネ）
- 年齢：15歳 / 身長：161 cm / 体重：44 kg / スリーサイズ：B77/W54/H78 / 誕生日：9月9日 / 血液型：A型 / 出身地：群馬

皆に元気を与えられるアイドルに憧れている少女。趣味はテレビと健康作り。健康をかなり意識しており健康志向メニューの弁当を作ったりプロデューサーにドリンクの差し入れなどをしている。実は病弱な妹がおり妹を元気づけるためにアイドルになった。

榊原 里美（さかきばら さとみ）
- 年齢：17歳 / 身長：162 cm / 体重：46 kg / スリーサイズ：B91/W56/H86 / 誕生日：8月27日 / 血液型：O型 / 出身地：山形

「ですの」といった丁寧な口調と灰色の髪が特徴のお嬢様系の少女。趣味は甘いお菓子を食べること。驚いた際には「ほわぁ」「はわぁ」という独特な反応をする。プロデューサーに似た兄がおり、『スターライトステージ』の噂話では幼少の頃は共に山野を駆け巡っていたらしい。父親にはアイドル活動を内緒にしている。自分のスタイルには無頓着で、ラジオの収録中によく身を乗り出しては机の上のものに胸をぶつけて倒している。

涼宮 星花（すずみや せいか）
- 年齢：19歳 / 身長：158 cm / 体重：45 kg / スリーサイズ：B82/W57/H83 / 誕生日：8月28日 / 血液型：A型 / 出身地：岐阜

おっとりした感じのお嬢様系な黒い長髪の少女。趣味はバイオリン。幼少の頃から母親からバイオリンを習っておりかなりの腕前の持ち主。
アニメ版
第25話で蘭子のステージでバイオリンを演奏している。

月宮 雅（つきみや みやび）
- 年齢：18歳 / 身長：153 cm / 体重：44 kg / スリーサイズ：B86/W56/H82 / 誕生日：10月30日 / 血液型：B型 / 出身地：東京

ウェーブヘアと語尾を伸ばした口調が特徴の少女。趣味はママとショッピング。母親と仲が良く、アイドルになった理由も母親に「自身の夢だったアイドルになって欲しい」と言われたから。一人称は「みやびぃ」。中野有香に対して「かっこいい」と憧れを持っている。衛藤美沙希、岸部彩華とユニット「ガールズパワー」を組んでいる。
漫画『U149』
他の芸能課の先輩アイドルとして第19話から登場。衛藤美沙希、岸部彩華とユニットを組む。

長富 蓮実（ながとみ はすみ）
- 年齢：16歳 / 身長：161 cm / 体重：45 kg / スリーサイズ：B83/W56/H85 / 誕生日：3月19日 / 血液型：A型 / 出身地：島根

ノーマル時は花柄のレトロワンピースという1980年代を感じさせる服装をしている少女。趣味はボウリング、古着屋巡り。その服装は母親が昔のアイドルが好きなのが影響だと語っている。

丹羽 仁美（にわ ひとみ）
- 年齢：18歳 / 身長：157 cm / 体重：43 kg / スリーサイズ：B81/W55/H79 / 誕生日：6月4日 / 血液型：B型 / 出身地：名古屋

歴女系のボブカットの少女。趣味は史跡巡りと武将グッズ収集。特に戦国時代が好きで好きな武将は前田慶次、好きな城は鶴ヶ城。好きな言葉は前田慶次の「虎はなぜ強い、もともと強いから！」。本人曰く歴史より人物重視で史実などは気にしない。機械は苦手でカワイイと言われるのには慣れていない。本人曰く「アイドルが群雄割拠の戦国時代で芸能界の天下統一」を目指している。
名古屋エリアのライバルアイドル。

原田 美世（はらだ みよ）
- 年齢：20歳 / 身長：163 cm / 体重：46 kg / スリーサイズ：B86/W59/H85 / 誕生日：11月14日 / 血液型：O型 / 出身地：石川

車やバイクが好きな女性。趣味はくるま、バイクいじり。よくマイカーでドライブに行ったり日帰りで実家に帰っている。普段から車などの整備をしているのでつなぎなど作業しやすい服装が多く、化粧も苦手。好きな車はカッコいい車。好きな色は赤。エンジン音を聞くと興奮する。愛用の工具一式は昔、父親に買ってもらった物。また性格の大人しい弟がいる。タイヤの持ち運びをしているので体力は高く整備の経験から手先の作業が器用で裁縫も得意。また服が油で汚れることが多いので洗濯も得意。バイク好きの向井拓海と親交がある。
漫画『WILD WIND GIRL』
車以外にはあまり興味を持っていなかったが、ライブ会場で活躍する拓海の姿を見てアイドルになることを決意する。

兵藤 レナ（ひょうどう レナ）
- 年齢：27歳 / 身長：167 cm / 体重：48 kg / スリーサイズ：B92/W56/H84 / 誕生日：10月3日 / 血液型：O型 / 出身地：東京

元ディーラーの女性。本人曰く「美人ディーラー」として知られていた。本場ラスベガスでショーを見ながら腕を磨いており英語も得意。趣味はトランプで、今でも扱いはプロ級。トランプ技を披露した際に佐城雪美に前職を魔法使いと勘違いされた。自ら負けず嫌いな性格と語りギャンブル好き。また勝負事ならば卓球やビリヤードなども嗜んでいる。仕事も人生も全て賭け事に準えて考えている。本作に登場しているキュートアイドルのなかで、最年長および最長身。

福山 舞（ふくやま まい）
- 年齢：10歳 / 身長：132 cm / 体重：28 kg / スリーサイズ：B64/W56/H70 / 誕生日：1月21日 / 血液型：O型 出身地：兵庫

礼儀正しいが、年相応の姿も見せる少女。趣味は一輪車。母親の手伝いがあればケーキやチョコを手作りすることができる。遊佐こずえと並び全アイドル中最軽量。
アニメ版
「とときら学園」のレギュラー。
漫画『U149』
第29話より登場。子役経験がある為に、合流前からダンスを練習していた。特に仁奈と仲がよい。また、第49話では薫とペアの仕事で割り箸鉄砲を撃つなども経験する。

松原 早耶（まつばら さや）
- 年齢：18歳 / 身長：156 cm / 体重：43 kg / スリーサイズ：B83/W58/H86 / 誕生日：12月28日 / 血液型：AB型 / 出身地：兵庫

プロデューサーに初めて会った時から惚れているショートヘアーの少女。趣味はブログ。手でハートを作ってアピールしている。特訓後はてへぺろをしていることが多い。語尾は「ですぅ」、「ますぅ」。池袋エリアのライバルアイドル。

間中 美里（まなか みさと）
- 年齢：20歳 / 身長：160 cm / 体重：46 kg / スリーサイズ：B84/W57/H85 / 誕生日：11月6日 / 星座：蠍座 / 血液型：AB型 / 利き手：右 / 出身地：神奈川

語尾が「ますぅ」など間延びした口調で、アヒル口が特徴のショートヘアの女性。趣味は旅行。アイドルの仕事は色々な場所に行けるので旅行感覚で楽しんでおり性格は楽天家。ノーマルの特訓後の衣装は「イエローリリー」。

村松 さくら（むらまつ さくら）
- 年齢：15歳 / 身長：145 cm / 体重：38 kg / スリーサイズ：B75/W55/H77 / 誕生日：3月27日 / 血液型：O型 / 出身地：静岡

「新人アイドルプロデュース」イベントで初登場した少女。趣味はピンクのもの集め。同時に登場した大石泉と土屋亜子とは親友同士で二人と一緒にユニット「ニューウェーブ」を組んでおり、三人でアイドルとしてライブをすることが目標。ピンク色の物が好きで鞄やカチューシャなどはすべてピンク色。また果物選びでも桃を選んでおり、ピーチピンクがイメージカラーである模様。怒ると頬を膨らませる癖がある。「ですかぁ」や「しますぅ」といった特徴的な語尾。泉や亜子に比べかなり小柄であることが強調され、実年齢よりも幼く見えることがある。
アニメ版
第2話に登場し、「ニューウェーブ」の3人でバランスボールに乗ってトレーニングをしていた。

持田 亜里沙（もちだ ありさ）
- 年齢：21歳 / 身長：156 cm / 体重：45 kg / スリーサイズ：B77/W54/H76 / 誕生日：8月24日 / 血液型：AB型 / 出身地：長野

元幼稚園の先生の女性。趣味は子どもと遊ぶこと。今でも自分を「ありさ先生」と呼んでいる。常に右手に「ウサコちゃん」というウサギのパペットをしている。幼稚園の先生だったため、オルガンやピアノを弾ける。

桃井 あずき（ももい あずき）
- 年齢：15歳 / 身長：145 cm / 体重：40 kg / スリーサイズ：B80/W55/H78 / 誕生日：7月7日 / 血液型：A型 / 出身地：長野

「○○大作戦」という言葉をよく使う少女。趣味は金魚すくい。服装は和装が多い。実家は呉服屋で自身もたくさんの浴衣や着物を所持している。着付けも得意。小柄な体格のために、胸が大きく強調される。本人も「セクシーを売りにしたい」と言っている。工藤忍、綾瀬穂乃香、喜多見柚と共にユニット「フリルドスクエア」を組んでいる。
アニメ版
2話では「フリルドスクエア」の4人でダンスのレッスンに励み、25話では塩見周子、小早川紗枝、鷹富士茄子と共にブースに立った。

楊 菲菲（ヤオ フェイフェイ）
- 年齢：15歳 / 身長：152 cm / 体重：41 kg / スリーサイズ：B82/W58/H84 / 誕生日：9月29日 / 血液型：O型 / 出身地：香港

通常レアでは赤色のチャイナドレスにお団子頭が特徴の中国人の少女。趣味は料理。日本のアイドルに憧れて香港からやって来ており、現在は日本の名門学校に在籍中。中華料理など料理が得意でよく他のアイドルに振る舞っている。本人は花嫁修業と語っている。
漫画『After20』
事務所の社員食堂で、空き時間に修行を兼ねて鍋を振るう。

柳 清良（やなぎ きよら）
- 年齢：23歳 / 身長：158 cm / 体重：47 kg / スリーサイズ：B85/W58/H86 / 誕生日：5月12日 / 血液型：O型 / 出身地：愛媛

元看護士の女性。そのため、他のアイドルの体調や健康をチェックすることが多く針や救急箱を持ち歩いている。趣味はドキュメンタリー番組鑑賞。髪型はセミロングだが普段はコンパクトに纏めている。時折、物騒な発言をすることもある。暴走する棟方愛海を止めることが出来る数少ない存在でもある。長野エリアの衣装「ウィンタースタイル」のコンプリートで入手できるアイドルとしても登場。

柳瀬 美由紀（やなせ みゆき）
- 年齢：14歳 / 身長：144 cm / 体重：33 kg / スリーサイズ：B75/W54/H77 / 誕生日：3月16日 / 血液型：O型 / 出身地：北海道

北海道から単身上京して来た前髪の一部を結んだ髪型が特徴の少女。趣味はぬいぐるみ集め。北海道からアイドルデビューのため単身で上京してきた。その為プロデューサーを兄のように慕っている。実家は水産物加工工場を営んでおり、カニが送られてくることがある。地図を見るのが苦手。
初期の絵が現在の絵と異なっており、一人称も「あたし」であったが、後に「みゆき」に統一された。

横山 千佳（よこやま ちか）
- 年齢：9歳 / 身長：127 cm / 体重：31 kg / スリーサイズ：B60/W55/H65 / 誕生日：12月18日 / 血液型：A型 / 出身地：宮崎

魔法少女系のアニメが好きなツインテールの少女。趣味は魔法少女ごっこで、「ラブリーチカ」を自認自称する。アニメのヒロインのような服が着られるという理由でアイドルになった。市原仁奈・龍崎薫と並び全アイドル中最年少であり、かつ全アイドル中最も身長が低く、最もバストサイズが小さい。
アニメ版
第25話で小関麗奈、南条光と共にステージに立った。
漫画『U149』
第3芸能課所属アイドルとして登場。他の第3芸能課所属アイドルのステージを見たことを機に、第22話から合流している。

リュ・ヘナ
- 年齢：16歳 / 身長：167 cm / 体重：51 kg / スリーサイズ：B80/W57/H85 / 誕生日：11月9日 / 血液型：O型 / 出身地：洪川郡

韓国版のみ登場。肩まで伸ばした髪にヘアバンドが特徴の少女。趣味は自撮りと小物作りで、自分を写真に撮ることには、かなりのこだわりがある。彼女が着けているヘアバンドも、もう一つの趣味である小物作りで作ったものである。ただし作るのに3時間かかるらしい。キムチはそれほど好きではない様子。

## クール
基本的に「綺麗・カッコいい・真面目・神秘的・知的」などの触れ込みのアイドル達。年少者を中心に一部「大人しい・内向的」という傾向のアイドル達もこちらに含まれる。
カードの色は   青。シンボルは宝石。
渋谷 凛（しぶや りん）
- 声 - 福原綾香
- 年齢：15歳 / 身長：165 cm / 体重：44 kg / スリーサイズ：B80/W56/H81 / 誕生日：8月10日 / 血液型：B型 / 出身地：東京

落ち着いた性格の少女。趣味は犬の散歩。名前の通り凛とした立ち居振る舞いをしている。また、向上心があり、現状に満足せず上に行くための努力を惜しまない。反面、本田未央曰く照れ屋であり、よく恥ずかしがっている姿を未央、島村卯月にからかわれている。第3回シンデレラガール総選挙総合1位。『デレラジ』のパーソナリティの1人。愛称は「しぶりん」。卯月と未央とユニット「ニュージェネレーションズ」を組んでいる。また、神谷奈緒・北条加蓮とも仲が良く、ユニット「トライアドプリムス」を組んでいる。他のアイドルのことは年上であっても20歳前後までは呼び捨てをすることが多い。実家は花屋で「ハナコ」という名前の犬を飼っている。登場キャラクターの中で屈指の常識人であり、他のメンバーに突っ込みを入れることもある。神崎蘭子ほどではないものの、中二病のような描写がある。
第2回シンデレラガール選抜総選挙5位。第3回シンデレラガール総選挙総合1位。
本作のテレビCMに萩原雪歩と共にボイス付きで登場し、その後『THE IDOLM@STER CINDERELLA MASTER』シリーズ第1弾のメンバーに選ばれた際に担当声優が発表された。
本作のキャラクターでは唯一劇場版『THE IDOLM@STER MOVIE 輝きの向こう側へ!』のエンディングに登場している。
アニメ版
主人公の1人。普通の女子高生であり、「CINDERELLA PROJECT」の再選考で合格した3人の中では卯月や未央のように「CINDERELLA PROJECT」への応募経験を持たず、プロデューサーからの直接スカウトで参加することとなる。ピアスや着崩した制服、愛想のない表情から周囲から誤解を持たれやすい。当初はアイドルに全く興味はなく、プロデューサーのスカウトも断り続けていたが、卯月とプロデューサーの言葉を受け、アイドルになることを決意した。実家で店番をしていた際に客として卯月が訪れたことがあり、面識はあった。その後、346プロの受付前で卯月と共に未央と対面、探検や宣材写真の撮影を経て親しくなる。初ステージで緊張を隠せない卯月と未央を励ましたりするなど二人より肝は据わっている。卯月、未央との3人組ユニット「new generations」（ニュージェネレーションズ）にてCDデビューが決まった。未央がアイドルをやめようとした時には、ショックで身動きが取れないでいるプロデューサーを叱責した。2nd seasonでは、「曲に可能性を感じた」という理由で、「Project:Krone」（プロジェクトクローネ）の「Triad Primus」（トライアドプリムス）へ加わる。
キャスティング・演技
福原は、凛は基本的に仲間思いな子だが、高みを目指したいという向上心による鋭さもあって半端な馴れ合いを嫌っていると解釈しており、こういった凛の性格を忘れずに意識して演じているという。
また、福原は2015年の中里キリとのインタビューの中で、凛としての初収録はCMだったと話している。中里はこの時凛が言い放った「アンタがプロデューサー？」というセリフは、だれが声を当てているのかファンの間で評判になったと述べている。福原はこのインタビューの中で「今まで画面の向こう側だった人たちと仕事をすることを実感したので、『アンタがプロデューサー？』の一言に、ものすごく魂をこめて演じたことを覚えています。」と振り返っている。

浅利 七海（あさり ななみ）
- 声 - 井上ほの花
- 年齢：14歳 / 身長：151 cm / 体重：41 kg / スリーサイズ：B78/W55/H77 / 誕生日：10月9日 / 血液型：A型 / 出身地：青森

魚が好きな「世界初のお魚系アイドル」で、みんなに魚の良さを知ってもらいたいと思っている少女。趣味は釣りと絵日記。魚の知識が豊富で捌き方、調理、蘊蓄など幅が広いが、泳げない。舌足らずで語尾は「〜れす」「〜ましゅ」となり、宮本フレデリカのことも「フレレリカさん」と呼んでいた。持っている魚のぬいぐるみの名前は「サバオリくん」。
第2回ボイスアイドルオーディションで総合1位を獲得し、ボイスが実装された。

アナスタシア
- 声 - 上坂すみれ
- 年齢：15歳 / 身長：165 cm / 体重：43 kg / スリーサイズ：B80/W54/H80 / 誕生日：9月19日 / 血液型：O型 / 出身地：北海道

銀髪碧眼の少女。趣味はホームパーティと天体観測。愛称は「アーニャ」。ファミリーネームを含め、フルネームは明らかにされていない。ロシア人の父親と日本人の母親のもとに北海道で生まれ、幼少期から10歳までロシアで両親・祖父母と暮らし、その後再び北海道に戻ってきた。欧米人然とした風貌だが、前出の通り日露ハーフであり、肉じゃがを好んで食べる。また、ロシア語で話し始めてから日本語で辿々しく言い直すという独特な口調で話す。神崎蘭子や前川みくと交流があり、二人の口調に影響されて更に口調がややこしくなってしまったこともある。
登場時はスリーサイズのBとHが74であったが、後に現在の数値に修正された。
第2回シンデレラガール選抜総選挙で2位を獲得し、ボイスが実装された。
アニメ版
「CINDERELLA PROJECT」に選ばれた14人のうちの一人。初ステージに立つ島村卯月たちを励ましたり、差し入れを持ってきたりしている。日本語は不慣れであるが、新田美波らプロジェクトメンバーのサポートもあり、美波との2人組ユニット「LOVE LAIKA」（ラブライカ）でCDデビューが決まった。寮で白坂小梅らと共に生活している。
第20話以降、「Project:Krone」（プロジェクトクローネ）に加わり、「LOVE LAIKA」と兼任することとなる。
キャスティング・演技
上坂はアナスタシアを演じる上で、少し拙めの日本語で喋るシーンがギャグにならないように調整する点が難しかったと振り返っている。また、上坂は「笑顔と神秘性の融合」がアナスタシアのイメージだとした上で、喋ると可愛いが歌っている時は少し神秘的に見えるように心がけているという。

荒木 比奈（あらき ひな）
- 声 - 田辺留依
- 年齢：20歳 / 身長：157 cm / 体重：43 kg / スリーサイズ：B83/W57/H82 / 誕生日：4月9日 / 血液型：A型 / 出身地：神奈川

ダウナー系のオタクの女性。特訓前はボサボサの髪にジャージ姿でアイドル活動にも消極的だが、特訓を経ることで自身の魅力に気付き可愛い服の楽しさにも目覚める。趣味は漫画を書くことで、年に2回行われる同人誌即売会に徹夜で参加することもあった。語尾に「〜っス」と付けることが多い。
第6回シンデレラガール総選挙で総合4位を獲得し、ボイスが実装された。
キャスティング・演技
田辺は、ダ・ヴィンチとのインタビューの中で、元々声がついていなかった分ファンの間でもイメージが異なっていたと思っており、その中で自分が声を当てることにドキドキしたと述べている。その一方で、アイドルになる過程を演じたことがすごく新鮮で楽しかったと振り返っている。
評価・反響
趣味の漫画制作からファンの間では「荒木先生」と呼ばれており、ねとらぼによるとボイス実装の際は実在の漫画家・荒木飛呂彦と併せた反響があったとされている。
アニメ版
5人組ユニット「ブルーナポレオン」の1人（当時はボイス無し）。

大石 泉（おおいし いずみ）
- 声 - 大木咲絵子
- 年齢：15歳 / 身長：157 cm / 体重：41 kg / スリーサイズ：B83/W55/H82 / 誕生日：11月11日 / 血液型：A型 / 出身地：静岡

よくノートPCを持ち歩いている少女。趣味はプログラミング。村松さくらと土屋亜子とは親友同士で二人と一緒にユニット「ニューウェーブ」を組んでいる。家族として弟がいることが明らかにされている。カードは「ネイビー」と付くものが多く、イメージカラーがネイビーブルーに設定されている模様。
デレステ総選挙「Stage for Cinderella」の予選Dグループの第5位を獲得し、ボイスが実装された。
アニメ版
第2話に登場し、「ニューウェーブ」の3人でバランスボールに乗ってトレーニングをしていた。

上条 春菜（かみじょう はるな）
- 声 - 長島光那
- 年齢：18歳 / 身長：156 cm / 体重：42 kg / スリーサイズ：B79/W56/H80 / 誕生日：4月10日 / 血液型：O型 / 出身地：静岡

眼鏡に対して強い情熱を持つ少女。趣味は猫と縁側でお昼寝。セリフも眼鏡に言及したものが多く、各種イベントでのユニットも眼鏡をかけたアイドルと組むことが多い。プロデューサーや他のアイドルに眼鏡を布教することもあり、伊達眼鏡と普通の眼鏡を差別しない。猫好きでもあり、同じく猫好きの前川みくや和久井留美と交流がある。
テレビアニメ版第2話に登場した際にキャストが設定され、同日にゲームにボイスが実装された。
アニメ版
5人組ユニット「ブルーナポレオン」の1人。第16話ではバラドル系アイドルと共に呼び出され、路線変更を要求される。その後、「CINDERELLA PROJECT」の外郭メンバーとして加わっており、第25話では八神マキノ、浅野風香と担当ブースに立った。

神谷 奈緒（かみや なお）
- 声 - 松井恵理子
- 年齢：17歳 / 身長：154 cm / 体重：44 kg / スリーサイズ：B83/W58/H81 / 誕生日：9月16日 / 血液型：AB型 / 出身地：千葉

恥ずかしがり屋の少女。趣味はアニメ鑑賞。「嬉しくなんかない」「プロデューサーのためじゃない」など素直になれないそぶりを見せるが、内心ではプロデューサーに感謝の気持ちを持っている。趣味はアニメ鑑賞だが、本人曰くオタクではないとのこと。渋谷凛・北条加蓮と仲が良く、ユニット「トライアドプリムス」を組んでいる。ユニット内では最年長だが、二人にいじられる役回りになることが多く同時に突っ込み役でもある。
『THE IDOLM@STER CINDERELLA MASTER』シリーズ第6弾のメンバーに選ばれたことにより、ボイスが実装された。
第9回シンデレラガール総選挙総合4位。第10回シンデレラガール総選挙総合3位。
アニメ版
第13話ラストで、加蓮と共に登場した。第20話以降、「Project:Krone」（プロジェクトクローネ）のメンバーとなり「Triad Primus」（トライアドプリムス）を結成。
キャスティング・演技
松井は元々、輝子のオーディションを受けていたが、ディレクターから「声は断然、神谷奈緒だね」と言われ、そこからオーディション中にもかかわらず奈緒の演技指導が行われた。

川島 瑞樹（かわしま みずき）
- 声 - 東山奈央
- 年齢：28歳 / 身長：159 cm / 体重：44 kg / スリーサイズ：B87/W57/H85 / 誕生日：11月25日 / 血液型：A型 / 出身地：大阪

元女子アナウンサーの女性。趣味は掃除と洗濯。アナウンサー時代に若い子が周囲にチヤホヤされているのを見て悔しいという思いや、自分自身を表現したいという思いからアイドルへと転身した。大阪出身だが訛りを矯正したため、現在は標準語で話す。自分のことをまだまだフレッシュだと思っており、時々年齢にそぐわないキャピキャピとした発言をすることがある。
『シンデレラガールズ劇場』第7話において、「わかるわ」と発言して以降、代名詞的なセリフとなっている。
『THE IDOLM@STER CINDERELLA MASTER』シリーズ第3弾のメンバーに選ばれたことにより、ボイスが実装された。
アニメ版
5人組ユニット「Happy Princess」の一人。第2話で346プロ社内を探検していた卯月、未央とエステルームで対面、その後第3話にて美嘉のバックダンサーとして現れた2人と再会。最年長らしく、偉い人に最初に気づき、挨拶をしていた。第9話では十時愛梨とクイズ番組「頭脳でドン! Brains Castle」改め「筋肉でドン! Muscle Castle」の司会をしていたが、第15話では常務の方針見直しの影響を受けたらしく、スタッフともめていた。第16話以降、番組は路線変更前の構成に戻されるも第18話でそのことを「窮屈になった」と語っている。「ブルーナポレオン」のメンバーとしても活動しているが、そちらはソロ活動が多忙なため休止している。
漫画『After20』
漫画版の主人公的存在。第1〜3話のメイン。生放送番組で「瑞樹のイチオシ!」というコーナーを担当し、グルメリポーターを務めている。高垣楓と居酒屋「しんでれら」で数回飲むうちに、居酒屋「しんでれら」が行きつけの店になる。

神崎 蘭子（かんざき らんこ）
- 声 - 内田真礼
- 年齢：14歳 / 身長：156 cm / 体重：41 kg / スリーサイズ：B81/W57/H80 / 誕生日：4月8日 / 血液型：A型 / 出身地：熊本

ゴシックロリータファッションに身を固めた銀髪の少女。趣味は絵を描くこと。ファンタジーなどのフィクションに対する強い憧れに伴う「邪気眼」に類する気質で、発言のほとんどが過剰にファンタジックに装飾されているため（例：闇に飲まれよ!=お疲れ様です）慣れないうちはコミュニケーションを取りづらいが、実際には至極まともな発言しかしておらず、年齢相応の素直な性格であることがうかがえる。赤城みりあや小日向美穂などの一部のアイドルは最初から蘭子の言葉を理解でき、問題なく会話することが出来る。
第1回シンデレラガール選抜総選挙2位。第2回シンデレラガール選抜総選挙1位。
『THE IDOLM@STER CINDERELLA MASTER』シリーズ第2弾のメンバーに選ばれたことにより、ボイスが実装された。
アニメ版
「CINDERELLA PROJECT」に選ばれた14人のうちの一人。こちらではセリフにゲーム中のような翻訳が付かず、みりあ以外の他のプロジェクトメンバーは発言の意味を思案しながら会話することとなる。「Rosenburg Engel」（ローゼンブルクエンゲル）としてのソロデビュー時には気持ちをうまく伝えられず苦労するものの、プロデューサーやメンバーの助けもあり意思疎通を図ることができた。寮で生活している。
サマーフェスに向けた合宿では、全体曲をほかのメンバーと合わせられずに悩むが、美波が提案したスペシャルプログラムでみんなと心をひとつにすることを覚え、乗り越える。
サマーフェスでは、体調を崩した美波の代わりに「LOVE LAIKA」のステージに立つ。ホラーは「髑髏」や「血」という単語を聞くだけでも青ざめるほど苦手。
2nd seasonではアイドル活動に行き詰まり仕事を休んだ卯月の代役を担当したかな子の代理として、「とときら学園」に出演し智絵里とレポーター役を担当する。第21話以降、白坂小梅と「Rosenburg Alptraum」（ローゼンブルクアルプトラウム）を結成する。

キャスティング・演技
演者の内田真礼は、テレビアニメ版においてはゲームのように翻訳がつかないため、どこが彼女の正解ラインなのか試行錯誤したとダ・ヴィンチとのインタビューの中で振り返っている。内田は「最初は『中二病とはここなんだろうか？』って想像したものを演じていて、蘭子の感情はカッコ内で補足していました。」と振り返りつつも、テレビアニメ版放送終了後は、中二病のセリフの中に感情を感じさせるという方針に変更したと話している。

桐生 つかさ（きりゅう つかさ）
- 声 - 河瀬茉希
- 年齢：18歳 / 身長：164 cm / 体重：45 kg / スリーサイズ：B83/W55/W82 / 誕生日：2月24日 / 血液型：A型 / 出身地：福井

女子高生ながら起業しており、アイドルと合わせ社長業との三足のわらじを履いている少女。非常にストイック。趣味は異業種交流、ホットヨガ、ぬか床の世話。時々言葉遣いが乱暴になる独特のしゃべり方をする。一方で根は真面目かつ努力家で、本番で失敗したことを振り返り改善していく、ライブに負けた際にノウハウを求める、相手の本気のライブを見て楽しむといった率直な面を持つ。面倒見のいい姉御肌。自信家で強気な発言も多いが相応の努力と実力が備わっている。
福井エリアのライバルアイドル。
第1回ボイスアイドルオーディションで総合3位を獲得し、ボイスが実装された。

鷺沢 文香（さぎさわ ふみか）
- 声 - M・A・O
- 年齢：19歳 / 身長：162 cm / 体重：45 kg / スリーサイズ：B84/W54/H81 / 誕生日：10月27日 / 血液型：AB型 / 出身地：長野

文学部に通っている大学生の少女。趣味は本屋めぐりと栞作り。叔父の書店で働いているところをプロデューサーにスカウトされてアイドルになった。人と話すことや人前に出ることは苦手だが、アイドル活動を通してそういった自分を変えようとしている。一見地味だが長い睫毛にサラサラの髪の毛を持つなど、ビジュアルには優れている。運動は不得意。
第7回シンデレラガール総選挙総合5位。第9回シンデレラガール総選挙総合2位。第10回シンデレラガール総選挙総合1位。
第3回シンデレラガール総選挙で属性別（クール）2位を獲得し、ボイスが実装された。
アニメ版
第20話以降、美城常務の立ち上げた「Project:Krone」のメンバーとなっている。プロジェクト内では橘ありすとユニットを組む。第22話では体調不良で倒れてしまい、「Project:Krone」は「CINDERELLA PROJECT」にその場を救われる形となった。

佐々木 千枝（ささき ちえ）
- 声 - 今井麻夏
- 年齢：11歳 / 身長：139 cm / 体重：33 kg / スリーサイズ：B73/W49/H73 / 誕生日：6月7日 / 血液型：AB型 / 出身地：富山

やや臆病な性格の少女。趣味は裁縫。仕事を怖がることもあったが、優しいプロデューサーのことは信頼している。大人になること・大人っぽく見られることに憧れているが、元から小学生組の中ではかなりしっかりした性格で、年少アイドル達で編成されたマーチングバンドにおいては指揮者を務める。特訓前後ともにうさぎのアクセサリー（大抵はヘアピン）を身に着けていることが多い。
テレビアニメ版第2話に登場した際にキャストが設定され、同日にゲームにボイスが実装された。
アニメ版
5人組ユニット「ブルーナポレオン」の1人。第17話以降は「とときら学園」レギュラーとなっている。
漫画『U149』
第3芸能課所属アイドルとして登場。シンボルマークはウサギ。第16 - 20話では、千枝が中心となる話が描かれ、第1芸能課と第2芸能課合同ライブのオープニングアクトのリーダーをプロデューサーから任される。
足が早く、第55話の運動会の洗濯物干し競争では小春や薫を抜いて一位を獲っている。

佐城 雪美（さじょう ゆきみ）
- 声 - 中澤ミナ
- 年齢：10歳 / 身長：137 cm / 体重：30 kg / スリーサイズ：B63/W47/H65 / 誕生日：9月28日 / 血液型：AB型 / 出身地：京都

前髪を切りそろえたロングヘアーが特徴の少女。ペットである黒猫と会話をすることが趣味である。無口だが、プロデューサーのことを信頼しており、可愛い衣装に可愛いと喜ぶなど、年相応に好奇心旺盛。「ペロ」という黒猫を飼っている。好物は苺。黒川千秋と仲が良い。全アイドル中最もウエストが細い。
第8回シンデレラガール総選挙で属性別（クール）2位を獲得し、ボイスが実装された。また、同総選挙で総合5位を獲得。
アニメ版
第17話以降に登場。「とときら学園」レギュラー（当時はボイス無し）。

塩見 周子（しおみ しゅうこ）
- 声 - ルゥティン
- 年齢：18歳 / 身長：163 cm / 体重：45 kg / スリーサイズ：B82/W56/H81 / 誕生日：12月12日 / 血液型：B型 / 出身地：京都

ツリ目で色白な銀髪の少女。趣味は献血とダーツ。実家は和菓子屋だが、勘当されている。自由奔放で軽めなノリ。小早川紗枝と親しい。
第4回シンデレラガール総選挙で総合1位を獲得し、ボイスが実装された。
アニメ版
第20話以降に登場。「Project:Krone」のメンバーとして選抜されたメンバーの一人。第25話では鷹富士茄子・小早川紗枝・桃井あずきと担当ブースに入っている。

白坂 小梅（しらさか こうめ）
- 声 - 桜咲千依
- 年齢：13歳 / 身長：142 cm / 体重：34 kg / スリーサイズ：B65/W50/H70 / 誕生日：3月28日 / 血液型：AB型 / 出身地：兵庫

心霊マニアの少女。趣味はホラー・スプラッタ映画鑑賞と心霊スポット巡り。萌え袖が特徴。「あの子」（声 - 桜咲千依）と呼ぶ幽霊（?）の友人をもち、たまに超常現象を起こして共演者を怖がらせている。
2013年の「アイドル浴衣祭り2013ガチャ」において、緒方智絵里と共にボイスが実装された。
アニメ版
先輩アイドルとして登場。寮に住んでおり、同じく寮に住む蘭子が帰宅したところに取り寄せたホラービデオを一緒に見ようと誘うが断られた。『マジックアワー』で涼が語ったところによれば、涼にもホラービデオを見せているらしい。具体的な描写は無いが常務の方針見直しの影響を受けたらしく、第15話で輝子と歩いている姿を「LOVE LAIKA」に目撃されている。第21話では蘭子と「Rosenburg Alptraum」（ローゼンブルクアルプトラウム）を結成する。「CINDERELLA PROJECT」のプロデューサーと面識があり、理由は不明だが互いにかなりの信頼を寄せている。

砂塚 あきら（すなづか あきら）
- 声 - 富田美憂
- 年齢：15歳 / 身長：154 cm / 体重：42 kg / スリーサイズ：B78/W56/H78 / 誕生日：10月7日 / 血液型：B型 / 出身地：新潟

服屋のアルバイトからの帰り道に、プロデューサーからのスカウトを受けアイドルになった少女。高校一年生。趣味はファッション、動画配信、FPS。プライベートではマスクを着用していることが多い。セリフは「#（ハッシュタグ）」を使うことがある。2019年1月10日に実装された。新潟エリアのライバルアイドル。
第1回ボイスアイドルオーディションで総合2位を獲得し、ボイスが実装された。

高垣 楓（たかがき かえで）
- 声 - 早見沙織
- 年齢：25歳 / 身長：171 cm / 体重：49 kg / スリーサイズ：B81/W57/H83 / 誕生日：6月14日 / 血液型：AB型 / 出身地：和歌山

モデル出身で、右目が緑色、左目が青色のオッドアイが特徴の女性。趣味は温泉めぐり。大の酒好きで、酒はワインより日本酒の方が好みらしい。一見ミステリアスでクールなタイプに見えるが、実はダジャレ好きで関わったものと絡めてしばしば口にしている。クールアイドルの中では梅木音葉に次ぐ長身である。
第5回シンデレラガール総選挙総合2位。第6回シンデレラガール総選挙総合1位。
『THE IDOLM@STER CINDERELLA MASTER』シリーズ第1弾のメンバーに選ばれたことにより、ボイスが実装された。
第2回シンデレラガール選抜総選挙3位。第9回シンデレラガール総選挙総合5位。
アニメ版
先輩アイドルとして登場。第1話のオープニングを飾る「お願い！シンデレラ」において、ライブのセンターと、アニメにおける第一声を務めるという大役を担った。第15話では美城常務の進める計画の第一弾として歌番組での特集という大仕事を提案されたが、「思い出の場所を大事にしたい」「（美城常務の考えとは）目指す場所が違う」と断り、初ライブの場所であったショップ内イベントの仕事を選んだ。346プロの中でも、トップアイドルに近い存在であるらしい。また、「CINDERELLA PROJECT」のプロデューサーとは面識がある。
漫画『After20』
川島瑞樹の後輩アイドル。居酒屋「しんでれら」の常連で一人飲みをよくしていた。不思議な存在と他のアイドルから評されている。柊志乃とはお酒関連のイベントでよく出くわし顔見知りになっていたが、互いに名前も知らないままで、同じアイドルをしていたことも知らなかった。
コラボレーション
楓をイメージしたSuperGroupiesとのコラボ商品「高垣楓 モデル 腕時計」が2023年2月ごろに発売された。

鷹富士 茄子（たかふじ かこ）
- 声 - 森下来奈
- 年齢：20歳 / 身長：160 cm / 体重：43 kg / スリーサイズ：B88/W57/H88 / 誕生日：1月1日 / 血液型：AB型 / 出身地：島根

新春に登場した女性。趣味は隠し芸。名前に初夢で縁起がよいとされるものが全て含まれている。この為か、強運の持ち主であり、郵便局が発売したコレクション年賀状セットのメンバーに選ばれた経験を持つ。メタフィクション発言が目立つ。初登場時からプロデューサーと初詣に行っている形で出てきたため、どのような経緯で事務所に来たのか、どのようにしてプロデューサーと出会ったのかが描かれていない。運だけではトップアイドルになれないことは自覚しており、プロデューサーと共にトップアイドルを目指す。
第7回シンデレラガール総選挙で総合4位を獲得し、ボイスが実装された。
アニメ版
第25話に登場。塩見周子、小早川紗枝、桃井あずきと担当ブースに立っている（当時はボイス無し）。

多田 李衣菜（ただ りいな）
- 声 - 青木瑠璃子
- 年齢：17歳 / 身長：152 cm / 体重：41 kg / スリーサイズ：B80/W55/H81 / 誕生日：6月30日 / 血液型：A型 / 出身地：東京

クール属性の中では明るくテンションが高い少女。趣味は音楽鑑賞。音楽の中でもロックが大好きでロックなアイドルを目指しているが知識は浅い、いわゆる「にわか」。また、ギターを所持しているが満足に弾くことは出来ない（エアギターを披露することはある）など、肝心の技術もさほどよいものではない。その反面、音感やリズム感には強い自信を持っている。木村夏樹とは仲が良く「なつきち」「だりー」と呼び合っている。漫画『ロッキングガール』のメインキャラクターの一人。
『THE IDOLM@STER CINDERELLA MASTER』シリーズ第3弾のメンバーに選ばれたことにより、ボイスが実装された。
アニメ版
「CINDERELLA PROJECT」に選ばれた14人のうちの一人。初期は斜に構えた態度が目立ち、きらりに「new generations」のメンバーが城ヶ崎美嘉のバックダンサーとして出演することを告げられた際、バックダンサーはロックじゃないと突っぱねている。しかし、ステージで踊る三人の姿を見て感化され、他のアイドル達に倣って夢中でサイリウムを振っていた。
他のメンバーに対し、満員の武道館でのライブで伝説を残すことが目標と豪語するが、それを聞いた凛におすすめの曲を聞かれた時は、自分の浅識さを露呈したくなかったためか、動揺したり誤魔化したりしていた。本人曰く「自分がロックだと思えばロック」。
数種類のヘッドホンを所持しており、実在の商品がモデルとなっている。みくの寮の部屋に引っ越す際もこれらのヘッドホンを余すことなく持参し、みくをあきれさせた。料理が得意で、みくが魚嫌いであることを知らず煮魚を振る舞ったこともある。目玉焼きは醤油派で、お好み焼きはケチャップ派。また、ミントは辛いので苦手。
後に前川みくと共に「*(Asterisk)」（アスタリスク）としてユニットデビューを果たす。みくとは常に口喧嘩が絶えず、当初は趣向や方向性の違いで一緒にユニットを組むことを嫌がっていたが、そうなるとサマーフェスに出場できなくなることから、やむなくユニットを組むことになる。結成後も些細なことから解散を口にするが、すぐに再結成する。なんだかんだ「喧嘩するほど仲がいい」といった間柄。城ヶ崎莉嘉の提案により、*のデビューまでの期間限定という条件付きで、みくの寮の部屋で同居していた。
2nd seasonでは、木村夏樹との出逢いを機に大きな一歩を踏み出すようになる。

橘 ありす（たちばな ありす）
- 声 - 佐藤亜美菜
- 年齢：12歳 / 身長：141 cm / 体重：34 kg / スリーサイズ：B68/W52/H67 / 誕生日：7月31日 / 血液型：A型 / 出身地：兵庫

理屈っぽい性格の少女。小学生。趣味はゲームと読書（ミステリー）。日本人らしくない自分の名前にコンプレックスを持っており名字で呼ばれることを好むが、実際にはほとんどの人から名前で呼ばれている。背伸びしがちで子ども扱いされることを嫌がる。勉強が得意で学校の成績は常にトップ。時折自分の持っている知識を披露したがる。ある仕事でイチゴ狩りに行って以来イチゴが大好物となったが、イチゴ好きが高じ過ぎて「橘流イチゴパスタ」なる料理を作り共演者を唖然とさせたこともある。
2014年に開催された「アニバーサリーボイスアイドルオーディション」で1位を獲得し、ボイスが実装された。
アニメ版
第20話以降、美城常務の立ち上げた「Project:Krone」のメンバーとなっている。プロジェクト内では鷺沢文香とユニットを組む。
漫画・アニメ『U149』
アニメにおける主人公。第3芸能課所属アイドルとして登場。シンボルマークは苺。第4話から第6話までは、ありすが中心となる話が描かれた。櫻井桃華をライバル視しているような描写があり、第1巻特別版オリジナルCDのボイスドラマは桃華との会話が中心の内容になっている。

新田 美波（にった みなみ）
- 声 - 洲崎綾
- 年齢：19歳 / 身長：165 cm / 体重：45 kg / スリーサイズ：B82/W55/H85 / 誕生日：7月27日 / 星座：獅子座 / 血液型：O型 / 利き手：右 / 出身地：広島

ラクロスサークルに所属する大学生の少女。趣味はラクロスと資格取得。様々なことに挑戦するのが好きでアイドル活動も勉強の一つと考えているが、その根底には本当は何をしたいかを迷っていたという心理があった。勉強もスポーツも好きな文武両道タイプで趣味にもそれが反映されている。家族にはアイドル活動を応援されており、家族で毎年避暑地に行ったり誕生パーティーを開いたりするなど、非常に仲がよい。未成年でありながら色気があり、周りのアイドルからも羨ましがられている。弟がいる。
『THE IDOLM@STER CINDERELLA MASTER』シリーズ第4弾のメンバーに選ばれたことにより、ボイスが実装された。
アニメ版
「CINDERELLA PROJECT」に選ばれた14人のうちの一人。プロジェクトの中で最年長ということもあり、気配りができ、落ち着いた性格。卯月たちの初ステージを心配するアナスタシアに、アドバイスをする描写がある。アナスタシアとの2人組ユニット「LOVE LAIKA」（ラブライカ）でCDデビューが決まった。普段は髪を後ろで束ねていることも多いが、CDデビューライブなどステージに立つ際にはストレートヘアーにしている。
346プロアイドルフェスに向けた合宿でプロデューサー不在時のまとめ役を任され、メンバーからの信頼を得てステージでのリーダーに就任する。
演技・キャスティング
洲崎は、ダ・ヴィンチとのインタビューの中で、当初は清楚な箱入り娘のイメージを抱きつつも、自分のことを名前で呼ぶなどあまり演じたことのないタイプだったと話す。その一方、洲崎は演技の際に「女の子に嫌われない女の子」にしてほしいといわれ、清楚ながらも愛嬌のある女の子になってほしいと思うようになったと振り返っている。
また、洲崎は美波の持ち歌である『ヴィーナスシンドローム』のレコーディングを通じて彼女の凛とした部分に初めて触れて驚いたとも話している。

二宮 飛鳥（にのみや あすか）
- 声 - 青木志貴
- 年齢：14歳 / 身長：154 cm / 体重：42 kg / スリーサイズ：B75/W55/W78 / 誕生日：2月3日 / 血液型：B型 / 出身地：静岡

いわゆる中二病的な言動が目立つ少女。趣味はヘアアレンジ、ラジオを聴くこと、漫画を描くこと。神崎蘭子とは異なり、自らの言動が周囲から浮いていることを自覚しており、その上で己のスタイルとして貫いている。方向性は違えど似た価値観を持つためか、蘭子の言葉を理解し普通に会話が可能。一人称は「ボク」。 学校以外の居場所を求めてアイドルになった。エクステを普段から付けている理由は「ボクなりのささやかな抵抗」とのこと。高い所や騒がしい音楽が好きで、お茶が苦手。『シンデレラガールズ劇場』第327話では、吉岡沙紀にならってブラックのエスプレッソを注文したが、あまりの苦さに飲むことができず、同じくエスプレッソを頼んだ日下部若葉と共に硬直していた。
静岡エリアのライバルアイドル。
『THE IDOLM@STER CINDERELLA MASTER』シリーズ第9弾のメンバーに選ばれたことにより、ボイスが実装された。
アニメ版
第1話、第6話、第25話に登場。第25話のエンディングでは神崎蘭子、白坂小梅と共にステージに立っていた（当時はボイス無し）。
コラボレーション
通販サイト「AMNIBUS」にて、飛鳥をイメージしたネクタイが販売された。

速水 奏（はやみ かなで）
- 声 - 飯田友子
- 年齢：17歳 / 身長：162 cm / 体重：43 kg / スリーサイズ：B86/W55/H84 / 誕生日：7月1日 / 血液型：O型 / 出身地：東京

キスについてこだわる少女。趣味は映画鑑賞。思わせぶりな態度が目立つが、根は非常に繊細。外で制服を着ていたにもかかわらずOLに間違えられるなど実年齢以上に大人びて見られやすい。
『THE IDOLM@STER CINDERELLA MASTER』シリーズ第7弾のメンバーに選ばれたことにより、ボイスが実装された。
アニメ版
第18話以降登場。PVが公開されていた。第20話以降は「Project:Krone」のメンバーとなっている。
演技・キャスティング
飯田はダ・ヴィンチとのインタビューの中で、当初はミステリアスでかっこいいキャラクターだと思い、余裕を見せる姿にひかれたと話している。その後、ただ常に余裕を持っているわけではなく、何らかの考えのもとそのように見せていることを知ったと飯田は述べ、「見え方を考えてはいるけど、考えていることを悟らせないというか、難しい子だなと思いました。」と語りつつも、その難しさが愛嬌につながっており、アイドルとしての見え方を重視しているという意識が徐々に芽生えていったと話している。
また、『アイドルマスター シンデレラガールズ スターライトステージ』における高垣楓とのユニットとして行動を共にする中で、思い通りにいかず悔しがる場面から、自分が思っていた以上に熱い思いを秘めた人物だと思ったと飯田は話している。

久川 颯（ひさかわ はやて）
- 声 - 長江里加
- 年齢：14歳 / 身長：151 cm / 体重：42 kg / スリーサイズ：B82/W56/H82 / 誕生日：6月16日 / 血液型：B型 / 出身地：徳島

久川凪の双子の妹の少女。趣味はファッションと流行の店巡り。一人称は「はー」だが、然るべき場面では「私」になる。凪のことは「なー」と呼ぶ。また、母親のことは「ゆーこちゃん」と呼んでいる。徳島県出身であるが、アイドル活動のために上京、都内在住の親戚の家に住んでいる。明るい性格で社交性が高い。礼儀正しい部分も持ち合わせている。
2019年4月2日に凪とともにスターライトステージにボイス付きで実装された後、同月5日に凪とともに石川エリアのライバルアイドルとして本作に実装された。

藤原 肇（ふじわら はじめ）
- 声 - 鈴木みのり
- 年齢：16歳 / 身長：161 cm / 体重：43 kg / スリーサイズ：B80/W55/H84 / 誕生日：6月15日 / 血液型：B型 / 出身地：岡山

穏やかな表情を浮かべた少女。趣味は陶芸と釣り。陶芸家の祖父を持ち跡を継ぐように言われているが、憧れの世界に挑戦したいと思いアイドルになった。無茶ばかり言うところには困っているが祖父思いで、祖父に付けられた自分の名前も男っぽいと思いながらも気に入っている様子。本人曰く祖父譲りで頑固な性格。お洒落なことにはやや不慣れ。
第6回シンデレラガール総選挙で総合3位を獲得し、ボイスが実装された。
コラボレーション
岡山県備前市の備前商工会議所と2021年度からコラボし、備前焼小町に就任。備前焼「竹湯呑」をはじめ、様々なグッズが販売された。

北条 加蓮（ほうじょう かれん）
- 声 - 渕上舞
- 年齢：16歳 / 身長：155 cm / 体重：42 kg / スリーサイズ：B83/W55/H81 / 誕生日：9月5日 / 血液型：B型 / 出身地：東京

幼い頃は病弱だった少女。趣味はネイル。渋谷凛、神谷奈緒と仲が良く、ユニット「トライアドプリムス」を組んでいる。デビュー当時も体力があまりなく風邪をひいただけでプロデューサーから大げさに心配されることも多かったが、最近は健康体になってきている模様。体力に難があり、少しでも体調が悪い素振りを見せると全力でプロデューサーがカバーをする。
第7回シンデレラガール総選挙総合3位。第8回シンデレラガール総選挙総合2位。第9回シンデレラガール総選挙総合1位。
『THE IDOLM@STER CINDERELLA MASTER』シリーズ第6弾のメンバーに選ばれたことにより、ボイスが実装された。
アニメ版
第13話ラストにて、奈緒と共に登場した。凛とは中学の時の同級生。第20話以降、「Project:Krone」（プロジェクトクローネ）のメンバーとして選ばれ「Triad Primus」（トライアドプリムス）を結成する。
キャスティング・演技
渕上はオーディションではスタッフからは歌は必要ないと言われたものの、万が一に備えて他のアイドルの指定曲も全て覚えていたため、その場で披露したことを明かしている。また、渕上が初めて加蓮を演じたのはデビュー曲『薄荷 -ハッカ-』に収録されたドラマパートであり、その収録の際にははかなさを重視するディレクションが多かったという。

松永 涼（まつなが りょう）
- 声 - 千菅春香
- 年齢：18歳 / 身長：160 cm / 体重：47 kg / スリーサイズ：B90/W56/H86 / 誕生日：10月1日 / 血液型：AB型 / 出身地：東京

衣装「ロッキングスクール」をコンプリートすると入手できる少女。ロックバンドでボーカルを務めたことがある。また、ギターも少し弾ける。趣味はホラー映画鑑賞で、共通の趣味から白坂小梅と親しい一方、肝試しは苦手らしく、驚かされた時には腰を抜かしていた。箱入り娘として育てられており、学校はお嬢様学校に通っていた。
テレビアニメ版第19話に登場した際にキャストが設定され、同日にゲームにボイスが実装された。
アニメ版
第6話から登場。第19話では美城常務に星輝子・木村夏樹とロックユニット結成を持ちかけられている。夏樹同様、彼女も全てが常務によってお膳立てされるユニットには反発していたらしく、『マジックアワー』で夏樹の離脱後彼女もユニット参加を断ったことが明かされている。第25話では星輝子、藤本里奈・ライラとステージに立っている。

三船 美優（みふね みゆ）
- 声 - 原田彩楓
- 年齢：26歳 / 身長：165 cm / 体重：46 kg / スリーサイズ：B85/W60/H85 / 誕生日：2月25日 / 血液型：AB型 / 出身地：岩手

元OLの女性。趣味はアロマテラピー。登場初期は無表情で人と話すことも苦手としていたが、その後は別人のように穏やかでにこやかな表情を見せている。そのことを本人は「凍っていた心が溶かされた」「プロデューサーと会うまで時間が止まっていた」などと評している。特訓後の衣装はドレスか際どい衣装であることが多く、このことについては戸惑っている。市原仁奈と仲が良く、自身の膝枕の常連となっている。
第5回シンデレラガール総選挙で総合3位を獲得し、ボイスが実装された。
アニメ版
第25話に登場し、市原仁奈、日下部若葉とステージに立ったが、そのキャラクターのインパクトは袖で見ていたみくと菜々にも衝撃を与えた（当時はボイス無し）。
漫画『U149』
第22話から登場（それ以前にもプロデューサーの好きな大人アイドルの1人として、等身大パネルや私物のポスターなどで姿が出ていた）。佐藤心と共にテレビ番組「昼ドン!」の金曜プレゼンターを務めている。
漫画『After20』
川島瑞樹や高垣楓の後輩アイドルとして第2話から登場。第3〜4話のメイン。仕事のスイッチの切り替えがうまく行かず、アイドルとしての自信をなくしていたが、居酒屋「しんでれら」で瑞樹と楓に元気づけられ自信を取り戻す。
キャスティング・演技
原田は当初10代だったこともあり、26歳の役を演じることに難しさを感じていた。しかし、美優は少女のような面があることからディレクションでも「そのままでいい」という指示が出ており、原田もフラットに演じるようにしているという。

望月 聖（もちづき ひじり）
- 声 - 原涼子
- 年齢：13歳 / 身長：150 cm / 体重：37 kg / スリーサイズ：B82/W56/H86 / 誕生日：12月25日 / 血液型：O型 / 出身地：長野

雪の夜に一人で歌っていたところ、歌声に引き寄せられたプロデューサーと出会った少女。趣味は歌を口ずさむこと。最初は会話を交わすことさえ苦手だったが、歌の奥にある想いを伝えることの意味を知ることで、少しずつその姿勢が変わっていく。料理は苦手なようで龍崎薫からクッキーの作り方を教わっている。
デレステ総選挙「Stage for Cinderella」の予選Aグループの第4位を獲得し、ボイスが実装された。

森久保 乃々（もりくぼ のの）
- 声 - 高橋花林
- 年齢：14歳 / 身長：149 cm / 体重：38 kg / スリーサイズ：B73/W55/H76 / 誕生日：8月27日 / 血液型：AB型 / 出身地：神奈川

臆病で気弱な小動物系の少女。趣味はポエム作りと少女漫画集め。目立つことや人と目を合わせることが苦手で、まともに正面を向いているイラストはほとんどない。アイドルになったきっかけは親戚に代役を頼まれたことだが、その性格から断ったり辞めると言い出したり出来ずに現在まで続けている。しかし、後ろ向きな発言はまだあるものの、アイドル活動は楽しんだり、他のアイドルとの交流も増えている。一人称は「私」もしくは「もりくぼ」で「むーりぃー」「〜ですけど」が口癖。よくプロデューサーの机の下に隠れている。動物が好きで、漫画も動物漫画を特に好んでいる。プロ意識の高さや立ち居振る舞いから岡崎泰葉を尊敬している。
第5回シンデレラガール総選挙で総合4位を獲得し、ボイスが実装された。
評価・反響
デレステのMVでも決して目線をこちらに向ける事は無かったが、2016年のVer2.3.0アップデートにて「森久保が常にこちらへ目線を向ける」というバグが発生し、彼女推しのユーザーを中心に大きな話題となった事がある。

八神 マキノ（やがみ マキノ）
- 声 - 二ノ宮ゆい
- 年齢：18歳 / 身長：160 cm / 体重：45 kg / スリーサイズ：B85/W56/H83 / 誕生日：11月7日 / 血液型：B型 / 出身地：岐阜

理論派の少女。趣味は諜報活動。物事は論理的・効率的であるかどうかを重視しており、アイドル活動においても納得のいく根拠があればやる気になる。体力がなく運動は好きではないと言うが、『シンデレラガールズ劇場』ではそれなりの運動神経を見せていた。
第2回ボイスアイドルオーディションで総合3位を獲得し、ボイスが実装された。
アニメ版
第25話に登場し、上条春菜、浅野風香とブースに立つ姿が描かれている（当時はボイス無し）。

大和 亜季（やまと あき）
- 声 - 村中知
- 年齢：21歳 / 身長：165 cm / 体重：51 kg / スリーサイズ：B92/W60/H85 / 誕生日：12月16日 / 血液型：O型 / 出身地：福岡

ミリタリーマニアの女性。趣味はサバゲーとプラモ収集。「であります」という口調が特徴。日頃から体を鍛えている。衣装「セクシーカモフラージュ」をコンプリートすることで入手可能。イベントでは格闘家を演じることが多い。
テレビアニメ版第5話に登場した際にキャストが設定され、同日にゲームにボイスが実装された。
アニメ版
カフェを占拠したみくたちを取り巻く群衆の1人として高垣楓と共に登場。第25話では、片桐早苗とライブ諸注意を担当した。

結城 晴（ゆうき はる）
- 声 - 小市眞琴
- 年齢：12歳 / 身長：140 cm / 体重：37 kg / スリーサイズ：B74/W55/H78 / 誕生日：7月17日 / 血液型：A型 / 出身地：愛媛

男ばかりの家庭で育ったためか外見や言動共に少年的な少女。小学生。趣味はサッカー。一人称は「オレ」。父親に勝手に応募されアイドルデビューした。当初はやる気のない発言を連発するが、親愛度を上げると、プロデューサーを面白い遊び相手と認めてくれる。的場梨沙と仲がいい。
『U149』特典CDへの出演が決定したことにより、キャストが設定された。
アニメ版
『シンデレラガールズ劇場』SEASON3の第1話で、キックベースを野球vsサッカーにした張本人の一人でもある（後述する姫川友紀との張り合いから）。
漫画『U149』
第3芸能課所属アイドルとして登場。シンボルマークはサッカーボール。第12 - 14話では、晴が中心となる話が描かれ、一ノ瀬志希のバックダンサーを的場梨沙とともに務めた。第2巻特別版オリジナルCDのボイスドラマにも出演。

ライラ
- 声 - 市ノ瀬加那
- 年齢：16歳 / 身長：150 cm / 体重：40 kg / スリーサイズ：B75/W54/H78 / 誕生日：5月21日 / 血液型：O型 / 出身地：ドバイ

金髪碧眼で褐色肌の少女。趣味は公園で知らない人とおしゃべりすること。一人称は「わたくし」もしくは「ライラさん」で「〜ますですよ」といった特徴的な日本語を話す。祖国では大きな家に住み裕福な生活を送っていたようだが、現在はアパートで慎ましやかに暮らしている。（来日の際は、祖国のメイドと来ている）アイドルになりお金を稼げるようになったことは喜んでいるが、有名になることで父親に見つかることを心配している。アイスが大好物。
デレステ総選挙「Stage for Cinderella」の予選Bグループの第3位を獲得し、ボイスが実装された。
アニメ版
第25話に登場し、松永涼、藤本里奈、星輝子とステージに立っている。映像ではわかりにくいが、ドラムを担当している。

脇山 珠美（わきやま たまみ）
- 声 - 嘉山未紗
- 年齢：16歳 / 身長：145 cm / 体重：38 kg / スリーサイズ：B72/W53/H75 / 誕生日：9月20日 / 血液型：B型 / 出身地：佐賀

剣道が得意な少女。趣味は剣道と時代小説を読むこと。学校でも剣道部だが本人曰く補欠。背の低さをかなりコンプレックスに思っており、おみくじを引いた際は“小”吉より“大”凶を喜ぶほど。お化けが苦手。
テレビアニメ版第16話に登場した際にキャストが設定され、同日にゲームにボイスが実装された。
アニメ版
第16話以降に登場。浜口あやめとバラエティ番組に出演していたが、常務の方針見直しの煽りを受ける。「CINDERELLA PROJECT」の方針に賛同し、あやめと共に「CINDERELLA PROJECT」の外郭メンバーに加わった。
コラボレーション
佐賀県出身であることから「リアル346プロ企画」でJリーグのサガン鳥栖とコラボレーションが行われた際に、会場限定CDに出演。「青空エール」を歌っている。

相川 千夏（あいかわ ちなつ）
- 年齢：23歳 / 身長：161 cm / 体重：43 kg / スリーサイズ：B82/W56/H85 / 誕生日：11月11日 / 血液型：B型 / 出身地：北海道

眼鏡をかけたショートカットの女性。趣味はカフェで読書。特訓後も眼鏡を外さない。（一部のカードでは外した姿で出ている）洋書も読める知的な女性で会話には時折フランス語が混じる。大槻唯には「ちなったん」と呼ばれ懐かれており、唯のことは元気で可愛いと思っている。

綾瀬 穂乃香（あやせ ほのか）
- 年齢：17歳 / 身長：161 cm / 体重：46 kg / スリーサイズ：B85/W57/H84 / 誕生日：5月29日 / 血液型：A型 / 出身地：宮城

趣味のバレエは入賞経験を持つレベルだが、表現力に限界を感じアイドルに転身した経歴を持つ少女。一風変わった美的センスを持っており、工藤忍と共にゲームセンターを訪れた際にクレーンゲームで獲得した「ぴにゃこら太」というキャラクター（忍曰く「あのブサイク」と呼ぶほど珍妙なデザインであり、忍は穂乃香がぴにゃこら太の手前に配置されていた熊のぬいぐるみを欲しがっていると思っていた）のぬいぐるみが大のお気に入りであり、ぬいぐるみ以外にもTシャツなどの様々なグッズを入手・愛用している。彼女によるとプロデューサーは「ぴにゃこら太」に似ているらしい。忍、喜多見柚、桃井あずきと共にユニット「フリルドスクエア」を組んでいる。
アニメ版
第2話に登場し、「フリルドスクエア」の4人でダンスレッスンに励んでいた。

伊集院 惠（いじゅういん めぐみ）
- 年齢：21歳 / 身長：160 cm / 体重：44 kg / スリーサイズ：B86/W56/H81 / 誕生日：9月24日 / 血液型：O型 / 出身地：東京

クールで物静かな女性。趣味は一人旅で、色々と初めての体験をすることが好きらしい。初期はイラストが現在のものと違っていた。

氏家 むつみ（うじいえ むつみ）
- 年齢：13歳 / 身長：152 cm / 体重：42 kg / スリーサイズ：B78/W57/H80 / 誕生日：7月13日 / 星座：蟹座 / 血液型：AB型 / 利き手：右 / 出身地：栃木

三つ編みの少女。趣味は冒険小説を読むことと冒険映画を見ること。物静かだが、冒険に憧れている。アイドル活動の際は髪を下ろし、パーマをかける。

梅木 音葉（うめき おとは）
- 年齢：19歳 / 身長：172 cm / 体重：49 kg / スリーサイズ：B86/W58/H85 / 誕生日：6月20日 / 血液型：AB型 / 出身地：北海道

黄色の髪の少女。趣味は森林浴とピアノ。両親がクラシック奏者。絶対音感を持っており、「音が見える」と語る。歌に対し真剣な想いを抱いている。クールアイドルのなかでは最長身タイ。

岡崎 泰葉（おかざき やすは）
- 年齢：16歳 / 身長：153 cm / 体重：43 kg / スリーサイズ：B79/W55/H80 / 誕生日：7月16日 / 血液型：A型 / 出身地：長崎

元子役の少女で、シンデレラガールズのアイドルでは屈指の芸歴を持つ。趣味はドールハウス作り。コミック版では島村卯月などが知っており、かなり有名な存在だったように描写されている。芸能界の厳しさを身をもって知っており、過去の芸歴には悩みもあったようだが、アイドル活動自体は楽しんでいる。

岸部 彩華（きしべ あやか）
- 年齢：19歳 / 身長：162 cm / 体重：46 kg / スリーサイズ：B89/W59/H85 / 誕生日：11月13日 / 血液型：A型 / 出身地：埼玉

雑誌モデル出身の少女。趣味はネイルアート、エステ、岩盤浴。一見ギャル風だが、番組収録ではきっちり台本チェックを済ませておくなど、根は真面目な性格。衛藤美沙希、月宮雅とユニット「ガールズパワー」を組んでいる。
漫画『U149』
他の芸能課の先輩アイドルとして第19話から登場。衛藤美沙希、月宮雅とユニットを組む。

木場 真奈美（きば まなみ）
- 年齢：25歳 / 身長：172 cm / 体重：50 kg / スリーサイズ：B88/W60/H89 / 誕生日：8月8日 / 血液型：AB型 / 出身地：長崎

元々は裏方の手助けをするために呼ばれたが、プロデューサーに頼まれてアイドルになった女性。趣味は筋トレと料理。アイドルになる以前は海外で数年過ごしていた。スタジオヴォーカリストの経験があり、歌唱力には自信を持っている。また毎日筋トレをしているため、優れた体力の持ち主でもある。棟方愛海を止められる数少ない人物。クールアイドルの中では梅木音葉と並び最長身タイ。

桐野 アヤ（きりの アヤ）
- 年齢：19歳 / 身長：160 cm / 体重：43 kg / スリーサイズ：B86/W56/H86 / 誕生日：4月8日 / 血液型：A型 / 出身地：福岡

男勝りな口調が特徴の少女。趣味は格闘技観戦。一人称は初期は「アタイ」だったが、「アタシ」も使われるようになっている。プロフィールには書かれていないドール集めという隠れた趣味を持ち、それがきっかけで遊佐こずえと交流を持っている。

黒川 千秋（くろかわ ちあき）
- 年齢：20歳 / 身長：163 cm / 体重：45 kg / スリーサイズ：B86/W57/H86 / 誕生日：2月26日 / 血液型：B型 / 出身地：北海道

プライドが高く自他共に厳しい性格の女性で、トップを目指す強い意志を持つ。趣味はクラシック鑑賞。歌が得意で「誰にも負けたくない」と考えている。学生で、両親からは学業とアイドル活動を両立させることがアイドルを続ける条件だと言われている。大人っぽい服装が多いが、可愛いものも好む。佐城雪美と仲が良い。

ケイト
- 年齢：20歳 / 身長：157 cm / 体重：45 kg / スリーサイズ：B83/W59/H85 / 誕生日：8月15日 / 血液型：O型 / 出身地：イギリス

日本が好きなイギリス人留学の女性。趣味は日本の雑誌を見ること。イギリス人らしく、セリフの中に時折英語が混じる。出身地は本人曰く「ロンドンより少し北」とのこと。日下部若葉を未成年と勘違いしている。

小室 千奈美（こむろ ちなみ）
- 年齢：19歳 / 身長：164 cm / 体重：45 kg / スリーサイズ：B84/W56/H82 / 誕生日：6月9日 / 血液型：AB型 / 出身地：愛知

クールでやや高飛車な性格の少女。横浜ステージボス。趣味はダーツ。桐野アヤと仲が良い。

篠原 礼（しのはら れい）
- 年齢：27歳 / 身長：171 cm / 体重：49 kg / スリーサイズ：B93/W58/H88 / 誕生日：11月22日 / 血液型：B型 / 出身地：宮崎

なぞなぞが好きな女性。趣味は社交ダンス。怪談や幽霊の類は大の苦手。

瀬名 詩織（せな しおり）
- 年齢：19歳 / 身長：165 cm / 体重：48 kg / スリーサイズ：B85/W58/H83 / 誕生日：1月10日 / 血液型：A型 / 出身地：沖縄

麦わら帽子をかぶった長い黒髪の女性。趣味が海沿いを散歩することである通り海が好きであるが、泳ぎは苦手。基本的に同僚アイドルには「さん」「ちゃん」付けで呼ぶが、鷺沢文香に対しては、とある交流がきっかけでお互いを呼び捨てで呼ぶ関係になる。

高橋 礼子（たかはし れいこ）
- 年齢：31歳 / 身長：167 cm / 体重：51 kg / スリーサイズ：B91/W62/H90 / 誕生日：5月8日 / 血液型：O型 / 出身地：神奈川

柊志乃と並び、全アイドル中最年長の女性。趣味はパーティーに行くこと。年齢について悩んでいる様子はほとんど見られず、寧ろ「自分にしか出せない魅力がある」「歳を重ねて女はより円熟する」などとポジティブに考えている。同い年の柊志乃と仲が良い。

高峯 のあ（たかみね のあ）
- 年齢：24歳 / 身長：168 cm / 体重：48 kg / スリーサイズ：B87/W55/H86 / 誕生日：3月25日 / 血液型：B型 / 出身地：奈良

ミステリアスで寡黙な女性で、プライベートや素性にも謎が多い。衣装「ミスティックサイバー」をコンプリートすると入手できる。趣味は天体観測。仕事やライブではサイバー系衣装が主だが猫耳メイドやバニーガールといった衣装もそつなく着こなす。前川みく、アナスタシアと共にユニット「にゃん・にゃん・にゃん」を組んでいる。

東郷 あい（とうごう あい）
- 年齢：23歳 / 身長：167 cm / 体重：45 kg / スリーサイズ：B82/W57/H83 / 誕生日：2月7日 / 血液型：AB型 / 出身地：福島

外見・口調ともに中性的な女性。趣味はサックス。老若男女全てを魅了したいと考えている。昔から男性よりも女性に好かれやすく、そのため色恋沙汰は苦手としている。プライベートでも中性的な姿勢を貫いているが、プロデューサーから女性として接してもらえるのは、嬉しいようであり、そういった人たちがいるから今の自分がいると、考えている。車の運転免許を所持しており、愛車は左ハンドルのクラシックカー。意外にも酒に弱い。龍崎薫と仲がよい。

成宮 由愛（なるみや ゆめ）
- 年齢：13歳 / 身長：150 cm / 体重：40 kg / スリーサイズ：B72/W51/H73 / 誕生日：11月3日 / 血液型：AB型 / 出身地：滋賀

絵を描くことが好きな引っ込み思案な少女。趣味は写生と水彩画。オーディションには母親が勝手に応募した。最初は自信のなさが目立つが、アイドルをしていく中で少しずつ前向きに成長していく。妖精がモチーフになっている衣装やエピソードが多い。滋賀出身ということもあり、琵琶湖にはよく訪れていた一方で海はあまり見たことがない。

西川 保奈美（にしかわ ほなみ）
- 年齢：16歳 / 身長：155 cm / 体重：55 kg / スリーサイズ：B88/W60/H86 / 誕生日：10月23日 / 血液型：A型 / 出身地：兵庫

最高の歌姫を目指す少女。趣味はオペラ・宝塚鑑賞。歌のための努力は惜しまない。歌以外では少し弱気だったが、徐々に自信をつけている。目鼻立ちが整っており、実年齢より年上に見られがちであるが、年相応にはしゃいだり、笑顔を見せることもあり、そういった面も彼女の魅力の一つである。

服部 瞳子（はっとり とうこ）
- 年齢：25歳 / 身長：169 cm / 体重：48 kg / スリーサイズ：B78/W57/H80 / 誕生日：10月11日 / 血液型：O型 / 出身地：大分

かつて1度アイドルとしてデビューしたが挫折した経験を持つ女性で、登場初期は当時のことを思い出し暗くなることもあった。趣味は熱帯魚観賞と温泉めぐり。今回のデビューをラストチャンスと考えており、「絶対に諦めない」「もう負けない」と覚悟をもってアイドル活動に臨んでいる。

柊 志乃（ひいらぎ しの）
- 年齢：31歳 / 身長：167 cm / 体重：43 kg / スリーサイズ：B84/W54/H83 / 誕生日：12月25日 / 血液型：AB型 / 出身地：山梨

「自分の血はワインでできている」と豪語する酒豪の女性で、高垣楓とは飲み友達。趣味はワインツーリズム（産地巡り）。趣味の通り、ワインを好むが、他の酒も好きなようである。高橋礼子と並び、全アイドル中最年長。
漫画『After20』
第5話から登場（第1話でポスターとして姿は出ていた）。第6話のメイン。ドラマ「酒税課の女」に出演してから人気に火がつき、行きつけだったワインバーでサインを求められたり無断で写真を撮られたりするようになってしまい、落ち着いて飲める隠れ家的な店を探していたところ、偶然会った三船美優の案内で居酒屋「しんでれら」に行き着く。ワインバーの裏で野良猫に餌付けしている。

藤居 朋（ふじい とも）
- 年齢：19歳 / 身長：163 cm / 体重：45 kg / スリーサイズ：B78/W57/H83 / 誕生日：7月1日 / 血液型：O型 / 出身地：滋賀

占いがきっかけでアイドルになった少女で、趣味も占い。当初は仕事すら占いで決めようとしていたが、徐々に自分の実力を信じようとする。本人曰く「昔から運は悪い方」。専門学校に通っていたが、アイドルデビューを機に中退している。杉坂海と仲が良く、海からよく世話を焼かれている。子どもっぽい一面もあるが、年下アイドルを励ましたり、自ら率先してチームを引っ張ったりと、いざという時には頼りになる存在である。

古澤 頼子（ふるさわ よりこ）
- 年齢：17歳 / 身長：165 cm / 体重：45 kg / スリーサイズ：B80/W59/H83 / 誕生日：5月18日 / 血液型：A型 / 出身地：茨城

読書好きで博識な少女。趣味は美術展、博物展観覧。右目に泣きぼくろがある。寡黙な性格だがミステリアスをミステリーを勘違いするなど、天然な一面もある。特訓後はアルセーヌ・ルパン風の衣装となり、特訓後にシャーロック・ホームズ風の衣装となる安斎都と共にユニット「ディテクティブヴァーサス」を組んでいる。

ヘレン
- 年齢：24歳 / 身長：158 cm / 体重：46 kg / スリーサイズ：B90/W58/H81 / 誕生日：4月4日 / 血液型：AB型 / 出身地：海の向こう

謎めいた雰囲気を纏う、海外出身の女性。趣味はDVD鑑賞。世界に通用するアイドルを目指しており、「世界レベル」という表現にこだわりがある。本人曰く「大口を叩いてその通りに実現させるのがアイドル」と豪語しており、それを実現するためのたゆまぬ努力を重ねている。非常に流暢な日本語を操り、出身地は不明だが「私の国にはひな人形はない」と発言しているため、外国人であることは確定している。

松尾 千鶴（まつお ちづる）
- 年齢：15歳 / 身長：161 cm / 体重：45 kg / スリーサイズ：B78/W54/H81 / 誕生日：3月21日 / 血液型：A型 / 出身地：福岡

七三分けのショートヘアに、太眉が特徴の少女。趣味は勉強と習字。クールで素っ気ない性格だがそれらは対外的な表の顔であり、本心ではカワイイアイドルになることに憧れ、努力している。
評価・反響
彼女を推すユーザー（所謂担当プロデューサー）のオフ会より派生したボランティアのゴミ拾いが続けられており、その活動が国家プロジェクトの一つでもある「海と日本PROJECT」にも認知される事となった。

松本 沙理奈（まつもと さりな）
- 年齢：22歳 / 身長：165 cm / 体重：48 kg / スリーサイズ：B92/W58/H85 / 誕生日：9月1日 / 血液型：A型 / 出身地：東京

豊かなバストがチャームポイントの女性。趣味はショッピング。本人にもその自覚があり、ファンやプロデューサーによくアピールしている。「ウフフっ」と笑うことが多い。自分よりバストの大きい及川雫とは距離を取って歩きたがり、苦手意識を持っているが嫌っているわけではない。特訓後の衣装は「ブルーナポレオン」。
アニメ版
5人組ユニット「ブルーナポレオン」の1人。後に荒木比奈もボイスが実装されたため、ユニットで唯一ボイスが実装されていないメンバーとなった。

水木 聖來（みずき せいら）
- 年齢：23歳 / 身長：155 cm / 体重：43 kg / スリーサイズ：B82/W55/H80 / 誕生日：4月27日 / 血液型：B型 / 出身地：茨城

ダンスが得意な女性。趣味は犬の散歩。望月聖に歌を教わるなど、ダンス以外にも意欲的。犬を飼っており「わんこ」と呼んで可愛がっている（名前を付けないまま大きく育ってしまったとのこと）。同じく犬を飼っている渋谷凛や太田優とも交流がある。

水野 翠（みずの みどり）
- 年齢：18歳 / 身長：164 cm / 体重：47 kg / スリーサイズ：B80/W54/H81 / 誕生日：12月5日 / 血液型：AB型 / 出身地：愛知

真面目な弓道少女で、趣味も弓道。弓道部の部長を務めており、「視線で射抜く」などアイドル活動を弓道に絡めることが多い。自分のことを天然ではないと主張するが、真鍋いつきには体を柔らかくするために酢を飲んでいる点を天然と言われた。姫カットをポニーテールに結んでいる。

吉岡 沙紀（よしおか さき）
- 年齢：17歳 / 身長：166 cm / 体重：43 kg / スリーサイズ：B86/W60/H85 / 誕生日：5月8日 / 血液型：A型 / 出身地：神奈川

趣味はストリートアートで、周囲からは真っ直ぐな性格と言われる少女。最初はプロデューサーのスカウトをナンパと勘違いしていた。語尾に「〜っす」と付けることが多い。元々人前での創作に慣れているため、本番には強いとのこと。

和久井 留美（わくい るみ）
- 年齢：26歳 / 身長：168 cm / 体重：49 kg / スリーサイズ：B81/W60/H86 / 誕生日：4月7日 / 血液型：A型 / 出身地：広島

元秘書の女性。趣味は仕事。前職を辞した後にスカウトされてアイドルになったとのこと。猫好きで、同じ猫好きの上条春菜や前川みくと交流があるが、猫アレルギー。適齢期であることを意識してか、結婚に関する発言が多い。

ジュニー
- 年齢：16歳 / 身長：172 cm / 体重：49 kg / スリーサイズ：B77/W56/H82 / 誕生日：3月12日 / 血液型：AB型 / 出身地：シアトル

韓国版のみ登場。元々は女優志望であり、プロデューサーにスカウトされ、アイドルになった少女。趣味は海外ドラマ鑑賞とテコンドー。女優の姉がいる。名前の「ジュニー」は芸名であり、本名は不明。日、韓、英語を話せる。

## パッション
基本的に「陽気・情熱的・セクシー・ハイテンション・（世間一般的な価値観との対比で）個性的」などの触れ込みのアイドル達。スポーツ関連の趣味・嗜好を持つアイドルも多い。また、前述のような特徴が目立たないものの、キュート、クールとも違うやわらかさ、ほのぼのとした雰囲気を持った、明るくもマイペースでゆったりとした控えめなアイドル達もこちらに含まれる。
カードの色は   オレンジ。シンボルは太陽。
本田 未央（ほんだ みお）
- 声 - 原紗友里
- 年齢：15歳 / 身長：161 cm / 体重：46 kg / スリーサイズ：B84/W58/H87 / 誕生日：12月1日 / 血液型：B型 / 出身地：千葉

元気いっぱいな性格な少女。趣味はショッピング。基本的に他のアイドルをあだ名で呼んでいる（例：島村卯月→しまむー、渋谷凛→しぶりん、城ヶ崎美嘉→みかねぇ）。三人兄弟の真ん中で、空気を読むのは得意だと自称している。実際、緊張をほぐしたり盛り上げを行うなど士気高揚を担っている。
第3回シンデレラガール総選挙総合5位。第7回シンデレラガール総選挙総合2位、属性別（パッション）1位。第8回シンデレラガール総選挙総合1位。
漫画『ニュージェネレーションズ』とアニメ版のメインキャラクターの一人。卯月と凛とユニット「ニュージェネレーション」を組んでいる。また日野茜と高森藍子とユニット「ポジティブパッション」を組む。
『THE IDOLM@STER CINDERELLA MASTER』シリーズ第3弾のメンバーに選ばれたことにより、ボイスが実装された。
アニメ版
主人公の1人。「CINDERELLA PROJECT」の選考で落選したが二次選考の面接で最後の1人の枠に合格した。友達とのダンス経験がある。人懐っこい性格で出会って間もない卯月と凛とすぐに仲良くなり「しまむー」「しぶりん」というあだ名を付けた。エレベーターの扉に挟まれたり知らない相手にもすぐ話しかけるなどムードメーカー的存在。古い集合住宅住まい。普段は明るく元気いっぱいだが初ステージに緊張するなど繊細な所もある。卯月、凛との3人組ユニット「new generations」（ニュージェネレーションズ）にてCDデビューが決まった。3人の中のリーダーに指名され、CD発売記念のミニライブに出るも、美嘉のライブにバックダンサーで出た時と比べて客数が少なかったことなど、イメージしていたステージとのギャップに大きなショックを受け、さらにプロデューサーの言葉足らずな説明が仇となりアイドルをやめると言ってしまう。後日、プロデューサーの説得と、撮影していたミニライブの観客の笑顔の写真を見て考えを改め、改めてアイドルを続けることを決意する。2nd seasonでは「Project:Krone」に参加を決めた凛の思いを理解するため、ソロ活動を開始する。
前述のアイドルをやめると宣言するシーンの流れがインパクトがあったのか、インターネット上では「全然違うじゃん！」から始まるインターネット・ミームとなっている。
コラボレーション
未央をイメージしたSuperGroupiesとのコラボ商品「本田未央 モデル 長財布」が2023年1月ごろに発売。

相葉 夕美（あいば ゆみ）
- 声 - 木村珠莉
- 年齢：18歳 / 身長：158 cm / 体重：42 kg / スリーサイズ：B81/W57/H80 / 誕生日：4月15日 / 血液型：O型 / 出身地：神奈川

ショートヘアーの少女。ライブバトルに負けたことで自分の魅力を引き出してくれると考え今のプロデューサーの所にやって来た。ガーデニングが趣味で花屋や植物園に行きたがっている。また渋谷凛の実家の花屋を訪問したことがある。誕生花は木蓮。花言葉は自然への愛（本人曰く自分にピッタリ）。花をモチーフに衣装を自らデザインしたこともある。学年は長らく不明確だったが、『スターライトステージ』の自己紹介で大学生であることが明らかになった。
秋葉原エリアのライバルアイドル。
第4回シンデレラガール総選挙で属性別（パッション）1位を獲得し、ボイスが実装された。
アニメ版
第25話のエンディングに登場。かな子と共にインタビューを受けていた。『マジックアワー』では第4回シンデレラガール総選挙で総合4位を獲得したことからパーソナリティを担当し、同時にボイス初公開となった。

赤城 みりあ（あかぎ みりあ）
- 声 - 黒沢ともよ
- 年齢：11歳 / 身長：140 cm / 体重：36 kg / スリーサイズ：B75/W55/H78 / 誕生日：4月14日 / 血液型：AB型 / 出身地：東京

髪型は黒髪ショートのツーサイドアップの少女。社交的で明るく、好奇心旺盛な性格。趣味はおしゃべり。0歳の妹がいる。日野茜からも「自分に負けないくらい元気」と言われている。プロデューサーには普段は敬語で話しているが興奮したりすると敬語が抜けタメ口になってしまう。またセリフの語尾には「☆」「♪」「!」が付くことが多い。
『THE IDOLM@STER CINDERELLA MASTER』シリーズ第4弾のメンバーに選ばれたことにより、ボイスが実装された。
アニメ版
「CINDERELLA PROJECT」に選ばれた14人の内の1人でプロジェクトの中では最年少。年の近い城ヶ崎莉嘉と仲がよい。諸星きらり・莉嘉と「凸レーション」（デコレーション）としてユニットデビュー。神崎蘭子の言葉をそのまま理解できる唯一の人物。母親は生まれたばかりの妹の育児で忙しく、褒めてもらえないことに悩んでいた気持ちを莉嘉とギクシャクしていた城ヶ崎美嘉と共有し、「お姉ちゃん同盟」を結成した。
漫画『U149』
第3芸能課所属アイドルとして登場。シンボルマークは花。第8話から第10話では、みりあが中心となる話が描かれた。第54話では、フレデリカのトリックアートに、わがままからのリテイクを出したりもしている。
キャスティング・演技
黒沢によれば、当初はディレクターから「赤城みりあは無邪気で、アイドルを遊びのように楽しめる純粋無垢な女の子のような人にしたい」というオーダーがあり、その後徐々に「もっとあざとくやってください」「もっと小悪魔っぽく」というオーダーが増えたとのこと。

イヴ・サンタクロース
- 声 - 松永あかね
- 年齢：19歳 / 身長：165 cm / 体重：44 kg / スリーサイズ：B81/W56/H80 / 誕生日：12月24日 / 血液型：B型 / 出身地：グリーンランド

サンタクロースの女性。趣味は煙突探し。ブリッツェンという名のトナカイを連れている。プレゼントと服を持って行かれて困っていた所をプロデューサーにスカウトされた。寒い国の出身のため、コタツと温泉がお気に入りで、よくブリッツェンと入っている。
デレステ総選挙「Stage for Cinderella」本選で1位を獲得したことでボイスが実装された。

市原 仁奈（いちはら にな）
- 声 - 久野美咲
- 年齢：9歳 / 身長：128 cm / 体重：29 kg / スリーサイズ：B61/W57/H67 / 誕生日：2月8日 / 血液型：B型 / 出身地：静岡

常に着ぐるみを着ている少女。趣味は着ぐるみ集め。自称キグルミアイドル。色々な着ぐるみを着たくてアイドルになった。主に動物の着ぐるみを着ることが多くその動物になりきる。本人曰く「○○（動物名）の気持ちになるですよ」。「〜でごぜーます」「〜しやがるですよ」といった独特な言葉遣いで話す。双葉杏のことを「杏おねーさん」と呼んでおり羊の着ぐるみを着て眠らせたらしい。父親は海外で仕事をしており実はとても寂しがり屋。アイドル活動のお陰で克服しつつある。横山千佳・龍崎薫と並び、全アイドル中最年少。
『THE IDOLM@STER CINDERELLA MASTER』シリーズ第7弾のメンバーに選ばれたことにより、ボイスが実装された。
アニメ版
PVやpassionキービジュアルで姿を見せているが、1stシーズンには未登場。第16話から登場し、上田鈴帆や難波笑美とバラエティ番組に出演。しかし、その直後に常務のバラエティ路線の削減の煽りを受けてしまう。幼いためその意味はよくわからなかったらしいが、「CINDERELLA PROJECT」の方針には賛同して外郭メンバーとなっている。第17話以降、「とときら学園」レギュラーとなり、第25話では日下部若葉、三船美優とステージに立ち、大きなインパクトを与えた（みくと菜々含めて）。エンディングではみく、菜々、早坂美玲と共にバラエティに出演している。
漫画『U149』
第3芸能課所属アイドルとして登場。シンボルマークはクマのフード。第56話では、普段の着ぐるみ生活を存分に活かし、障害物競争で活躍する。

上田 鈴帆（うえだ すずほ）
- 声 - 春野ななみ
- 年齢：14歳 / 身長：156 cm / 体重：42 kg / スリーサイズ：B76/W55/H79 / 誕生日：10月26日 / 血液型：O型 / 出身地：福岡

博多言葉が特徴のボブヘアーの少女。趣味は裁縫。一人称は「ウチ」。「面白いといわれて嬉しい」という発言をしておりアイドル活動に満足している。相手を驚かせたり笑わせたりするのが好き。着ぐるみなどの衣装を着ていることが多い。それらの衣装のほとんどは自分で作った物で所々にツギハギがある。難波笑美を「難波っち」と呼ぶなど交流がある。地元にいる祖母に元気な姿を見せるのが夢。
テレビアニメ版第16話に登場した際にキャストが設定され、同日にゲームにボイスが実装された。
アニメ版
第1話、第8話にモブとして登場。その後、第16話にバラエティ番組に出演している姿が描かれたが、その直後に常務の方針でバラエティ路線の削減が打ち出され、キャラクターの見直しを迫られてしまう。そこに「CINDERELLA PROJECT」のプロデューサーが「個性を活かす」方針を打ち出し、それに賛同して「CINDERELLA PROJECT」外郭メンバーとして加わる。

及川 雫（おいかわ しずく）
- 声 - のぐちゆり
- 年齢：16歳 / 身長：170 cm / 体重：56 kg / スリーサイズ：B105/W64/H92 / 誕生日：6月3日 / 血液型：O型 / 出身地：岩手

ショートヘアの少女。趣味は乳搾りとトラクターの運転。ノーマルの特訓前はピンク色のつなぎ姿が特徴。口癖は「もぉー」。好きな動物は牛。休日は実家のおいかわ牧場の手伝いをしている。そのため、力仕事に慣れておりゴンドラ漕ぎも楽々熟す。全アイドル中最もバストサイズが大きい。
テレビアニメ版第5話に登場した際にキャストが設定され、同日にゲームにボイスが実装された。
アニメ版
先輩アイドルとして登場。第2話でモブとして登場し、第5話で堀裕子、片桐早苗と共に登場。また大沼くるみと共に「BBチーム」としても活動しているが、出演したクイズ番組で天然発言を連発したため番組が成立しなくなる事態となり、以降の番組の路線を大幅に変更させる原因となってしまったらしい。

大槻 唯（おおつき ゆい）
- 声 - 山下七海
- 年齢：17歳 / 身長：155 cm / 体重：42 kg / スリーサイズ：B84/W56/H83 / 誕生日：5月7日 / 血液型：B型 / 出身地：埼玉

金髪のウェーブヘアの少女。趣味はカラオケ。「ちゃーっす!」「おはよーっす!」など軽い口調が特徴。キャップを被っていることが多い。キャンディー好きでよくなめている。飴好きの双葉杏に飴を取られたことがある。年齢も性格も異なるが相川千夏と交流があり彼女を「ちなったん」と呼んでいる。またメアリー・コクランから「姉に似ている」という理由で懐かれている。
テレビアニメ版第10話に登場した際にキャストが設定され、同日にゲームにボイスが実装された。
アニメ版
第10話から登場。城ヶ崎美嘉と仕事をしていた。第20話では美城常務の主導する「Project:Krone」の選抜メンバーとして登場。美嘉とは同一部署に所属しており、その人気に憧れているらしい。その一方、常務に対しては「強引だ」と暗に批判しており、第22話で鷺沢文香が体調不良で倒れてしまった際、姿を見せなかった常務には怒りを見せている。
漫画『WILD WIND GIRL』
向井拓海らと同じ事務所に所属している。漫画本編では登場は多くないが、ドラマCD（3・4巻）では多く登場。
キャスティング・演技
山下は当初、唯が自身と全く違うギャル系女子だったこともあり演じる際は戸惑ったことを明かしている。演じる際に気を付けている点について山下は、唯らしく「軽くしゃべること」と、親密度が上がってプロデューサーに対して真面目なトーンで本音を話す際に、普段のテンションとの「ギャップ」が伝わるようにすることを挙げている。

片桐 早苗（かたぎり さなえ）
- 声 - 和氣あず未
- 年齢：28歳 / 身長：152 cm / 体重：47 kg / スリーサイズ：B92/W58/H84 / 誕生日：3月7日 / 血液型：O型 / 出身地：新潟

職務中にスカウトされた元婦警の女性。実年齢に反して若々しいルックスをしている。趣味はマッサージとスーパー銭湯。警察の年齢のためか、時折腰を痛めることもあるが体力は高く木登りも楽にこなしさらに空手、柔道、合気道と一通りの武術の有段者。私服はバブル期も連想させるような派手なボディコンで水着もハイレグを愛用している。昔は麻雀を嗜み「哭きの早苗」と呼ばれていたらしい。無類の酒好きで酒癖も悪く絡み酒タイプ。
『THE IDOLM@STER CINDERELLA MASTER』シリーズ第8弾のメンバーに選ばれたことにより、ボイスが実装された。
アニメ版
先輩アイドルとして第5話に堀裕子・及川雫と共に登場。第25話では警察官の服装で登場し、ライブの諸注意を告知した。
漫画『WILD WIND GIRL』
拓海たちとの出会いを通じて警察官からアイドルに転身し、以降は共に登場することが多い。
漫画『After20』
第6話から登場。第7話のメイン。ムードメーカー的な明るさを持つ。仕事終わりに柊志乃に案内されて居酒屋「しんでれら」に行く。その後は常連客の一人として、楓らとの行動が増える事に。
キャスティング・演技
和氣は早苗役が声優として初めて担当した役である。当初は佐々木千枝の役でオーディションを受けたものの、歌唱の際に自分が歌いやすい声で歌ったところ、ディレクターから早苗を提案され、その場でセリフを読んだところ後日受かったとダ・ヴィンチとのインタビューの中で振り返っている。

喜多 日菜子（きた ひなこ）
- 声 - 深川芹亜
- 年齢：15歳 / 身長：151 cm / 体重：38 kg / スリーサイズ：B78/W56/H78 / 誕生日：4月6日 / 血液型：AB型 / 出身地：秋田

いつも帽子を被っている妄想癖のある垂れ目の少女。趣味も妄想。いつか白馬の王子様が来ると信じている。基本的に下がり眉でにやけた表情を浮かべているが、稀に真顔になったりする。その際成宮由愛からは「凛々しいお顔」と評された。秋田県出身で家族は両親と兄がいる。日菜子のアイドルデビューを機に現在は一家そろって上京している。
第7回シンデレラガール総選挙で属性別（パッション）3位を獲得し、ボイスが実装された。
キャスティング・演技
深川は日菜子を演じていると「気持ち悪くなりすぎてる」と周囲から言われることがあるため、純粋さを意識しつつ可愛くなるように演じているという。

喜多見 柚（きたみ ゆず）
- 声 - 武田羅梨沙多胡
- 年齢：15歳 / 身長：156 cm / 体重：43 kg / スリーサイズ：B82/W57/H82 / 誕生日：12月2日 / 血液型：B型 / 出身地：埼玉

ぱっつんの前髪のボブヘアーの少女。趣味はバドミントンで、学校ではバドミントン部に所属している。運動は得意だが細かい作業は苦手。パーカーのようなフード付きの服を好んでいる。明るくお転婆な性格で本人曰く「面白いことを探していたらスカウトされた」。工藤忍と綾瀬穂乃香と仲が良く穂乃香に教えてもらいながら3人で編み物に挑戦したが、細かい作業が苦手なため最初に集中力が切れた。忍、穂乃香、桃井あずきと共にユニット「フリルドスクエア」を組んでいる。
第6回シンデレラガール総選挙で総合5位を獲得し、ボイスが実装された。
アニメ版
第2話に登場。「フリルドスクエア」の4人でダンスレッスンに励んでいた（当時はボイス無し）。

木村 夏樹（きむら なつき）
- 声 - 安野希世乃 / ギター演奏 - IMAJO（サイキックラバー）
- 年齢：18歳 / 身長：159 cm / 体重：41 kg / スリーサイズ：B82/W57/H83 / 誕生日：8月19日 / 血液型：AB型 / 出身地：茨城

アップヘアと男っぽい口調が特徴のバイク好きの少女。趣味はツーリング。ロックな曲を聞くことが多くギターも弾ける。ロックなアイドルを目指しており、同じ趣味、同じ夢の多田李衣菜とは「だりー」と呼ぶほど、親交がある。李衣菜からは「なつきち」と呼ばれている。また、向井拓海とはよくツーリングに行く。
テレビアニメ版第14話に登場した際にキャストが設定され、同日にゲームにボイスが実装された。
アニメ版
第2話から登場。ギターの引き語りをしていたが、セリフは無かった。セリフを発したのは第14話だが、李衣菜は彼女のことを知らなかった。ボディカラーがブルーの、スズキ・カタナらしきバイクに乗っている。第19話では李衣菜が「にわか」であることを見抜いている。また、このエピソードでは美城常務から星輝子・松永涼とロックユニットの結成を持ちかけられたが、全てが常務によりお膳立てされたユニットには納得がいかず、「* (Asterisk)」のライブや楽屋の様子を見て離脱を決意。「CINDERELLA PROJECT」へと合流し「 *(Asterisk) with なつなな」として活動する。
その他
テレビアニメ版では劇中でのギター演奏をサイキックラバーのIMAJOが担当しており、以降は夏樹がメインで参加している楽曲にはIMAJOが演奏で参加するようになっている（アニメに合わせて制作された「Rockin' Emotion」「Wonder goes on!!」は元より、『スターライトステージ』用の楽曲である「純情Midnight伝説」「Jet to the Future」などにも参加している）。

小関 麗奈（こせき れいな）
- 声 - 長野佑紀
- 年齢：13歳 / 身長：148 cm / 体重：41 kg / スリーサイズ：B75/W50/H77 / 誕生日：3月5日 / 血液型：B型 / 出身地：山形

自らを『レイナサマ』と称する唯我独尊な性格の少女。趣味はいたずら。プロデューサーを自身がトップアイドルになるためのコマと考えている。買ったおむすびを手作りと偽って渡す、ランニングマシーンの速度を上げるなど悪戯好きでよく手作りのバズーカで驚かそうとする。ただし手作りのため、稀に暴発してしまうことがある。ライバルの靴に画鋲を仕込もうとするなど勝つためなら様々な手を取るが分が悪くなると逃げ出す。弱い者の味方をする南条光をライバル視している（本人曰く「アタシは強い者の味方よ!」）。
アニメ『アイドルマスター シンデレラガールズ劇場 Extra Stage』第2話にセリフ付きで登場し、同時に担当声優も発表された。
アニメ版
第9話、第25話に登場。「幽体離脱フルボッコちゃん」という番組の主演。第25話では横山千佳、南条光とステージに立っている（当時はボイス無し）。

佐藤 心（さとう しん）
- 声 - 花守ゆみり
- 年齢：26歳 / 身長：166 cm / 体重：ダイエットちゅう / スリーサイズ：Bぼんっ/Wきゅっ/Hぼんっ♪ / 誕生日：7月22日 / 血液型：AB型 / 出身地：長野

ツインテールが特徴の女性。趣味はドレスアップと衣装作り。長野エリアのライバルアイドル。自称は「しゅがーはぁと」。26歳ながらあざといまでに可愛さを追求しているが、一方で年齢的に崖っぷちであることも自覚している模様。根は雑な性格であるらしく、本音でしゃべる時は（可愛らしさを意識した普段の口調のまま）言葉遣いが乱暴になる（例・「シュガーハァトって呼んでね！呼べ☆」）。同じ出身地、同い年の沢田麻理菜と仲が良く彼女を「マリナル」と呼んでいる。キャラクターや性格が似ている安部菜々とも仲が良く彼女を「（ウサミン）パイセン」と呼んでいる。後に「しゅがしゅが☆み～ん」としてユニットを組むことになった。
第5回シンデレラガール総選挙で属性別（パッション）3位を獲得し、ボイスが実装された。
漫画『U149』
第22話から登場。三船美優と共にテレビ番組「昼ドン!」の金曜プレゼンターを務めている。アニメ版では安部菜々と「しゅがみん☆TV」を配信している。

城ヶ崎 美嘉（じょうがさき みか）
- 声 - 佳村はるか
- 年齢：17歳 / 身長：162 cm / 体重：43 kg / スリーサイズ：B80/W56/H82 / 誕生日：11月12日 / 血液型：AB型 / 出身地：埼玉

城ヶ崎莉嘉の実姉で、派手なピンク色の髪を主にポニーテールにしたギャル風の少女。趣味はカラオケ。本田未央からは「みかねぇ」と呼ばれている。カリスマギャルを自称し、ギャルメイクが得意。見た目とは裏腹にプロデューサーと二人っきりだったりすると激しく動揺してメールも誤字だらけになるなど根は真面目で純真な性格。妹の莉嘉との仲はとても良好で仕事中にもメールをしている。携帯に莉嘉の人形のストラップをしている。すっぴんに自信がなくプロデューサーにも見せない。
『デレラジ』のパーソナリティの1人。イベントでは莉嘉とユニット「ファミリアツイン」を組んで登場する。
『THE IDOLM@STER CINDERELLA MASTER』シリーズ第2弾のメンバーに選ばれたことにより、ボイスが実装された。
アニメ版
「CINDERELLA PROJECT」とは違う部署でカリスマJKモデルとして活躍している。5人組ユニット「Happy Princess」の一人で、可能性を見出した卯月・凛・未央の三人を自分達のライブにバックダンサーとして初ステージに立たせた。違う部署ではあるが、「CINDERELLA PROJECT」のイベントに顔を出すことが多い。第17話では常務の路線変更の煽りを受け、自身も路線変更を余儀なくされてしまう。同じく母親に褒めてもらえないというわだかまりを抱えていたみりあとその思いを共有したことで、悩みを振り切った。

城ヶ崎 莉嘉（じょうがさき りか）
- 声 - 山本希望
- 年齢：12歳 / 身長：149 cm / 体重：36 kg / スリーサイズ：B72/W54/H75 / 誕生日：7月30日 / 血液型：B型 / 出身地：埼玉

城ヶ崎美嘉の実妹で、長い金髪が特徴のギャル風の少女。趣味はシール集め。姉である美嘉とはとても仲がいいと同時に強く慕っており、姉がアイドルになるならという理由で自分もアイドルになった。プロデューサーを君付けで呼んでいる。元気いっぱいでいてかなりマセた性格をしているが、プリクラを撮ってはしゃいだりカブトムシを捕まえて喜ぶなど子供っぽい所がある。姉が自分の人形を持っているのと同じように美嘉の人形を持っている。
イベントでは美嘉とユニット「ファミリアツイン」を組んで登場する。漫画『ロッキングガール』のメインキャラクターの1人。
第1回シンデレラガール選抜総選挙3位。
『THE IDOLM@STER CINDERELLA MASTER』シリーズ第1弾のメンバーに選ばれたことにより、ボイスが実装された。
アニメ版
「CINDERELLA PROJECT」に選ばれた14人のうちの一人。姉の美嘉を尊敬している。年の近いみりあと仲がよい。きらり・みりあと共に「凸レーション」（デコレーション）としてユニットデビュー。
漫画『U149』
第14話で、メアリー・コクランと共に宮本フレデリカのバックダンサーを務めている。

高森 藍子（たかもり あいこ）
- 声 - 金子有希
- 年齢：16歳 / 身長：155 cm / 体重：42 kg / スリーサイズ：B74/W60/H79 / 誕生日：7月25日 / 血液型：O型 / 出身地：東京

「ファンが優しい気持ちになれるようなアイドル」を目指している心優しい少女。趣味は近所の公園を散歩すること。落ち着いたゆっくりとした話し方が特徴で話し出すと他のアイドルには時間を忘れてしまうほどゆっくりに感じられ「ゆるふわ空間」と称されている。天気のいい日には散歩することが多い。また写真を撮るのも好きで江上椿と交流がある。また本田未央と日野茜とユニット「ポジティブパッション」を組んでいる。特訓前も髪型はお団子だが特訓後はサイドテールになることが多い。個性的なメンバーが多いパッションアイドルの中では数少ない常識人であり、他のメンバーに振り回されることもある。
『THE IDOLM@STER CINDERELLA MASTER』シリーズ第5弾のメンバーに選ばれたことにより、ボイスが実装された。
第10回シンデレラガール総選挙総合4位。
アニメ版
先輩アイドルとして登場。第6話で自身のラジオ「ゆるふわタイム」のゲストとして、ニュージェネレーションを出演させ、初ライブの告知をさせてくれた。舞台女優としても活躍しているらしく、未央が挑戦した舞台で共演した。
漫画『U149』
他の芸能課の先輩アイドルとして第19話から登場。道明寺歌鈴とユニット「インディゴ・ベル」を組んでおり、ラジオ番組を持つ。

十時 愛梨（ととき あいり）
- 声 - 原田ひとみ
- 年齢：18歳 / 身長：161 cm / 体重：46 kg / スリーサイズ：B86/W58/H88 / 誕生日：12月8日 / 血液型：O型 / 出身地：秋田

童顔であるが抜群のスタイルのツインテールの少女。大学1年生。大学ではテニスサークルのマネージャーをしている。趣味はケーキ作りで、その腕は三村かな子、道明寺歌鈴、上条春菜など他のアイドルから絶賛されている。天然な所があり、自分の出番を忘れたりケチャップと間違えてクリームをオムライスにかけてそのまま気づかないほど。その性格と容姿は母親に似たらしい。また北国で育ったためなのか暑がりで所構わず服を脱ぎたがる癖がある。私服や衣装は胸元を意識したものが多い。しかし、自分のスタイルにはかなり無頓着。
第1回シンデレラガール選抜総選挙1位。
『THE IDOLM@STER CINDERELLA MASTER』シリーズ第3弾のメンバーに選ばれたことにより、ボイスが実装された。
アニメ版
先輩アイドルとして登場。第9話では川島瑞樹と2人でバラエティ番組「頭脳でドン! Brains Castle」改め「筋肉でドン! Muscle Castle」の司会を務めている。第17話以降、諸星きらりと「とときら学園」の司会を担当する。

ナターリア
- 声 - 生田輝
- 年齢：14歳 / 身長：155 cm / 体重：43 kg / スリーサイズ：B84/W55/H86 / 誕生日：6月29日 / 血液型：A型 / 出身地：リオ・デ・ジャネイロ

褐色肌をしているブラジル人の少女。趣味はベリーダンス。日本語は話せるものの、片言で言葉足らずなところがある。市原仁奈から日本語を教わっているらしく、時折仁奈の口調である「やがるデス」を使うことがある。プロデューサーに最初から全力で甘えており、自分から可愛がって欲しいと発言している。寿司が大好物で、ロケ弁に寿司が入っていないことにガッカリしたことがあるほど。寿司だけでなくバナナも好きで、バナナ寿司という物を作ったこともある。南国育ちのため日本の寒さに慣れていないが、お風呂好きでプロデューサーと温泉に行きたがっている。
第8回シンデレラガール総選挙で属性別（パッション）3位を獲得し、ボイスが実装された。
キャスティング・演技
生田は独特な口調のナターリアを演じるために自身の声を録音して聞き返しながら、様々なパターンを試したという。また、生田は些細なニュアンスの違いで「カタコトをやってます」感が出たり、逆にネイティブっぽくなりすぎることから外国出身のキャラクターを演じる難しさを痛感したと振り返っている。

南条 光（なんじょう ひかる）
- 声 - 神谷早矢佳
- 年齢：14歳 / 身長：140 cm / 体重：41 kg / スリーサイズ：B79/W58/H80 / 誕生日：9月13日 / 血液型：B型 / 出身地：徳島

特撮ヒーローが好きな少女。趣味は特撮番組鑑賞と特撮ごっこ。背の低さが悩み。ヒーロー番組の主題歌をゲットし自分がヒーローになるためにアイドルになった。小関麗奈からはライバル視されている。
第7回シンデレラガール総選挙で属性別（パッション）2位を獲得し、ボイスが実装された。
アニメ版
第25話に登場。横山千佳、小関麗奈とステージに立っている（当時はボイス無し）。
漫画『U149』
第43話にて千佳と知り合うきっかけを作った話が描かれており、第55話では千佳と親しげに会話をする所を麗奈に訝しがられている。

難波 笑美（なんば えみ）
- 声 - 伊達朱里紗
- 年齢：17歳 / 身長：158 cm / 体重：45 kg / スリーサイズ：B82/W56/H80 / 誕生日：5月1日 / 血液型：O型 / 出身地：大阪

ウェーブのかかったショートヘアーにタコを模ったヘアピンを付け、関西弁で話す少女。趣味はお笑いライブ巡りとモノマネ。ツッコミ気質でハリセンを持っている。ミーハーな性格らしく、アイドルになった経緯も「芸能人と話したくてオーディションを受けたら受かってしまった」とのこと。スベることを嫌がる、激辛たこ焼きを食べた上田鈴帆に「おいしい」と繰り返すなどかなりの芸人気質。好物は、たこ焼き。辛いものが苦手。
テレビアニメ版第16話に登場した際にキャストが設定され、同日にゲームにボイスが実装された。
アニメ版
第8話より登場。寮で生活している。第16話では常務のバラエティ路線の削減の煽りを受け路線変更を強いられるが、それに一番に異議を唱えた。他のアイドル同様、「CINDERELLA PROJECT」の方針に賛同する形で外郭メンバーとなっている。

浜口 あやめ（はまぐち あやめ）
- 声 - 田澤茉純
- 年齢：15歳 / 身長：154 cm / 体重：42 kg / スリーサイズ：B78/W55/H80 / 誕生日：1月13日 / 血液型：A型 / 出身地：三重

お団子結びの髪型が特徴の少女。趣味は時代劇鑑賞、忍者グッズ収集、撮影所巡り。京都エリアの衣装「シノビトラディショナル」を集めると加入する。祖父の影響で時代劇、特に忍者ものを好んでおり、忍ドル（忍者アイドル）になるのが目標。イベントで同一人物三人によるユニット「くノ一あやめ忍法帖」として登場するが、実は本物以外はCG。
テレビアニメ版第16話に登場した際にキャストが設定され、同日にゲームにボイスが実装された。
アニメ版
第16話から登場。脇山珠美とチームを組んでバラエティ番組に出演していたが、他のメンバー同様常務の方針の煽りを受ける。路線変更を強いられるが、「CINDERELLA PROJECT」の方針に賛同し第17話以降、珠美と共に外郭メンバーとして加わった。第25話でも珠美とステージに立っている。

久川 凪（ひさかわ なぎ）
- 声 - 立花日菜
- 年齢：14歳 / 身長：150 cm / 体重：40 kg / スリーサイズ：B76/W56/H80 / 誕生日：6月16日 / 血液型：B型 / 出身地：徳島

久川颯の双子の姉の少女。趣味は写真、ポエム、読書(新書)。颯のことは「はーちゃん」と呼ぶ。2019年4月2日に颯とともにスターライトステージにボイス付きで実装された後、同月5日に颯とともに石川エリアのライバルアイドルとして本作に実装された。

日野 茜（ひの あかね）
- 声 - 赤﨑千夏
- 年齢：17歳 / 身長：148 cm / 体重：40 kg / スリーサイズ：B80/W60/H82 / 誕生日：8月4日 / 血液型：AB型 / 出身地：栃木

小柄ながら元気いっぱいな熱血前のめりな性格の少女。趣味はラグビー観戦。好きな食べ物（飲み物）はお茶。口癖は「ボンバー」。部活のマネージャーを務めていたため、食事の用意などは得意。体力は他のアイドルと比べて非常に高く、茜の行動力に他の体力自慢のアイドル達が付き添うと、茜以外が音を上げてしまう程。、ウェディングドレスを着たまま大荷物を抱えて全力疾走し、両手に持ったバケツに水を入れた状態で走って坂を往復を楽にこなし、運動に付き合ったプロデューサーが翌日に筋肉痛でダウンするほど。普段から声が大きく熱血だが同じことを何度も言ったりタキシードを知らなかったりパーティーに山盛りのご飯を持参するなど天然な一面がある。また、プロデューサーと二人三脚を北条加蓮に結婚という意味で捉えられた際には顔を赤めてドレス姿で走っていくなど純真な面もある。未央と高森藍子とユニット「ポジティブパッション」を組んでいる。
漫画『ニュージェネレーションズ』ではタイヤ引きを披露している（稀にタイヤの上に白坂小梅が乗っている）。漫画『Shuffle!!』では前川みくのことを「前川先輩」と呼んでいる。
『THE IDOLM@STER CINDERELLA MASTER』シリーズ第4弾のメンバーに選ばれたことにより、ボイスが実装された。
アニメ版
5人組ユニット「Happy Princess」の一人。初舞台に緊張している島村卯月たちに小日向美穂と共にアドバイスを送った。

姫川 友紀（ひめかわ ゆき）
- 声 - 杜野まこ
- 年齢：20歳 / 身長：161 cm / 体重：44 kg / スリーサイズ：B80/W57/H80 / 誕生日：9月14日 / 血液型：A型 / 出身地：宮崎

体育会系の明るくさっぱりした性格の女性。趣味は野球観戦。仕事中にも野球の試合が気になってしまうほどの野球好きでプロ野球チームのキャッツ（架空チーム）のファン。キャッツのマスコットキャラクター「ねこっぴー」好きでもある。よく応援をしているため、大声を出すのは得意。実際は野球をするのも好きで夢は始球式に出ること。シャンパンを好む。
第3回シンデレラガール総選挙で属性別（パッション）2位を獲得し、ボイスが実装された。
アニメ版
先輩アイドルとして登場。第9話で輿水幸子・小早川紗枝の3人で「カワイイボクと野球どすえ」（略称KBYD）として「CANDY ISLAND」とバラエティ番組「筋肉でドン! Muscle Castle」で対決した。第15話ではレギュラー番組を失って途方に暮れている姿がちらっと登場。第18話では新たに「KBYD散歩」というレギュラー出演を得て柴又を訪れていた。ユニットでは最年長者であるためか、失敗に落ち込んでいる智絵里とかな子に辛辣な言葉を投げかけた幸子をたしなめている。『シンデレラガールズ劇場』SEASON3の第1話で、キックベースを野球vsサッカーにした張本人の一人でもある（前述の結城晴との張り合いから）。

星 輝子（ほし しょうこ）
- 声 - 松田颯水
- 年齢：15歳 / 身長：142 cm / 体重：35 kg / スリーサイズ：B73/W53/H75 / 誕生日：6月6日 / 血液型：B型 / 出身地：福島

長く一本垂れたアホ毛と右側の一部を結んだ灰色の腰まであるロングヘアが特徴の少女。趣味はキノコ栽培。人前で話すことが苦手で「ボッチノコ」と自虐ネタを言うなど内気な性格。「フヒ」という独特な笑い方をする。「キノコは親友」と豪語しておりキノコに関する知識も高くキノコ料理も好き。LIVE時には多くの場合、普段からは想像も出来ないほどのヘヴィメタルを意識した衣装になりテンションも格段と高くなる（本人曰く「メタルスイッチが入る」）。「キノコーキノコーボッチノコーホシショウコー♪」というオリジナルの歌を稀に口ずさんでいる。事務所では暗くてジメジメがキノコの栽培に適しているという理由でプロデューサーの机の下に入り込んでキノコを栽培している。プロデューサーのことを親友と認めており他人行儀が嫌なため、呼び捨てにしている。
輿水幸子と白坂小梅（3人共、身長が同じ）とはLIVEユニット「カワイイボクと142's」を、早坂美玲と森久保乃々とはLIVEユニット「インディヴィジュアルズ」を、佐久間まゆ、森久保乃々とはプロデューサーの机関連から、「アンダーザデスク」を組んでいる。LIVEユニット内では最年長。
2014年の「甘いひとときトキメキバレンタインガチャ」において、ボイスが実装された。
アニメ版
女子寮で生活しており、白坂小梅とともにアナスタシアと神崎蘭子を出迎えた。シイタケを栽培している。第13話でサマーフェスにも参加している様子が描かれていた。第19話では木村夏樹、松永涼とロックユニットの結成話が持ち上がったが、夏樹が離脱し涼もユニットを去ったため、その後どうなったのかは不明。第25話では涼、藤本里奈、ライラとステージに立っている。

堀 裕子（ほり ゆうこ）
- 声 - 鈴木絵理
- 年齢：16歳 / 身長：157 cm / 体重：44 kg / スリーサイズ：B81/W58/H80 / 誕生日：3月13日 / 血液型：O型 / 出身地：福井

「エスパーユッコ」を自称し、超能力があると自負する少女。ポニーテールをリボンあるいはシュシュで結んだ髪型が特徴的。趣味はサイキックトレーニング。実際超能力の有無は不明だがスプーン曲げが得意らしく常に先割れスプーンを持ち歩いている。超能力を発動する際は「ムムム、ムンッ!」と気合を入れる。幼少期に見たある超能力の番組で見た翌日の給食の時間にスプーン曲げが出来るようになりそれによりクラスの注目を集め自分の超能力を他の人にも見せたくてアイドルになった。現在、透視能力やテレポート練習中だがサイキックパワーを他人に分けることも出来る。『SR［サイキックマジシャン］堀裕子』にて超能力とマジックを融合した技を披露した際には関係のないはずの星輝子のキノコが増殖した。しかし、裕子自身は全く気付いておらず超能力によるものかも一切不明。
『THE IDOLM@STER CINDERELLA MASTER』シリーズ第6弾のメンバーに選ばれたことにより、ボイスが実装された。
アニメ版
先輩アイドルとして第5話に及川雫・片桐早苗と共に登場。「サイキック逮捕」を披露した際に雫のシャツの胸元のボタンが弾け飛んだ。第13話でサマーフェスに参加した際は、倒れた美波にサイキックパワーを送っていたが、その日は快晴で降水確率0％だったにもかかわらず激しい雷雨となり、ライブが一時中断される事態となった。第16話ではメインキャラクターである安部菜々が番組でクライミングゲームに挑戦している際、サイキックで菜々を手助けした。その後、楽屋裏でみくと李衣菜にサイキックの威力を力説するが李衣菜からはあきれられていた。第25話ではステージ上でスプーン曲げを披露したが、幸子の座っていた椅子の脚が曲がってしまった。
漫画『U149』
第53話で、各種のアクシデントの元凶として描かれている。

的場 梨沙（まとば りさ）
- 声 - 集貝はな
- 年齢：12歳 / 身長：143 cm / 体重：38 kg / スリーサイズ：B71/W58/H73 / 誕生日：11月19日 / 血液型：B型 / 出身地：山口

「アタシに出来ないコトなんてない」と発言する自信満々なツインテールの少女。小学生。趣味はダンスとパパとデートすること。ダンスが得意。「結婚したい」ほどに大好きな父親に喜んでもらうためにアイドルになった。ヒョウ柄やトラ柄など派手なファッションが特徴でオシャレのために冬でも肩出しを着ることがある。当初はプロデューサーに厳しくファンのことも「キモイ」と言うほどのわがままな所があったが、徐々にプロデューサーを認めつつある。しかし、ファンに至ってはロリコンと思われる感じの層が多い事が悩み。アイドル活動を通じて、色々な仕事をこなすうちに仲間を大事にしたり、小さな子供から応援されると素直に喜んだりと年相応な反応も見せる。なぜか動物に好かれやすく、動物関係の仕事が来る。結城晴と仲が良く、後に二人で「ビートシューター」を結成。
8周年特別アニメ「Spin-off!」に登場する際に際にキャストが設定された。
漫画『U149』
第3芸能課所属アイドルとして登場。シンボルマークはRの文字。ファザコンであることは相変わらずだが、中々父親と一緒に過ごせない仁奈に配慮して表に出すのは控えている。第14話では一ノ瀬志希のバックダンサーを結城晴とともに務めた。
8周年特別企画 Spin-off!
主要キャストの5人のうちの一人として登場。
キャスティング・演技
集貝は、梨沙は気が強いのではなく自分に対する自信とプロデューサーへの信頼ゆえに強い態度を取る子供らしさがあると解釈しており、演じる際はそのような子どもらしさを意識しつつも、ただ機嫌が悪そうな女の子にならないようにしているという。

向井 拓海（むかい たくみ）
- 声 - 原優子
- 年齢：18歳 / 身長：163 cm / 体重：53 kg / スリーサイズ：B95/W60/H87 / 誕生日：8月7日 / 血液型：A型 / 出身地：神奈川

初登場時の服装はさらしに紫色の特攻服という黒髪ロングヘアが特徴的な不良系の女子高校生。趣味はバイクいじり。本人曰く「天上天下、喧嘩上等、特攻隊長向井拓海」。愛称は「たくみん」。粗暴な口調で気が強く姉御肌だがプロデューサーが喜んでいるなら否定しつつも可愛いアイドル衣装を着るなどツンデレな性格。小動物好きで捨てられていた子猫を引き取っている。本人は「動物はこっち（自分）を見た目で判断しないからかわいい」と話している。面倒見もよく、小さなアイドルの子からは慕われている。その気になれば漢検で一級が取得できるほど漢字に強く、特定の単語に仰々しい当て字を用いる。趣味のバイクを通じて木村夏樹、原田美世、藤本里奈らと親交がある。和久井留美のことを姉御と呼んでおり「逆らえない」「タダ者じゃない」と語っている。実は泳げない。
第4回シンデレラガール総選挙で属性別（パッション）3位を獲得し、ボイスが実装された。
アニメ版
第4話にポスターのみ登場。『マジックアワー』では第4回シンデレラガール総選挙で属性別（パッション）3位を獲得したことからパーソナリティを担当し、同時にボイス初公開となった。
漫画『WILD WIND GIRL』
漫画版の主人公。暴走族「狂鬼会」のリーダーだった頃にプロデューサーと出会いアイドルとなる。当初は一時的なものだったが、里奈たちとの交流を通じて本格的にアイドルを目指すようになる。
評価・反響
担当Pであるファンの間では、漫画『特攻の拓』とかけて「特攻の拓海」と呼ばれることもあり、公式ボイスドラマ「マジックアワー」において、それを逆輸入する形で同漫画の有名なセリフ「不運（ハードラック）と踊（ダンス）っちまった」と言いかける場面がある。

村上 巴（むらかみ ともえ）
- 声 - 花井美春
- 年齢：13歳 / 身長：146 cm / 体重：37 kg / スリーサイズ：B74/W53H76 / 誕生日：1月3日 / 血液型：A型 / 出身地：広島

広島弁でしゃべる赤髪の少女。趣味は演歌と将棋。広島エリアのライバルアイドル。父親に言われてアイドルになったが、その父親や家業については肩書き上では「村上興業（株）」を経営しているらしいが、どう見てもその筋の人にしか見えない描写が多々あり、父親や周囲から箱入り娘のように育てられた。川島瑞樹が憧れの人。家事などは得意である様子。義理と人情を大事にする性格で、「生活環境」のせいかやけに仁義がかったセリフ回しをする。また将棋も棋士レベルで、休日は将棋クラブへ赴くほど。広島での巡業の際には父親の好意で、宿泊所として実家に招待することがあり、「これ以上セキュリティと待遇のいい宿泊所は滅多にない」と自負している。
第6回シンデレラガール総選挙で属性別（パッション）3位を獲得し、ボイスが実装された。
キャスティング・演技
音楽プロデューサーの柏谷智浩（日本コロムビア）はねとらぼとのインタビューでは、最初から演歌のできる人を求めたわけではなく、歌がうまければうれしい程度の気持ちだったと明かしている。
巴役に選ばれた花井美春が民謡の分野で実績があったことから、キャラクターソングも演歌に決まった。
　
諸星 きらり（もろぼし きらり）
- 声 - 松嵜麗
- 年齢：17歳 / 身長：186.2 cm / 体重：61.5 kg / スリーサイズ：B92/W65/H87 / 誕生日：9月1日 / 血液型：O型 / 出身地：東京

常に可愛らしい服装をしており、明るく非常にハイテンションな性格の少女。趣味はかわいい物集め。全アイドル中最長身・最重量。当初の身長・体重は182cm・60kgだったが、再登場するごとに成長し、現在は上記のプロフィールで定着。「スターライトステージ」では182cm、アニメ版では185cmの設定になっている。一人称は「きらりん」。「にょわー」「○○だにぃ」「しゅごい（すごい）」「うれすぃ（嬉しい）」といった特徴的なしゃべり方をする。笑い声は「うぇへへ」。実は幼少の頃から自分の高身長や性格などにより、周りと違うことに対しての悩みがあり、アイドルになれると思わなかったことを明かしている。その圧倒的な身長のためか、本人は無自覚ながらも中々の筋力の持ち主でもある。自室は「きらりんルーム」と呼んでおり部屋中にかわいい物のグッズで埋め尽くされている。双葉杏とは同年齢で誕生日が一日違いながら性格は正反対で、最初はきらりが一方的に杏を可愛がっていた。現在では非常に仲が良く友情を深めている。また、きらりんルームには「ANZU」と書かれた部屋がある。本人は秘密にしていたが、後に中に双葉杏が閉じ込められていたことが判明した。
『THE IDOLM@STER CINDERELLA MASTER』シリーズ第2弾のメンバーに選ばれたことにより、ボイスが実装された。
アニメ版
「CINDERELLA PROJECT」に選ばれた14人のうちの1人。杏を一方的に可愛がっており常に抱えている。しゃべり方に特徴があるが、他のメンバーを心配したり、初ステージを成功させた島村卯月達に真っ先に祝福の言葉をかけたりと仲間思いな性格。赤城みりあ・城ヶ崎莉嘉と「凸レーション」（デコレーション）としてユニットデビュー。第17話以降、十時愛梨と「とときら学園」の司会を担当する。

夢見 りあむ（ゆめみ りあむ）
- 声 - 星希成奏
- 年齢：19歳 / 身長：149 cm / 体重：リンゴたくさん / スリーサイズ：Bでっかい/Wふつう/Hたぶんふつう / 誕生日：9月12日 / 血液型：AB型 / 出身地：やさしい世界

一人称は「ぼく」で、ピンク色の髪に水色のメッシュが入ったセミロングの髪が特徴の少女。趣味は真夜中の意味深ポエム、現場参戦。自称「ゆとり世代かつSNS育ちでドルオタ」。炎上してでも目立ちたいと豪語するがメンタルが弱く、いわゆるコミュ障である。専門学校に在籍しているが籍があるだけで、通っていない可能性が高い。スリーサイズが不明だが本人曰く、バストは95cmあるらしい。特訓後は看護服をアイドル衣装にアレンジした服を纏う。2019年2月9日に鳥取エリアのライバルアイドルとして実装された。
第8回シンデレラガール総選挙で属性別（パッション）2位を獲得し、ボイスが実装された。また同総選挙で総合3位を獲得。
キャスティング・演技
星希はりあむを演じる上では、感情の起伏が激しい彼女の特徴を上手く表現できるように意識しているという。また、りあむが発する「オタク特有の早口」についてもあえて言葉を詰まらせるなど工夫しているという。

依田 芳乃（よりた よしの）
- 声 - 高田憂希
- 年齢：16歳 / 身長：151 cm / 体重：40 kg / スリーサイズ：B73/W53/H73 / 誕生日：7月3日 / 血液型：O型 / 出身地：鹿児島

鮮やかな着物と頭にリボンを身に付けた少女。趣味は悩み事解決、石ころ集め、失せ物探し。一人称は「わたくし」で、「でしてー」「ましてー」といった独特な間延びした口調で喋る。お茶と煎餅が好物。祖母から「困っている人には力を貸しなさい」と教えてもらい、困った人を見つける感覚があり、不思議な存在。プロデューサーと出会った切っ掛けも、プロデューサーがアイドルの原石を求めてスカウトしようと彷徨っていた所を感じ取り、自分からプロデューサーの元へ出会に来たのが切っ掛け。アイドルは神様のように崇拝されるもので、自分にとって天職だと考えている。法螺貝を吹ける。本人曰く法螺貝の音は魔除けでもあり戦意を高める効果があるらしく応援用に使うが、重くて持っているのが大変。
第5回シンデレラガール総選挙で総合5位を獲得し、ボイスが実装された。

龍崎 薫（りゅうざき かおる）
- 声 - 春瀬なつみ
- 年齢：9歳 / 身長：132 cm / 体重：32 kg / スリーサイズ：B65/W51/H70 / 誕生日：7月20日 / 血液型：O型 / 出身地：愛媛

好奇心旺盛の性格で、前髪の右部分にヘアピンを付けている少女。プロデューサーのことを「せんせぇ」と呼んでいる。時折、語尾のない言葉を言うことがある。趣味は料理で、プロデューサーのためにおにぎりを作ってきたり料理の苦手な望月聖にクッキーの焼き方を教えたりしている。横山千佳・市原仁奈と並び、全アイドル中最年少。
テレビアニメ版第17話に登場した際にキャストが設定され、同日にゲームにボイスが実装された。
アニメ版
第17話から登場。「とときら学園」のレギュラーとして別部門からやってきた。
漫画『U149』
第3芸能課所属アイドルとして登場。シンボルマークは向日葵。ゲーム版と異なり、当初プロデューサーのことはそのまま「プロデューサー」と呼んでいたが、担当回（49話～52話）を経て「せんせぇ」と呼ぶようになった。

愛野 渚（あいの なぎさ）
- 年齢：18歳 / 身長：163 cm / 体重：47 kg / スリーサイズ：B84/W58/H85 / 誕生日：8月1日 / 血液型：A型 / 出身地：愛知

長髪をポニーテールにした少女。趣味はバスケットボールで、バスケットボール部のキャプテンを務めている。背番号は8番。全国大会に出場するほどの腕前。部の仲間を心配することもある。そのため、頼られることに抵抗はなくまた自主練を欠かさないため、体力も高い。

衛藤 美紗希（えとう みさき）
- 年齢：22歳 / 身長：160 cm / 体重：45 kg / スリーサイズ：B84/W56/H80 / 誕生日：3月18日 / 血液型：O型 / 出身地：大分

元OLの女性。趣味は携帯小説と女子力アップ。「まぁす!」「あはっ☆」などテンションの高い話し方をする。独特なロングヘアをしている。恋愛系の携帯小説にハマっており女子力を上げるために持ち物からスタイルまで色々な所に気を配っている。勉強は得意らしい。実家は海沿いにあるので魚をさばくこともできる。月宮雅、岸部彩華とユニット「ガールズパワー」を組んでいる。
漫画『U149』
他の芸能課の先輩アイドルとして第19話から登場。月宮雅、岸部彩華とユニットを組む。登場前に第7話で雑誌のヘアアレンジの記事に、月宮雅、岸部彩華とともに写真が掲載されており、第21話では実際に的場梨沙にヘアアレンジをしてみせた。

海老原 菜帆（えびはら なほ）
- 年齢：17歳 / 身長：162 cm / 体重：58 kg / スリーサイズ：B92/W65/H93 / 誕生日：8月3日 / 血液型：O型 / 出身地：熊本

おっとりした性格のお団子ヘアの少女。趣味は散歩と和菓子屋さん巡り。本人曰く「人見知りしない」性格。食べることが好きで特に和菓子が好き。本人は食べ歩きはダイエットも兼ねている。棟方愛海から「スキンシップ」を受けた経験がある。全アイドル中最もヒップサイズが大きい。

北川 真尋（きたがわ まひろ）
- 年齢：17歳 / 身長：158 cm / 体重：43 kg / スリーサイズ：B75/W57/H79 / 誕生日：2月17日 / 血液型：O型 / 出身地：香川

ショートヘアの少女。趣味は走ること、食べること、寝ること。陸上部の副部長を務めており、短距離走者でスタミナはあまりないらしいが、アイドルのレッスンを始めてからはスタミナがついたらしい。普段は眼鏡を掛けているが、大会で走る時はコンタクトにするとのこと。

キャシー・グラハム
- 年齢：15歳 / 身長：168 cm / 体重：49 kg / スリーサイズ：B83/W56/H85 / 誕生日：9月19日 / 血液型：O型 / 出身地：ニューヨーク

生粋のアメリカ人の少女。東京都浅草育ちのため英語を話せない、金髪碧眼の江戸っ子気質。趣味はインラインスケートとダンス。ダンスが得意。赤西瑛梨華と仲がいい。

小松 伊吹（こまつ いぶき）
- 年齢：19歳 / 身長：165 cm / 体重：48 kg / スリーサイズ：B85/W59/H88 / 誕生日：11月17日 / 血液型：O型 / 出身地：茨城

ダンスが得意とする少女。ダンスに関してはかなり真剣な様子が見られる。趣味はストリートダンス、スケボー、恋愛映画を見ること。反面、仕事を休みにして遊ぶことを持ちかけるなど、おちゃらけた部分も持っているが、本人曰く「こう見えても結構純情」。スケボーでプロデューサーにいいところを見せるか、わざと転んで心配されるかなどを妄想したりとプロデューサーをかなり慕っている。

斉藤 洋子（さいとう ようこ）
- 年齢：20歳 / 身長：157 cm / 体重：46 kg / スリーサイズ：B85/W57/H82 / 誕生日：12月29日 / 血液型：O型 / 出身地：福岡

茶髪のショートヘアにアホ毛が特徴の女性。元気と健康が一番と考えており体を動かすことが好き。趣味は半身浴。レッスンや準備運動にも積極的。本人曰く美肌の秘訣は運動をして半身浴をすること。そのため、普段から化粧はしない。また酒には弱い。

冴島 清美（さえじま きよみ）
- 年齢：15歳 / 身長：153 cm / 体重：43 kg / スリーサイズ：B76/W58/H78 / 誕生日：9月26日 / 血液型：A型 / 出身地：沖縄

お下げとメガネが特徴の少女。趣味は掃除、整理整頓、腕章作り。規律を順守する生真面目な性格。自身の学校に風紀委員は設置されておらず、自称：「超☆風紀委員」。形から入るタイプ。メガネをかけているが伊達メガネ。
沖縄エリアのライバルアイドル。

沢田 麻理菜（さわだ まりな）
- 年齢：26歳 / 身長：166 cm / 体重：47 kg / スリーサイズ：B87/W57/H87 / 誕生日：5月6日 / 血液型：B型 / 出身地：長野

茶髪のロングヘアーが特徴の女性。自称「お姉さん」でプロデューサーを弟のように思っている。海のない長野県出身だが趣味はサーフィンで、天気のいい日にはよくサーフィンに出かけている。また実家が内陸のため、海に憧れがあり海の近くに住みたいと語っている。アイドル活動について最近になって両親から認められた。同じ出身地、同い年の佐藤心とは仲が良く彼女を「はぁと」と呼んでいる。
当初は名前が「麻里菜」だったが2012年に「麻理菜」に変更された。

財前 時子（ざいぜん ときこ）
- 年齢：21歳 / 身長：168 cm / 体重：46 kg / スリーサイズ：B83/W55/H85 / 誕生日：4月18日 / 血液型：B型 / 出身地：名古屋

常に他人を見下す、女王様気質のサディストな性格の女性。趣味はお仕置きと豚を料理すること。好きなものは他人の涙。プロデューサーを呼び捨てにし、機嫌が悪いと「アァ?」と凄むなど驕慢で粗暴な言動を見せる。「金の為に働くのではなく退屈を潰す為」「この世の全ては生きてる間の暇つぶし」といった独自の人生観を持つ。実家は裕福な家庭であり、幼少期には聖歌隊に入っていた。「自分が歌うのでなく自分の為に皆が歌う」など唯我独尊な発言が多かったが、現在は下僕達（ファン）が自分を崇めることを気に入りアイドル活動に満足している。基本的にプロデューサーを含め相手には「時子様」と呼ばせている。本人曰く「自分の気分を害さない子には優しい」。また、前述のような威圧にものともせずマイペースを崩さない人やそういった言動を全て無視してしまう人を苦手としている。同時に、他のアイドルには威圧こそすれど、罵るような発言は一切しない。「脳に行く栄養が胸に行ってる奴は絶滅すればいい」と言っているが、彼女自身スタイルはよい。料理は得意な方である。

首藤 葵（しゅとう あおい）
- 年齢：13歳 / 身長：145 cm / 体重：39 kg / スリーサイズ：B73/W53/H75 / 誕生日：8月18日 / 血液型：O型 / 出身地：大分

大分弁を話す少女。趣味は魚さばき。衣装「ラジカルトラッド」のコンプリートで入手可能なアイドル。実家は料亭で、父親も料理人。以前は地元でローカルアイドルをやっていたらしい。

杉坂 海（すぎさか うみ）
- 年齢：18歳 / 身長：162 cm / 体重：45 kg / スリーサイズ：B88/W58/H86 / 誕生日：7月20日 / 血液型：B型 / 出身地：山口

長い黒髪をポニーテールにした男っぽい所がある少女。趣味はウインドサーフィン。男っぽいことは「弟ばかりの長女だから」と自覚している。一人称は「ウチ」。弟が多いため、しっかりとした一面もあり年上でありながら無邪気な藤居朋と並んだ際、千川ちひろに「（海の方が）お母さんみたい」と思われた。女の子らしさに憧れておりエスニックな物が好き。歌やダンス経験はないが実家が瀬戸内海近くということもあってウインドサーフィンが得意。また裁縫も得意で本人曰く「弟たちの世話で身に付けた」らしい。朋が幸運の人形を作る際に作り方を教えた。

仙崎 恵磨（せんざき えま）
- 年齢：21歳 / 身長：156 cm / 体重：45 kg / スリーサイズ：B81/W55/H81 / 誕生日：6月27日 / 血液型：O型 / 出身地：大阪

薄い金髪のベリーショートに派手なピアスが特徴の女性。「アイドルは黒髪が綺麗な清純派お嬢様がやるもの」と思っていたため、その条件に全く合致しない自分にアイドルへのオファーが来た際はとても驚いていた。趣味は革小物集めで、しっとりとした革製品がお気に入り。夜型で徹夜でカラオケなどで騒ぐのが好きだが朝には弱く遅刻しかけたこともある。大阪弁は全くしゃべらないがそれでも声は大きい。それでも本人は低姿勢で話しているらしい。

相馬 夏美（そうま なつみ）
- 年齢：25歳 / 身長：160 cm / 体重：46 kg / スリーサイズ：B83/W60/H89 / 誕生日：7月23日 / 血液型：A型 / 出身地：京都

元キャビンアテンダントの女性。趣味はランニング。熱心なスカウトを受けてアイドルになり今では自分自身を新しく表現する場を見つけてくれたプロデューサに感謝している。 一度決めたことは徹底的にやる意欲的な性格。キャビンアテンダントの経験から人前で話すことには慣れており、今でも鏡の前で笑顔の練習をしている。しかし人前で歌うことは苦手らしい。実はダイエットをしていた過去があり体型を少し気にしている。現在でも故郷の鴨川周辺をランニングしており、プロデューサーをランニングに誘う。

土屋 亜子（つちや あこ）
- 年齢：15歳 / 身長：156 cm / 体重：42 kg / スリーサイズ：B85/W54/H83 / 誕生日：5月2日 / 血液型：B型 / 出身地：静岡

守銭奴で、常に電卓を持ち歩いている少女。趣味は貯金と食べること。村松さくらと大石泉とは親友同士で二人と一緒にユニット「ニューウェーブ」を組んでいる。その性格から、お金以外の亜子の魅力を挙げる時に、さくらと泉はすぐに返答出来なかった。もっとも、電卓を使いコスト計算をしたり、ロケ弁だけもらって帰ろうと考えるあたり、アイデア自体は中学生らしく微笑ましい。泉の発言から母子家庭である可能性が高く、お金に執着するのもそういった事情があるからである。出身は静岡だが、両親が関西出身のため、やや怪しげな関西風の訛りで発言している。（ただし「土屋」姓は静岡県に最も多い）カードには「サルファー」と付くものが多く、イメージがサルファーイエロー（レモン色）に設定されている。
アニメ版
第2話に登場。「ニューウェーブ」の3人でバランスボールに乗ってトレーニングをしていた。

並木 芽衣子（なみき めいこ）
- 年齢：22歳 / 身長：160 cm / 体重：44 kg / スリーサイズ：B80/W57/H82 / 誕生日：10月14日 / 血液型：AB型 / 出身地：和歌山

麦わら帽子など帽子をよく被っている、ムードメーカー的な女性。趣味は旅行で、世界を飛び回ったり出来たら楽しいと思いアイドルになった。プロデューサーと旅行に行きたがっている。故郷の和歌山をよく宣伝している。

西島 櫂（にしじま かい）
- 年齢：19歳 / 身長：172 cm / 体重：49 kg / スリーサイズ：B86/W59/H83 / 誕生日：8月17日 / 血液型：O型 / 利き手：右 / 出身地：大阪

水泳が得意な茶髪の左右に大きくハネたショートヘアの少女。趣味は水族館巡り。当初は関係者以外立ち入り禁止の場所にスカウトに来たプロデューサーを変質者と勘違いした。最初はプロの水泳選手を目指していたが記録が思うように伸び悩み最終的にアイドルになることを選んだ。金魚すくいが得意で本人曰く「水泳をしているから魚の泳ぎたい方向が分かる」らしい。水泳選手を目指していただけあり、体力も登場アイドルの中で屈指の高さを誇る。

野々村 そら（ののむら そら）
- 年齢：15歳 / 身長：157 cm / 体重：46 kg / スリーサイズ：B84/W57/H85 / 誕生日：1月3日 / 星座：B型 / 出身地：福岡

ロングヘアを頭上でツインテールにした非常に明るい性格の少女。趣味は友達と電話。衣裳「ラブリーアンジュ」のコンプリート特典アイドル。リンゴやオレンジなど独特な髪留めをしている。セリフの最後に「☆」が付くことが多い。また、「はろー」「はっぴー」「れっつだんす」のように話す英語はひらがなで表記されている。英語が堪能できらきら星を英語で歌える（ただし歌詞は全て平仮名表記で、聞いていた持田亜里沙たちも「英語…だったのかな?」首を傾げていた）。

浜川 愛結奈（はまかわ あゆな）
- 年齢：22歳 / 身長：168 cm / 体重：50 kg / スリーサイズ：B92/W58/H85 / 誕生日：5月25日 / 血液型：B型 / 出身地：大阪

通常レアではピンクのテンガロンハットカウガール風の服を着た女性。趣味は乗馬。大阪出身だが大阪弁を話さない。浴衣を着る際にも胸元を開いて着こなしている。同郷の仙崎恵磨とは気が合うらしい。また奥山沙織のことを「沙織もカワイイんだから、堂々としてればイイの!ソコがカワイイんだけど!」と話している。
千葉エリアのライバルアイドル。

槙原 志保（まきはら しほ）
- 年齢：19歳 / 身長：162 cm / 体重：46 kg / スリーサイズ：B86/W57/H91 / 誕生日：4月27日 / 血液型：B型 / 出身地：三重

元ウェイトレスの少女。趣味はスイーツめぐり。職場で仕事中にスカウトされた。ウェイトレスの経験から声はよく通るらしく皿を6枚同時に運んだり給仕作業も得意。コーヒーにはこだわりがありオリジナルブレンドがある。スイーツ好きであり特にパフェを好んでいる。スイーツを通じて、十時愛梨、三村かな子と交流を深めている。
静岡エリアの衣装「ティーフレーバーメイド」をコンプリートすることで入手できるアイドルとしても登場した。

松山 久美子（まつやま くみこ）
- 年齢：21歳 / 身長：161 cm / 体重：44 kg / スリーサイズ：B81/W56/H81 / 誕生日：1月21日 / 血液型：A型 / 出身地：神奈川

自分の魅力を引き出すことに熱心で「女を綺麗にするのは見られているという意識」という考えの持ち主の女性。趣味はピアノ。綺麗になろうとした理由は幼少期に見た母親の結婚式の写真に憧れたから。その母親はピアノ教室の先生でよく手伝っていた。また、ネイルアートに興味があるものの、ピアノを弾くために爪は今でも伸ばしていない（これは、爪の長い指でピアノを弾くと鍵盤が傷付く原因になり、演奏者自身も鍵盤の間に爪を挟んだりして怪我のおそれがある為）

真鍋 いつき（まなべ いつき）
- 年齢：22歳 / 身長：165 cm / 体重：46 kg / スリーサイズ：B85/W57/H83 / 誕生日：12月29日 / 血液型：O型 / 出身地：石川

汗がかきやすい体質の女性。趣味はとにかく運動することで、走ること、踊ること、球技、水泳と体を動かすことなら何でもあり。レッスンやトレーニングにも積極的。休日もよくジムに通っている。本人曰く「アイドルになっていなかったら体育の先生になっていた」らしい。

三好 紗南（みよし さな）
- 年齢：14歳 / 身長：149 cm / 体重：39 kg / スリーサイズ：B75/W56/H80 / 誕生日：6月25日 / 血液型：B型 / 出身地：香川

コンピュータゲームが好きな少女。趣味はTVゲームと夜更かし。ゲームショーやゲームのお仕事を目指してアイドルとなる。ヘビーゲーマーで、待ち時間にも携帯ゲームで遊んでいたり、徹夜が禁止されることに不満を漏らしたりすることもあるが、基本的には前向きかつゲーム感覚で仕事をしている様子。
アニメ版
第25話に登場。ステージ上で双葉杏とゲーム対決をしていた。

メアリー・コクラン
- 年齢：11歳 / 身長：150 cm / 体重：40 kg / スリーサイズ：B71/W59/H73 / 誕生日：1月19日 / 血液型：B型 / 出身地：サンフランシスコ

おませな少女。趣味は女磨きとグルメツアー。大人のレディに憧れており、巨乳のアイドルに嫉妬する場面がある。プロデューサーのことを「ダーリン」と呼ぶなどかなり慕っている。姉がおり、その姉は大槻唯に似ているらしい。
初期のスリーサイズはB83・W58・H87となっていたが、後に現在のスリーサイズに修正された。公式によると本人が見栄を張って数値を大きく申請したため慌てて訂正したとのこと。
漫画『U149』
第14話で、城ヶ崎莉嘉と共に宮本フレデリカのバックダンサーを務めている。

矢口 美羽（やぐち みう）
- 年齢：14歳 / 身長：150 cm / 体重：41 kg / スリーサイズ：B81/W56/H80 / 誕生日：7月10日 / 血液型：B型 / 出身地：千葉

礼儀正しい頑張り屋で仕事も勉強にも真剣な少女。趣味はメール。友達との関係は良好でアイドル目指すことを話したら学校のみんなが応援してくれたらしい。友達といる時間が減ったことを少し気にしていた。一発芸などで相手を笑わせることを楽しんでいる。髪型は特訓前はお団子で特訓後はポニーテール。

若林 智香（わかばやし ともか）
- 年齢：17歳 / 身長：156 cm / 体重：45 kg / スリーサイズ：B82/W57/H83 / 誕生日：8月30日 / 血液型：A型 / 出身地：鹿児島

腰に届くほどの長いポニーテールが特徴的なチアリーダーの少女。趣味はチアリーディング。チアリーディングで鍛えているためかダンスを得意とし、他のアイドルにダンスを教えていることがある。ただし歌は苦手らしい。横浜エリアの衣装「リーディングスター」のコンプリートで入手できるアイドルとして初登場。

イム・ユジン
- 年齢：15歳 / 身長：165 cm / 体重：48 kg / スリーサイズ：B86/W58/H84 / 誕生日：8月2日 / 血液型：B型 / 出身地：ソウル

韓国版のみ登場。ノリがいい性格の少女。趣味は遊びに行くことと足マッサージ。道を尋ねようと声をかけたプロデューサーにスカウトされ、アイドルになる。弟がいる。

## トレーナー
他のアイドルのレッスンに使うことで多くの成長度が得られるカード。属性的にはパッションに分類されているが、キュートやクールのアイドルに使っても成長度は同じ。カードの色は   黄緑。
四姉妹という扱いで、名前はコミック版など各メディアで設定されているもの。ゲームでは『スターライトステージ』において初めて言及された。担当声優は4人共通で、アニメ版において初めてキャスティングされた。『スターライトステージ』にはボイスがあるが、『シンデレラガールズ』ではボイスはなし。担当声優は当初は藤村歩が務めていたが、2019年に無期限休業に入った関係で、2022年11月以降は佐倉綾音が新たに務めている（既存のボイスは変更されない）。
マスタートレーナー / 青木 麗（あおき れい）
声 - 藤村歩 → 佐倉綾音
- 年齢：28歳 / 身長：166 cm / 体重：45 kg / スリーサイズ：B82/W56/H83 / 誕生日：12月10日 / 血液型：AB型 / 出身地：栃木

四姉妹の長女。中性的なしゃべり方。趣味で自作したスポーツドリンクを薦めてくる。特技レベルやその上限を上げる効果を持つカードがあり、姉妹の中では破格の能力を持つ。
アニメ版
「Triad Primus」の担当トレーナーとして登場。

ベテラントレーナー / 青木 聖（あおき せい）
声 - 藤村歩 → 佐倉綾音
- 年齢：26歳 / 身長：163 cm / 体重：45 kg / スリーサイズ：B83/W56/H84 / 誕生日：9月10日 / 血液型：A型 / 出身地：栃木

次女。姉同様中性的なしゃべり方。趣味はデイトレード。イベントや時期による差分カードがあるが、その多くは特別トレーニングプラン付きという設定で、仕事熱心なタイプ。
アニメ版
346プロのダンス担当のトレーナー。アイドルに対して名字で呼ぶ。

トレーナー / 青木 明（あおき めい）
声 - 藤村歩 → 佐倉綾音
- 年齢：23歳 / 身長：160 cm / 体重：45 kg / スリーサイズ：B84/W56/H85 / 誕生日：6月10日 / 血液型：B型 / 出身地：栃木

三女。趣味は早朝ランニング。上の姉二人と比べると言動が女性らしく、恋愛には奥手なタイプ。四姉妹の中で最もスタイルがいい。
アニメ版
346プロのボーカル担当のトレーナー。

ルーキートレーナー / 青木 慶（あおき けい）
声 - 藤村歩 → 佐倉綾音
- 年齢：19歳 / 身長：163 cm / 体重：45 kg / スリーサイズ：B77/W56/H82 / 誕生日：3月10日 / 血液型：B型 / 出身地：栃木

末妹。趣味はジム通い。まだ学生であり、トレーナーの仕事と学業を両立させている。プロデューサーへの好意をストレートに出すタイプ。
アニメ版
新人トレーナーとして登場。トレーナーの中では新人であることを卯月たちに話した際、未央から「ルキちゃん」とあだ名を付けられる。

## その他のアイドル
本作には765プロダクション・876プロダクションなど、『シンデレラガールズ』以外の「アイドルマスターシリーズ」からもアイドルたちが登場している
765プロのアイドルは『シンデレラガールズ』において初期からカードが実装されている。
876プロのアイドルは2016年12月9日に開催されたコラボイベント第1弾「ディアリースターナイト 〜聖夜のキセキ〜」、桜井夢子は2019年3月のコラボイベント「ディアリースタードリーム 〜魔法のコンチェルト〜」、サイネリアは2019年6月のコラボイベント「ディアリースターコネクト ～絆のプロトコル～」でカードが追加された。876プロの3人のみ、ぷちデレラも実装されている（ただし、他のぷちデレラに比べ入手方法が大幅に限られている）。
『スターライトステージ』には上述のアイドルたちは登場しないが、2021年2月開催の『シアターデイズ』とのコラボイベントで最上静香、ジュリアの2人が登場。
キャラクターごとの詳細は当該項目を参照のこと。
本作におけるタイプ分けは以下の通り。
- キュート - 高槻やよい、菊地真、我那覇響、天海春香、日高愛、サイネリア
- クール - 如月千早、三浦あずさ、秋月律子、四条貴音、水谷絵理、最上静香
- パッション - 萩原雪歩、双海亜美[注 12]、双海真美、星井美希、水瀬伊織、秋月涼、桜井夢子、ジュリア

プロフィールやキャラクターの外見は『THE IDOLM@STER 2』準拠となっているが、「秋月律子」はアイドルとして登場、「秋月涼」は『ディアリースターズ』に準拠しているため女装アイドルとして登場している。
本作にてプロフィール項目に「利き手」と「出身地」が追加されたが、765プロのアイドルは「出身地：765プロダクション」、876プロのアイドルは「出身地：876プロダクション」となっている。桜井夢子、サイネリアの2人は本作でプロフィールが判明。
アニメ版
765プロの12人と876プロの3人に加え、「Jupiter」（ジュピター）や「新幹少女」（しんかんしょうじょ）といったテレビアニメ版『THE IDOLM@STER』に登場したアイドル達が背景の広告などに描かれており、同じ世界観であることが示されている（いずれも本人達は直接登場しない）。

## その他のキャラクター

### 事務所の関係者
千川 ちひろ（せんかわ ちひろ）
声 - 佐藤利奈
- 年齢：不明 / 身長：154 cm / 体重：ひ・み・つ / スリーサイズ：B82/W58/H84 / 誕生日：11月28日 / 星座：射手座 / 血液型：A型 / 利き手：右 / 出身地：東京

プレイヤーのナビゲーター役として登場するアシスタントの女性。ゲーム内ではアイテムショップの担当も務めている。名札には「ちひろ」と書かれている。イベント中に稀に回復アイテムを無料でくれることがある他、趣味がコスプレ・パーティーなこともあり、水着や着物、イベントに合わせたコスプレで登場することもある。『スターライトステージ』のローディング中に表示される「1コマ劇場」によると、事務所内に私物のコスプレ衣装を置いているらしく、その中にはナース服や警察の制服も存在する。アイドルの面倒見も良く、悪ふざけをする片桐早苗を怖い笑顔で注意することもあるが、棟方愛海のスキンシップにはたじろんでいた。
2014年の「ちひろのスペシャルエピソード」において、ボイスが実装された。
アニメ版
346プロの社員として登場。島村卯月たちとの初対面でエナジードリンクを渡す。たびたびプロデューサーにスタミナドリンクを渡して励ましている。ゲームと違い、名札には名字の「千川」と書かれている。
『NO MAKE』第7話ではプロデューサーをからかって楽しむお茶目な面が見られた。
漫画『あんさんぶる!』
事務所の事務員。アイドル達のことが好きな面が強調され、自身の主役エピソードも用意されている。
漫画『WILD WIND GIRL』
事務所の事務員。所内ではよく衝突が起きるため気苦労が絶えない場面が多い。
漫画『U149』
第27話に登場。事務室の職員。
漫画『After20』
柊志乃らの所属する社のアシスタントを務める。第7話に登場し、ドラマ収録途中にもかかわらずワインのボトルを開けた志乃と片桐早苗に説教を食らわせた。

プロデューサー
プレイヤーの分身となるキャラクター。『シンデレラガールズ劇場』ではスーツ姿の人物として描かれている。名前はMobageのニックネームがそのまま名前となり、『スターライトステージ』ではプレイヤーが自由に設定することができる（○○Pと表記され、○○の部分にプレイヤーが設定した名前が入る。変更も自由に行える）。運転免許はある模様。
容姿に関してはぴにゃこら太似の雰囲気という綾瀬穂乃香の談の他にも小日向美穂が熊のぬいぐるみを「プロデューサーに似ている」と発言するなど、アイドル達から断片的に語られている。『スターライトステージ』ではチュートリアルでアニメ第1話において凛のスカウトに赴いた時同様実際に警察に声をかけられ、婦警時代の片桐早苗にも不審者に間違われた。それ以外の具体的な設定は語られていない。
アニメ版
声 - 武内駿輔
346プロダクションのプロデューサー。「CINDERELLA PROJECT」（シンデレラプロジェクト）担当。目つきが悪くポーカーフェイスで口数も少ないが、実直かつ誠実な男性。誰に対しても敬語で話す。困ったことがあると首に手を当ててしまう癖がある。人相が悪い為、不審者と間違われることが多い。
第7話で部長が語ったことによれば、かつて熱心なプロデュースが仇となって彼についていけない何人かのアイドルに離反された過去を持ち、それ以来臆病となりアイドルには不干渉の立場をとっていたとのこと。
2nd seasonでは、美城常務の方針に反発するアイドル達を守るため奔走。同時に常務の方針にそぐわないと判断されたアイドル達をみくの提案で「CINDERELLA PROJECT」外郭メンバーとして迎え入れて庇護下へと置いていく。
『スターライトステージ』では、BD / DVD第6巻完全生産限定版の特典として入手できる「シンデレラプロジェクト担当のプロデューサーデスク」をルームに設置しておくと、時々登場する。
- 本名は明かされず、テレビアニメ版の視聴者からは、担当声優の名字から武内P（たけうちプロデューサー）と呼ばれることもある。その人物像や担当声優の持つ存在感から第1話で多くの視聴者の心を掴み、メインのアイドル達を差し置いて放映時からまる二日間Twitterでトレンド入りするなど、ファンの間で人気キャラとなっている。

漫画『WILD WIND GIRL』
声 - 内匠靖明
銀髪、サングラス、唇にピアス、黒スーツにノーネクタイの柄シャツといった堅気らしからぬ外見通りのガラの悪い男性。偶然出会った向井拓海をスカウトして、共に活動することになる。いい加減でスケベな性格。拓海にセクハラ発言をして制裁を受けたり、警察のお世話になったりすることもあるが、根は熱い。事務作業が苦手。「アイドルマスターシリーズ」では、珍しい喫煙者。
漫画『U149』
声 - 米内佑希
『U149』の舞台となる事務所において、第3芸能課に新しく配属された男性。童顔で背が低い為、子供と間違われることもあるが、成人である。本人は三船美優や片桐早苗、川島瑞樹等、大人の女性アイドルが好み。背の低さを気にしたり小学生相手に口喧嘩をしたりと、子供っぽい性格からアイドル達に反発されることも多いが、熱血漢でアイドルのことや仕事のことはしっかりと考えており、次第にアイドル達からの信頼を得ていく。アニメ版では姉（声 - 相川奈都姫）がいることが明かされている。
『スターライトステージ』では、アニメ版『U149』設定のゲーム内イベント「Shine In The Sky☆」にて登場する。

プリヴェ店長
声 - 杉田智和
『スターライトステージ』に登場。「セレクトショップ プリヴェ」の店長。プリヴェでは有償ジュエルでアイドルの私服が購入でき、店長はその説明担当として登場。おネエ口調で話す。
当初はテキストのみの登場であったが、2023年2月のPVより立ち絵イラストとボイスが公開された。同年9月に実装されたルームアイテム「レジカウンター/セレクトショップ」を設置することで、ルーム内にボイス付きで登場するようになる。

### マスコットキャラクター
ぴにゃこら太（ぴにゃこらた）
声 - 大橋彩香
緑色の体にやさぐれた目をした、太った猫のようなキャラクター。工藤忍、喜多見柚が「ブサイクなヤツ」と称するほどの珍妙なデザイン。綾瀬穂乃香曰く、プロデューサーに似ているらしい。また、柚からは『シンデレラガールズ劇場』で編み針で刺されそうになったことがあり、以後『グランブルーファンタジー』のコラボ武器や公式グッズなどでネタにされている。大原みちるからは食べられそうになったことがあり、穂乃香のものはメロンパンのよう、グランブルーファンタジーのイラストと同じものは塩気があったらしい。
グッズとして穂乃香が愛用するぬいぐるみ、安斎都の着ているTシャツ、遊園地で売られている帽子などがある。
2017年4月のエイプリルフールコンテンツの一環として、「ぴにゃあつめ」が公開された。ぴにゃあつめ内では、様々なバリエーションのぴにゃこら太が登場した。
金ぴにゃこら太 / ゴールデンぴにゃこら太
声 - 大橋彩香
グランブルーファンタジー第2回コラボにて登場。敵キャラクターのぴにゃこら太の中で、まれにレアモンスターとして出現する。第8回では召喚アイテム（召喚石）として実装された。
過去には2014年のコミックマーケットにて、金色のぴにゃこら太貯金箱が販売されたことがある。
グラブルでは「ゴールデンぴにゃこら太」、『Shadowverse』では「金ぴにゃこら太」と表記。
黒ぴにゃこら太 / 黒色の生物
声 - 武内駿輔
グランブルーファンタジー第5回コラボにて登場。頭に癖毛があり、黒色で目つきが悪く胸元にネクタイのような毛の束が生えている個体。グラブル内では「黒色の生物」と表記される。このコラボと同時期に『SR[桃園花娘]喜多見柚』と『シンデレラガールズ劇場』第672話に緑色のぴにゃこら太と共に登場している。
『シンデレラガールズ』の関連グッズや、アニメ『シンデレラガールズ劇場』のクレジットでは「黒ぴにゃこら太」表記となっている。
ピンクぴにゃこら太 / 桃色の生物
声 - 東山奈央
グランブルーファンタジー第7回コラボにて登場。全身ピンク色で目にまつ毛とアイシャドウが施された、やたらセクシーな個体。
こちらは2017年に『スターライトステージ』で行われた「新春！プラチナ宝くじ」の画面において緑と黒のぴにゃこら太と共に先行して登場している。
グラブルでは「桃色の生物」、『Shadowverse』では「ピンクぴにゃこら太」と表記。
アニメ版
第17話以降に登場。「とときら学園」のマスコットらしく、第18話では智絵里とかな子の江戸切子レポートに同行している。第25話では「とときら学園」レギュラー陣と共にステージにも立った。劇中ではゆるキャラとして扱われているらしい。また、「とときら学園」レギュラー陣のつけている名札はぴにゃこら太を模している。
グランブルーファンタジー
コラボイベントにて敵キャラクターとして登場。鳴き声は「ぴにゃ」。ただし、『グラブル』第3回コラボでは杏のウサギのぬいぐるみそっくりの姿になったベルフェゴール（と、うさぎもどき）に追われる立場になり、第4回コラボでは亡霊（謎の怪火）や地蔵、仏像のような姿（秘丹弥虚羅多尊像）になっていた。第2回コラボではまれに金色の個体が出現するようになっていた。また、柚やみちるの一件をネタにした称号が存在する。
第5回コラボでは黒色の生物、第7回コラボでは桃色の生物が登場。第8弾では骸骨姿の骨の生物、恐竜のような3本角の生物（声 - 原紗友里）、サッカーが好きな青縞の生物（声 - 福原綾香）、天使のような白い翼の生物（声 - 洲崎綾）、悪魔のような黒い翼の生物（声 - 大橋彩香）、ゴールデンぴにゃこら太が登場する。
プリンセスコネクト！
コラボイベントにて敵キャラクターとして登場。2033年に広く普及しているオンラインVRゲーム内に突然出現したことになっている。シナリオ中は緑色の個体しか出てこないが、敵として登場するのは全て金色の個体である。1〜3体が群れ集まっているものと、王冠とマントをまとった「キング」が出現するようになっていた。いずれの作品でも、事情を知らない人には正体不明の存在として扱われている。
Shadowverse
コラボクエストにてボスキャラクターとして登場。緑が初級、ピンクが中級、黒が上級となっており、金が超級ボスとして設定されている。

### アニメ版のみ登場
今西（いまにし）部長
声 - 小松史法
346プロダクションの部長。プロデューサーの上司だが、見た目は地味で存在感の薄い初老の男性。
温厚な性格で、過去に失敗を犯したプロデューサーを見捨てずに「CINDERELLA PROJECT」の担当を任せ、未熟な彼と新人アイドル達の成長を静かに見守っている。また、常務とも面識があるようで、経営者としての手腕を評価しながらもその方針を諫めるような言動をしている。登場人物内では数少ない喫煙者（『NO MAKE』第20話にて判明）だが、アニメ中では描写はされていない。
なお、名字の「今西」はアニメ第7話予告と『NO MAKE』第7話にて紹介されており、2nd seasonでは「今西部長」とクレジットされるようになっている。
『スターライトステージ』では、BD / DVD第8巻完全生産限定版の特典として入手できる「事務所ソファー/今西部長」をルームに設置しておくと、時々登場する。

善澤（よしざわ）記者
声 - 星野充昭
テレビアニメ版『THE IDOLM@STER』及び劇場版『THE IDOLM@STER MOVIE 輝きの向こう側へ!』に登場した敏腕芸能記者。アニメ第6話で「new generations」と「LOVE LAIKA」へのインタビューを行った。第13話と第22話にもセリフはないがワンカット登場している。

美城（みしろ）常務 / 専務
声 - 田中敦子
2nd seasonに登場。346プロ常務で会長の娘。アイドル部門の統括担当。1st seasonではアメリカ出張中だった。
帰国後、進行中のアイドルプロジェクトを全て白紙化して見直すと宣言し、少なくないアイドル達に影響を与えた。短期的な成果と効率、美城の伝統を重視しており、「個性を伸ばす」という方針には、「非効率的で成果が出るのが遅い」と批判的かつ冷徹な行動を取る。
所属アイドル達のアーティスト性を強化し、「かつての芸能界のようなスター性、別世界のような物語性」というイメージ戦略の元で346プロアイドル部門のブランドイメージを確立することを理想としており、その理想を具現化すべく、自身が選抜したアイドル達から成る「Project:Krone」（プロジェクトクローネ）を第20話で発足させ、「CINDERELLA PROJECT」からも渋谷凛とアナスタシアが出向した。
自身の掲げる戦略と成果を重視するあまり、アイドル達のメンタルに関しては無配慮で、高垣楓と城ヶ崎美嘉に反発され、木村夏樹や松永涼には自身の企画から去られている。アイドルとして行き詰まっていた島村卯月を切り捨てるよう要求したが、プロデューサーには突っぱねられている。性急すぎる改革により、所属アイドルのみならず、現場の社員も不満を感じている様子が劇中では描写されている。
ただし、自身の方針に逆らう者を干すほどの非道さはなく、プロデューサーが「シンデレラの舞踏会」の企画を提出した際も、「プロデューサー自身の進退を賭け、今期末までに成果を出す」という条件付きではあったが、企画自体は承認し、「進行は君の裁量に委ねる」と不干渉不支援を表明するなど、自身の方針に沿わない者に対しても一定の度量は持ち合わせていた。
「CINDERELLA PROJECT」のアイドル達に関して「素材として一定の強度はある」と評価するなど、客観的な審美眼は持ち合わせているが、「それならなおさら、（「CINDERELLA PROJECT」のアイドル達も）美城の伝統に相応しくプロデュースをするべき」と付け加え、自身を暗に諫めていた今西部長に対して、あくまで自身の方針は変わらないと釘を刺していた。
経営者としての手腕は優秀だったらしく、第20話の『NO MAKE』で346プロの社内改革で成果を上げていることが語られ、今西部長も手腕は本物と評している。その反面、自身の方針を重視するあまり、前述のアイドル達のメンタルに無配慮な面も含めて現場感覚を軽視する傾向が強く、「Project:Krone」の初お披露目となった秋の定期ライブにおいて、鷺沢文香が極度の緊張から体調不良で倒れるアクシデントが発生し、それを見ていた「Project:Krone」の他のメンバー達も動揺で浮足立ってしまい、「Project:Krone」のアイドル達が「CINDERELLA PROJECT」のアイドル達と比べて、現場での経験値、及びアイドル同士の信頼・連携といった面で劣っていることが浮き彫りになるという形で、現場感覚軽視の弊害が顕在化した。
結果的にプロデューサーの機転と「CINDERELLA PROJECT」のアイドル達のフォローによって「Project:Krone」のアイドル達も無事にステージを終えており、常務もその事実を認めた上でプロデューサーに謝辞を伝えており、現場軽視を省みたのか、それ以降は頻繁にアイドルの現場に立ち会うようになっていた。
第25話の「シンデレラの舞踏会」のステージ裏にて、プロデューサーが改めて自身のプロデュースの方針を示した際も、自分とプロデューサーは平行線のままだと語ったが、その直後に「彼女達（アイドル達）は、我々の平行線すらも超えていくのか？」とプロデューサーに問い掛け、プロデューサーがそれを肯定すると寂しげな表情を浮かべていた。
経営手腕が評価されたのか、第25話のエンディングでは専務に昇進している。最終的にプロデューサーと方針が一致したのかどうかは劇中では明言されていないが、ラストシーンでは「シンデレラガールズ」となった「CINDERELLA PROJECT」のアイドル達を、プロデューサーと共に笑顔でステージに送り出していた。
専務昇進後は『スターライトステージ』に登場。BD / DVD第9巻完全生産限定版の特典として入手できる「事務所ドア/美城専務」をルームに置くと、専務が時々ドアを開けて登場する。2016年3月20日に追加された「期間限定」ミッションのナビゲートも務める。

### 漫画版のみ登場
所長
漫画『ニュージェネレーションズ』に登場する、アイドル達が所属する事務所の代表。
元々、不採用にするはずだった島村卯月・渋谷凛・本田未央の3人に誤って合格通知を送るなど不手際が多く、マスタートレーナーや千川ちひろに頭が上がらない。
漫画『ロッキングガール』でも事務所の代表が所長と呼ばれているが同一人物かどうかは不明。
部長
声 - 宮崎敦吉
漫画『WILD WIND GIRL』に登場するプロデューサーの上司で、やや生え際の後退した眼鏡の中年男性。アニメの今西部長とは別人。
常識人ゆえにプロデューサーとの衝突が絶えず、巻き起こる不祥事で錯綜している。その一方で、あえて挑発する物言いでプロデューサーをやる気にさせるなど期待している部分もある。

### コラボレーションによるゲストキャラクター
『スターライトステージ』のエクストラコミュにのみ登場するキャラクターに関しては、「アイドルマスター シンデレラガールズ スターライトステージ#コラボレーション」の節を参照。
日高 舞（ひだか まい）、岡本 まなみ（おかもと まなみ）
イベント「ディアリースターナイト 〜聖夜のキセキ〜」でボスキャラクターとして個別に登場。
武田 蒼一（たけだ そういち）
イベント「ディアリースターハート 〜ラブキュン・バレンタイン〜」で桜井夢子と共にボスキャラクターとして個別に登場。
尾崎 玲子（おざき れいこ）
イベント「ディアリースタークエスト 〜夜桜奇譚〜」でサイネリアと共にボスキャラクターとして個別に登場。
星街すいせい
- 年齢：18歳 / 身長：160 cm / 体重：43 kg / スリーサイズ：B70/W55/H75 / 誕生日：3月22日 / 血液型：A型 / 出身地：バーチャル

『スターライトステージ』のコラボイベントでプレイアブル実装。タイプはクール、趣味はいろいろ。